# 박정희
박정희(朴正熙, 1917년 11월 14일~1979년 10월 26일)는 대한민국의 제5~9대 대통령이다. 본관은 고령, 호는 중수(中樹)이다.
대구사범학교를 졸업하고 3년간 교사로 재직하다 만주국 육군군관학교에 입학하였다. 졸업 성적 석차 2등으로 만주국 군관학교를 졸업한 후, 성적우수자 추천을 받아, 일본 육군사관학교에 57기로 입학한 후 1944년 수석으로 졸업했다. 일본이 제2차 세계 대전에서 패망할 때까지 일본 제국이 수립한 만주국의 일제관동군장교로 근무하였다. 병과(兵科)는 포병(砲兵)이다.
1945년 9월 21일 북경에서 활동하던 한국광복군에 편입되어 광복군 장교로 활동하다 1946년 5월 10일에 미 해군 수송선을 타고 부산항을 통해 한반도로 귀국한다. 이후 대한민국 국군 장교로 복무하던 중 셋째형 독립운동가 박상희가 대구 10.1 사건에 연루되어 일제 순사 출신 구미 경찰관들과 대립하다 사살 되었다는 소식을 듣게된다. 사건 직후 형의 친구이자 사회주의자이던 이재복의 권유로 반이승만파이던 남로당 명단에 이름을 올렸으나 김창룡이 주도한 숙군에서 여수·순천 사건 연루 혐의로 체포되어 파면, 급료몰수, 무기징역을 선고받았다. 1심 판결 이후 남조선로동당 조직구도 윤곽을 증언한 뒤 백선엽 육군본부 정보국장과 김안일 방첩과장, 김창룡 방첩대장 세 사람의 보증을 받고 집행정지 조치로 풀려난다. 이후 백선엽 국장의 배려로 정보국에서 무급 문관으로 근무하다 6.25 전쟁때 다시 현역 군인으로 복귀한다.
반공을 국시로 하는 국가변란 성격의 5·16 군사 정변을 주도하여 국가재건최고회의 의장이 되어 "군으로 돌아가겠다"는 약속을 깨면서 군복을 벗고 직선제로 치루어진 제5대 대통령 선거에서 민주당 윤보선 후보를 누르고 당선되는 등 1963년 12월부터 1979년 10월 26일까지 치러진 선거에서 당선되어 제5~9대 대통령으로 재직하였다. 국가재건사업을 추진하여 경부고속도로 및 서울 지하철 개통, 농촌 현대화 운동인 새마을 운동, 대규모 중화학 공업 건설 및 육성, 산림녹화 사업, 식량 자급자족 실현, 자주국방 및 군대 현대화 사업 등 국가 근대화 정책을 추진하여 국가 발전의 기반을 마련하였다. 그러나 3선 개헌 및 유신헌법 등의 장기 집권을 반대하던 여야 및 학생운동이 일어났다. 1979년 9월 말에 일어난 김영삼 의원 제명 파동으로 같은 해 10월 16일 부마 민주 항쟁이 일어났다. 1979년 10월 26일 저녁, 궁정동에서 중정부장 김재규에 의해 암살당하였다.

## 대통령이 되기 이전

### 가계
박정희는 고령박씨(高靈朴氏) 직강공파(直講公派) 29세손이다. 경상도 성주에 집성촌을 이루며 살았다하여 성주파(星州派)로 부르기도 한다. 조선 세조때 현령을 지낸 14대조 박망달(朴望達)이 경상도 성주에 처음 살기 시작했고 증손인 12대조 박천신(朴天信)이 광해군 때 부호군을 역임 끝으로 벼슬을 하지 못했다. 조부 박영규(朴永奎)까지 4대는 독자였다. 박영규는 1840년 성주군 사읍촌에서 박이찬의 외아들로 태어났다. 박영규(朴永奎)는 아들 삼형제를 두었다. 박영규(朴永奎)가 솔가(率家)하여 칠곡 약목으로 이사를 한 까닭은 알려져 있지 않다. 박영규(朴永奎)는 '약목평야'라 불릴 만큼 많은 농지와 소작농을 거느린 부농이었지만, 아버지 박성빈(朴成彬)은 구한말 무과에 급제하여 정9품 효력부위까지 올랐으나 당시의 부정부패에 환멸을 느껴 동학혁명에 가담해 젊은나이에 성주 동학접주가 되어 관군에게 체포돼 구사일생으로 살아남아 1916년 구미 상모동으로 옮겨 처가 수원백씨 문중 선산 산지기로 일하게 되었고, 다음해 1917년 9월30일 박정희를 낳은 것으로 알려졌다.  

### 생애 초반

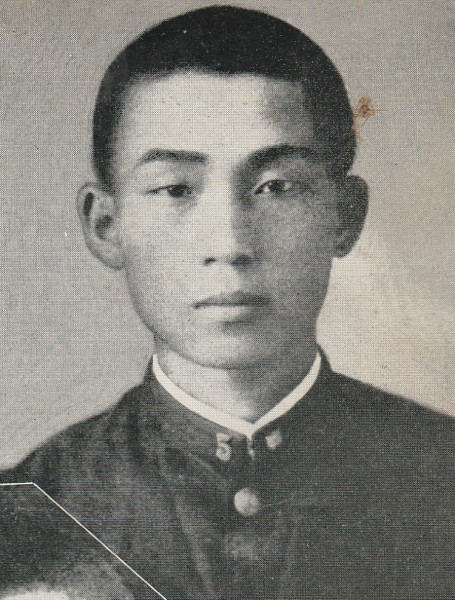
학창시절 박정희

1917년 경상북도 선산군 구미면 상모동(慶尙北道 善山郡 龜尾面 上毛洞) 171번지에서 아버지 박성빈(朴成彬)과 어머니 백남의(白南義) 사이의 7남매(5남2녀)중 막내로 태어났다. 어린 시절 마루에서 굴렀다가 마루 밑에 놓인 화로에 떨어져 머리카락과 눈썹 부분에 화상을 입기도 하였다. 아버지 박성빈은 황토를 짓이겨서 박정희에게 발라주었고 이때 화상을 입어 피부가 검게 그을린 것이라 한다. 이 일 이후로 박정희는 짧은 옷을 입지 않는 버릇이 생겼다고 전해진다. 유년기에는 서당에 다니며 한학을 수학하였으며, 훗날 입학하는 구미공립보통학교의 입학 전 경력에도 한학 수학이라 기재되어 있으며 학교에 다니면서도 일요일에는 서당에 가서 한문을 배웠다고 한다. 일요일에는 교회에도 다녔고, 나머지 시간을 이용해서 서당에 다닌 것이다.
아버지는 조선 후기에 무관직 정9품 효력부위를 지냈으나 동학 접주 출신으로 연좌되어 가장으로서 경제생활을 할 수 없었고, 맏형 박동희는 독립하였으며 둘째 형 박무희와 셋째 형 박상희가 실질적인 가장으로 생계를 꾸려 나갔다. 아버지와 둘째 형은 인근 경기도 관찰사를 지낸 칠곡군의 갑부 장승원을 찾아가 그의 집안 토지의 소작농으로 생계를 유지했는데, 후일 장승원의 아들 장택상은 이를 회자화 하며 박정희를 공격했고 박정희는 이로 인해 장택상과 아주 껄끄러운 관계를 유지하게 되었다.
1926년 4월 1일에 구미공립보통학교에 입학하였다. 보통학교 시절, 2학년 때까지는 급장을 담임선생이 지명했으나 3학년 때부터 교칙이 바뀌어 1등을 하면 급장을 시켜주는 새로운 제도 덕분에 공부를 잘하던 박정희는 3학년 때부터 내내 급장을 맡았다. 이때 박정희의 급우 가운데 그로부터 맞아 보지 않은 아이들이 드물었다고 같은 반 동기생이었던 박승룡이 회고한 바 있다. 한편 그의 담임은 박정희에 대해 평가하기를 '성적은 전 과목이 고루 우수하며 암기력이 좋아 산수, 역사, 지리 등은 언제나 만점을 받았다고 기록하였으며, 조리 있는 발표력과 예민한 사고력을 특기사항으로 기록하였다. 반 학생 중 나이가 어렸으나 급장으로서 통솔력이 탁월하고 자습시간 등에는 학우들을 지도하였으며 체육 시간에 선생이 나오기 전에 준비를 하여 기다리도록 지도를 잘한다고 평하였다.
당시 박정희는 학교 수업 외에 독서를 즐겼는데, 군인을 동경하였으며 그중 나폴레옹과 이순신의 위인전을 탐독해 읽었다고 한다. 1970년 4월 26일 박정희 자신이 김종신 공보비서관에게 직접 써준 '나의 소년 시절' 회고에 의하면 어린 시절부터 군인을 무척 동경했으며, 대구에 있던 일본군 보병 제80연대가 가끔 구미 지방에 와서 야외 훈련하는 것을 구경하고는 군인이 되었으면 하는 생각을 했다고 기록한다. 보통학교 시절에는 일본인 교육으로 일본 역사에 나오는 위인들을 좋아하다가 5학년 때 춘원 이광수가 쓴 '이순신'을 읽고 이순신 장군을 존경하게 됐고, 6학년 때 '나폴레옹 전기'를 읽고 나폴레옹을 숭배하였다고 회상하였다.
소년 시절에 박정희는 친구를 따라 개신교 교회에 다녔다. 그의 동창인 한성도는 조갑제와의 인터뷰에서 이때 그가 주일학교에 다녔다고 증언하였다. 그러나 뒤에 박정희는 종교를 바꾸게 되었다.
형편상 도시락을 싸올 수 없을 때도 종종 있었다. 끼니를 거를 때도 있었지만, 한약방을 하던 집 아들인 급우 이준상과 친해지면서 도시락을 싸올 수 없는 날에는 학교에서 5분 거리인 그 친구의 집에 가서 점심을 먹기도 하였다. 이준상의 집안은 그의 아버지가 작고한 이후 가세가 급속히 기울어진 데다가 병이 있어 어렵게 살고 있었다. 박정희는 1963년 10월 15일 선거에서 제5대 대통령으로 당선되었을 때 경주에 있다가 생가를 찾아 구미역에 도착했다. 환영 인파를 대하자 박정희는 제일 먼저 이준상을 찾아 허름한 차림의 그를 자신의 지프에 태운 뒤 생가로 이동했다. 이후 구미에서는 가난한 장애인 이준상을 아무도 업신여기지 못했다 한다. 1972년 이준상이 어릴 때 다친 다리를 또 다시 다쳐서 입원했을 때 대통령 박정희는 그의 병원치료비를 지원하기도 했다.
1932년 3월 1일에 보통학교를 제11회로 졸업한 박정희는 그해 대구사범학교에 응시했다. 총 응시자는 조선인과 일본인 합하여 모두 1,070명이었다. 당시 박정희의 집은 가난하여 학비를 댈 엄두도 못 냈고, 그의 가족들은 내심 그의 사범학교 진학을 포기했으면 하였다고 한다. 그러나 구미공립보통학교의 담임과 교장이 방문하여 박정희의 부모를 설득하여 대구사범학교에 응시하게 하였다. 누나 박재희의 증언에 의하면 어머니 백남의는 박정희가 시험에서 떨어지기를 빌었다고 한다. 합격하고 진학을 못 하면 한이 생긴다고 하여 불합격을 빌었다는 것이다. 그러나 박정희는 51등으로 합격하였다.
1932년 4월 1일 박정희는 대구사범학교에 제4기생으로 진학하였다. 이때 입학정원 100명이었는데 이 중 조선인 90명, 일본인 10명이었다. 대구사범학교 진학 후 박정희는 집을 떠나 대구 시내 기숙사에서 등하교하였다. 대구사범학교 5년 중 3년간 그의 성적은 하위권이었다. 품행평가에서 '양'이 네 번, '가'가 한 번이었으나, 군사 및 체육 관련 교과목의 성적은 뛰어났다. 이 성적표는 그의 집권 기간에는 공개 금지가 되기도 하였다.

### 청년기

#### 결혼에서 재혼까지
1936년 4월 1일 3살 연하 김호남과 21살에 결혼했다. 병을 앓고 있던 아버지가 죽기 전에 막내가 결혼하는 걸 보고 싶다고 간청하여 이루어진 결혼이었으나, 신혼 이후 성격 차이로 거의 얼굴을 보지 않는 사이로 지내다 결국 1950년에 이혼을 한다.
1947년 이효 대위의 소개로 이북 출신이자 이화여대 학생이던 24세 이현란을 처음 만나 1948년 약혼식을 갖고 결혼을 전제로 동거를 시작한다. 당시 학비금도 내어주고 무척 잘해줬다고 한다. 허나 정작 이현란은 학교에서 어떤 소령과 약혼했다는 소문이 부끄러웠고, 박정희가 지프차를 타고 자주 보러 올때도 숨었다고 한다. 1948년 박정희가 여수·순천 사건에 연루되어 숙군(肅軍) 대상자가 되었다는 사실을 알게 된 직후 이현란은 '이북서 공산당이 싫어서 내려왔는데 빨갱이 마누라라니'라고 푸념했다 한다. 이때 박정희에게 이혼수속을 해주지 않던 부인이 있다는 사실을 처음 알게 되었고, 괘씸한 생각이 들어 여러번 가출하다 1950년 2월 6일 결별했다고 조갑제가 기재한 자유기고가 강인옥의 녹취록 인터뷰에서 밝힌다. 인터넷 일간지 오마이뉴스 정운현 기자의 2011년 기사에서는 이현란이 박정희와의 동거 때 아이가 태어났다고 주장한다. 반면 1997년 강인옥의 녹취록에서 이현란은 둘 사이 소생은 없었다고 밝힌다.
1950년 6.25 전쟁이 터지기 직전 김호남과 이혼 후 곧바로 육영수와 재혼을 한다. 박정희에게 김호남과의 첫 결혼에서 생긴 딸이 있다는 것을 알게 된 육영수는 박재옥을 집으로 데려와 함께 살았다. 첫 부인 김호남은 훗날 두번째 남편 사이에 태어난 아들과 함께 절로 들어가 비구니로 살았다고 한다.

#### 교사 생활 (1937 ~ 1939)

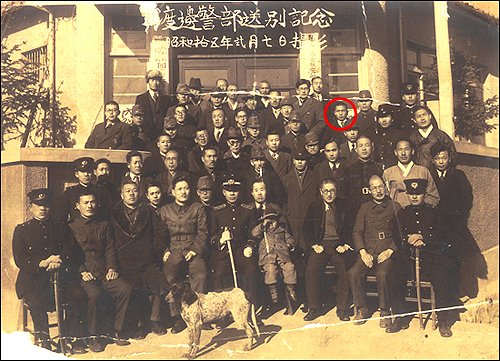
문경공립보통학교 단체사진

1937년 3월 25일 박정희는 대구사범학교를 졸업하고 1937년 4월 1일 문경공립보통학교 교사로 부임하여 4학년을 맡았다. 그 해 장녀 박재옥이 태어났고 1938년 9월 4일에 아버지 박성빈이 67세의 일기로 사망하였다.
문경공립보통학교 교사시절 때 박정희의 모습은 대체적으로 긍정적이다.
제자였던 전경준은 "선생님은 열등아나 사고아 등의 가정을 자주 방문했다"고 기억했다. 월사금을 내지 못하는 어린이들에게 자신의 월급을 떼내어 도와주었다고도 한다. 농번기인 봄 가을에는 학생들에게 4∼5일씩의 휴가를 주어 농사와 가사를 돕도록 했다. 이 기간에 박정희는 학급원들의 가정을 찾아가서 농업과 가사 실태를 조사하였다. 제자 김경운은 자기 집을 찾아온 박선생이 보리밥과 살구를 맛있게 먹고 가던 기억을 오래 간직했다고 한다.
제자 이영태는 박정희 선생이 조선어 시간에 태극기에 대해서 가르쳐 주었다고 증언했다. 박정희는 복도에 보초를 배치한 뒤 우리나라의 역사를 가르쳐 주었다고 한다 (대구사범 때 김영기 선생이 쓰던 방법이었다). 또 음악시간엔 황성옛터와 심청이의 노래를 가르쳤다고 전한다. 박선생을 통해서 임시정부가 상해에 있다는 것도 알게 되었다고 한다.
이영태는 박정희가 경찰지서의 사찰주임인 오가와 순사부장 하고 자주 논쟁하는 것을 보았다고 증언한다. 제자 박준복의 증언에서는 박선생은 일본인 교사들 하고도 사이가 좋았는데 아리마 교장과 야나자와 교사와는 말다툼을 하는 것을 본 적이 있다고 한다. 야나자와가 "조선인의 주제에…"라고 말하자 박정희가 의자를 집어던졌다는 이야기도 있다.
박정희가 담임했던 5학년의 급장이었던 신현균 또한 박선생이 특히 우리 말의 지도에 열성을 보였다고 기억했다. 이어 박선생은 운동회 때 1백m 달리기에서 일본인 교사 쓰루다에게 졌는데 연습을 많이 하여 다음 시합에서는 그를 물리쳐 문경에선 이름을 날리게 되었다고 한다. 박정희는 누구한테도 지기 싫어하는 성격이었는데 특히 일본인한테 더욱 그러했다 전해진다. 제자들을 모아서 나팔조를 만들고 지도했다고 한다.
박정희가 만주군관학교에 입학하기 1년 전 1939년 행적에 대해서는 여러 견해가 존재한다.
박정희의 대구사범 동기였던 권상하씨의 증언에 따르면 중일전쟁이 한창이던 1939년 10월 아니면 11월 즈음 박정희가 보따리를 싸들고 찾아와, 스스로 밝히길 가을에 연구수업 시찰을 나온 일본인 시학(장학사)이 박정희의 긴 머리를 보고 강하게 비판했고, 이튿날 교장이 그를 불러 질책하자 울컥한 끝에 교장을 두들겨 패고는 그 길로 짐을 챙겨 문경을 떴다고 증언한다. 허나 박정희는 10월 입학시험을 치르고 나서 다시 문경학교로 돌아와 근무했었다. 박정희의 주장대로 일본인 교장을 때렸다면 다시 근무를 하기 힘들었을 것이다.
교사 부임 당시 2학년이었던 이순희 씨의 증언에 따르면 머리가 긴 것은 박 선생님이 아니라 학생들이었으며, 동네 바리캉이 한 두 개 뿐인데다 빌리기도 힘들어 제 때 머리를 깎지 못해 머리가 긴 학생들이 있었고, 일본인 교사들이 이런 사정은 제쳐놓고 무조건 머리가 긴 학생들을 벌을 세우자 박 선생님과 일본인 교사간에 자주 언쟁이 발생하곤 하였다고 한다. 이어서 이순희는 박정희가 학교에서 평소 좋아하던 나팔을 불고 있었는데 급사가 가서 내려오라고 해도 듣지 않자 일본인 교사들이 박정희를 집단 구타하였다 전한다. 그 일이 있은 지 얼마 후 박정희는 '내가 꼭 복수해 주겠다. 조선에는 사관학교가 없다. 호랑이를 잡으러 호랑이 굴로 들어간다'고 얘기한 적이 있다고 전한다.

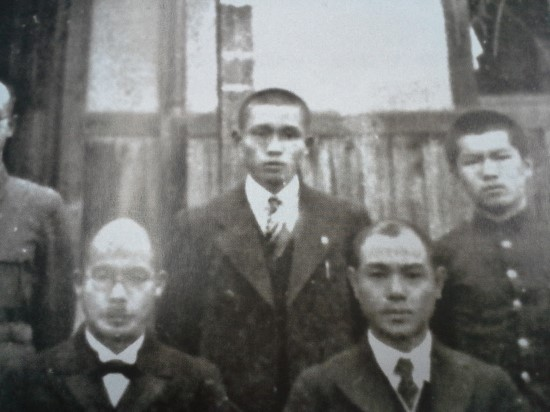
머리가 짦은 박정희

박정희의 제자 황실광의 증언에 의하면 졸업 뒤에도 박 선생한테 자주 놀러갔었는데, 1939년 10월 박정희가 머물고 있던 하숙집에 갔더니 머리카락 길이에 관한 내용은 없고 아리마 교장이 시학을 접대하는 술자리에서 조선인을 모욕하는 발언을 했고 자신이 크게 반발했다는 다른 이야기가 나온다.
현재 알려진 바로는 박정희 행적은 1939년 10월 만주 만주 목단강성에 있는 만군 관구사령부내 장교구락부에서 만주국 육군군관학교 제2기 시험을 치르고 (시험과목은 수학, 일본어, 작문, 신체검사 등이었다), 문경학교로 돌아와서 계속해서 근무하다가 다음해 1월 4일자 만주국 공보에 실린 '육군군관학교 제2기예과생도 채용고시합격자공보'를 확인 한 뒤 1940년 3월에 만주로 떠난 것으로 확인되고 있다. 박대통령에 대한 소년용 전기를 준비하고 있던 김종신 공보비서관이 "각하는 왜 만주에 가셨습니까" 라고 묻자 박정희는 "긴 칼 차고 싶어서 갔지"라며 단순명쾌하게 대답했다 한다.
중화인민공화국 조선족 작가 류연산에 따르면 《일송정 푸른 솔에 선구자는 없었다》에서 박정희가 신징 육군군관학교 제2기생으로 입학하기 전인 1939년 8월, 대사하 전투에 참여했고 이후 간도 조선인특설부대에 자원입대해 동북항일연군 토벌에 나섰고, 교직은 1940년 2월까지 재직하였다고 한다.
박정희의 셋째 딸 박근령은 2005년 2월, 이러한 주장을 담고 있는 서적이 부친의 명예를 훼손했다며 국내 출판사 대표인 아이필드 출판사 대표 유연식을 검찰에 고소했고 대법원 3부(주심 안대희 대법관)까지 올라갔으며 1939년, 박정희가 서명한 문경공립보통소학교 “성적통지표”와 1940년, 박정희가 교직을 의원면직했음을 보여주는 교육 당국의 서류를 제출하였는데 이와 관련된 재판에서 안대희 재판관 등 재판부는 “그의 친일 행적 여부에 대해 논란이 있고 특설부대에 근무했는지도 한국 현대사의 쟁점으로 계속 연구돼야 한다. 책에 적시된 내용이 일반적으로 알려진 사실에 반한다고 하더라도 피고인이 ‘허위’임을 인식했다고 단정할 수 없어 무죄를 선고한 원심은 정당하다”는 이유를 들어 무죄를 판결했다.
이와 관련하여 데일리안은 다른 언론들이 무죄판결을 가지고 류연산의 주장을 정당화해서는 안되며, 이 판결은 무죄가 죄가 없음을 의미하는 것이 아니라 유죄임을 확증할 근거가 없다는 뜻이라고 주장했다. 대법원 3부에서는 "역사적·공적 인물의 경우 시간이 경과하면 망인과 유족의 명예보다 역사적 사실에 대한 표현의 자유가 보호돼야 하므로 사자 명예훼손죄가 성립하려면 허위 사실에 대한 고의성을 엄격히 따져야 한다"며 "박 전 대통령의 특설부대 근무설은 여러 책에 언급됐고 저자 류씨는 역사학계에서도 인지도가 있어, 검사가 제출한 증거만으로는 유죄가 인정되지 않는다"며 무죄를 선고했다.

#### 만주국 육군군관학교 재학 시절 (1940~1942)
1940년 4월 1일 박정희는 만주국 육군군관학교(滿洲國 陸軍軍官學校, 또는 신징 군관학교)에 제2기생으로 입교하였다. 원래 1기 지원을 했었지만 나이 초과로 탈락하여 재지원을 한 것이다. 군관학교 동기생들 가운데 5·16에 가담한 사람은 없었으나, 간도·용정의 광명중학 출신이자 군관학교 제1기생들인 선배 기수들 대다수가 훗날 박정희의 5·16을 지지한 핵심인물들이 되었다. 이주일, 김동하, 윤태일, 박임항, 방원철이 그들이다.

##### 혈서(血書) 지원
만 23세에 만주국군 1차 지원을 했을 때 나이 초과로 서류전형 탈락이 된 박정희는 재지원 서류에 혈서와 채용을 호소하는 편지를 첨부해 제출하며 반드시 군인이 되려는 강한 의지를 보였다. 1938년 5월경 당시 박정희와 같이 문경공립보통학교에서 교사생활을 했던 유증선씨는 조갑제와의 인터뷰에서 자신이 박정희에게 혈서를 쓰도록 권유했으며, 그 말을 들은 박정희가 즉시 시험지에다가 핏방울로 혈서를 썼다고 증언한 바 있다.
한편 민족문제연구소는 인터넷 일간지 오마이뉴스를 통해 교사시절 박정희가 만주군에 지원할 때 쓴 혈서가 그가 일본제국에 충성을 맹세한 친일파임을 뒷받침하는 자료 근거라고 주장한다. 본 기사 내용에서 민족문제연구소는 <만주신문> 1939년 3월 31일 자 마이크로필름에서 박정희의 편지 내용과 혈서 문구가 기록된 기사가 발견 되었고, "'친일인명사전' 발간의 본질이 흐려지고 정치쟁점화하고 있다는 판단 아래 이날 자료를 공개한다"고 밝혔다
민족문제연구소에서 밝힌 <만주신문> 마이크로필름 자료에는 다음과 같은 편지 내용과 혈서 글귀가 적혀있다.
"一死以テ御奉公 朴正熙"
혈서(血書) - 한 번 죽음으로써 충성함 박정희

"(중략) 일본인으로서 수치스럽지 않을 만큼의 정신과 기백으로 일사봉공(一死奉公)의 굳건한 결심입니다. 확실히 하겠습니다. 목숨을 다해 충성을 다할 각오입니다. 한 사람의 만주국 군인으로서 만주국을 위해, 나아가 조국을 위해 어떠한 일신의 영달을 바라지 않고, 멸사봉공(滅私奉公), 견마(犬馬)의 충성을 다할 결심입니다."

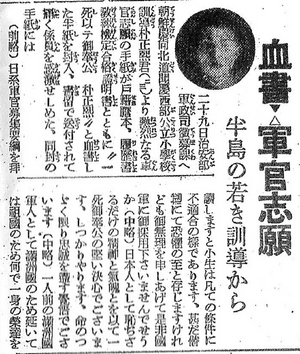
만주신문 1939년 3월 31일자 기사의 박정희의 혈서 부분 (주의: 진위논란)

《박정희 평전: 가난에서 권력까지》를 쓴 이정식 경희대 석좌교수는 중앙일보와의 인터뷰에서 박정희 혈서에 관해 "1939년과 1940년 당시 일본군에 입대하기 위한 혈서 제출은 일종의 유행이었다"고 한다. 그 근거로 당시 혈서를 쓴 한국 청년이 39년 첫 해엔 45명, 다음 해 박정희가 입교했던 40년에는 168명씩이나 되었다고 주장한다.
실제로 광복 이후 한국군 사이에서는 군대 지원서에 혈서를 포함시켰던 문화가 존재했던 것으로 확인된다. 1951년 7월에 게제된 부산일보에는 "해병대원 모집에 수 많은 애국 청년들이 앞을 다투어 지원하고 있거니와 그 중에는 혈서로써 滅共戰線(멸공전선)에 참가 하겠다고 하여와 관계관의 감격을 자아내고 있다."고 기록한다.

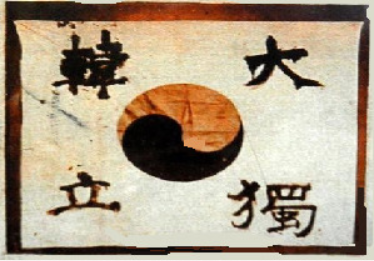
안중근 의사의 태극기 혈서

혈서를 쓰는 문화가 무조건 일본식이라고만 단정 지을 수는 없다. 1909년 2월 독립운동가 안중근 의사(義士)는 항일의병들과 함께 러시아 연해주에서 동의단지회(同義斷指會)를 결성하던 순간 왼쪽 손의 넷째 손가락 한 마디를 끊어 태극기에 혈서(血書)로 '大韓獨立(대한독립)'이라 쓰며 항일결의를 다졌었다. 독립운동가 남자현 지사(志士) 또한 1932년 손가락을 잘라 '조선의 독립을 원한다'는 혈서를 쓴 것으로 알려져 있다.

###### 만주신문 진위 논란
민족문제연구소가 주장하는 박정희의 혈서 내용은 박정희의 만주군 서류지원 당시 함께 교사 생활을 했던 유증선씨의 증언과 상당히 엇갈린다. 1998년 2월 12일 처음 게제됐었던 조갑제의 조선일보 인터뷰 기사에 의하면 유증선씨는 1938년 5월쯤에 박정희가 핏방울로 시험지에다 '盡忠報國 滅私奉公(진충보국 멸사봉공)'이라고 써서 만주로 보냈다고 한다. 그는 당시 편지가 만주까지 도착하는 데는 1주일쯤 걸릴 때였고, 편지를 보낸지 보름 정도가 지나 만주에서 발행되는 신문에 박 선생 이야기가 실렸다고 증언하였다.
반면 민족문제연구소에서 근거로 제공한 <만주신문> 자료는 1939년 3월 31일치 기사 전문에서 박정희의 편지가 29일에 공관학교로 도착했다고 밝히고 있다. 박정희가 1938년 5월 중순에 편지를 보냈고, 보름 정도의 운송기간 뒤 만주지역의 신문에 박정희 이야기가 실렸다면, 같은해 5월 또는 6월, 길게 잡아도 7월 초에는 도착했을 시간이다. 그런데 민족문제연구소가 제시한 자료근거에 의하면 1주일 또는 보름 정도면 만주에 도착했을 박정희의 편지가 10개월 뒤인 1939년 3월 말에 도착했다는 소리가 된다.
또한 만주신문 자료에는 박정희의 군관지원 편지와 함께 一死以テ御奉公 朴正熙(이시이 테 오호코, 또는 일사이 테 어봉공, 박정희)라고 쓰여있는 혈서 내용이 함께 동봉되어 있었다고 기록한다. 허나 유증선씨의 증언에서는 박정희가 혈서에 盡忠報國 滅私奉公(진충보국 멸사봉공)이라는 문구를 썼다고 주장한다. 조갑제가 인터뷰한 유증선씨의 증언과, 2009년 11월 5일 인터넷 일간지 오마이뉴스의 기사에서 인용된 민족문제연구소의 근거자료가 정면으로 충돌하는 상황이다.
"盡忠報國 滅私奉公"
혈서(血書) - 충성을 다해 나라에 보답하고 사욕을 버리고 공익에 진력한다.

박정희가 만주군 서류지원에 편지와 혈서를 동봉했던 것은 여러 자료에서 공통적으로 일치되는 사실이다. 허나 혈서의 내용과 기사 날짜는 근거 자료들이 서로 일치하지 않는 상황이다. 설령 유증선씨가 년도를 잘못 기억하고 있었다 하더라도 그의 증언 내용들이 당시 민간인 신분으로는 입수할 방법이 없었던 1962년 최고회의 의장비서 이낙선 중령의 비망록에도 같은 대목이 발견되고 있고, 유증선의 증언이 여러 공식 자료들과 과거 박정희 제자들의 증언들과 일치하는 부분들이 상당히 많아서 섣불리 틀린 근거라고 치부할 수가 없다.
결국 박정희 전 대통령이 만주군에 서류지원을 했던 시기에 동명이인이 존재했거나, 유증선의 기억이 틀리거나, 신문에 오타가 있었거나 하는 여러 가지 가능성을 열어놓고 더 많은 자료들을 검토해봐야 하는 상황이다.
박정희 전 대통령을 비롯한 역사의 정치적 거물들의 생애를 논할땐 항상 여러 가지 상반된 평가와 논란들이 생기며 정치적으로 민감한 이슈가 되버리곤 한다. 반면 이와 같은 무분별한 루머나 정치적인 진위논란이 팽배하는 상황이 있을 때마다 스스로를 논란의 중심으로 적극적으로 개입시켜 새로운 이슈를 만들려는 특정 사회 인물들의 독특한 정치생태계가 파생되기도 한다.
다채로운 논란들에 끊임없이 연관되어온 가로세로연구소 소장 강용석 변호사, '일간베스트' 회원 강씨, 그리고 정미홍 전 KBS 아나운서는 각자 박정희의 혈서가 날조라는 주장을 하며 민족문제연구소가 박 대통령 혈서 관련 기사를 조작했다는 취지의 주장을 펼쳐왔다. 결론적으로 2017년 기준으로 민족문제연구소가 이들을 상대로 낸 손해배상 청구소송에서 강 변호사는 500만원, 정씨와 강씨는 300만원을 배상하라는 대법원의 판결을 받았다.
박정희가 쓴 혈서가 보도됐다고 알려진 1939년 3월 31일 자 만주신문은 현재 일본 국회도서관이 소장하고 있다.
박정희를 친일파로 분류하지 않은 친일반민족행위진상규명위원회는 혈서에 관해 "민족문제연구소가 공개한 박정희 전 대통령이 친일 혈서를 작성했다는 만주신문 기사도 사전 발간 직전에 알게 돼 다시 거론할 수 없었다"고 밝혔다.

#### 일본 육군사관학교 편입학 시절 (1942~1944)
1942년 3월 박정희는 만주국 신징 군관학교 2기 예과 졸업생 240명 가운데 수석으로 졸업하였다. 이때 박정희는 수석졸업 기념으로 만주국 황제 푸이에게서 은사품으로 금시계를 하사받았다.

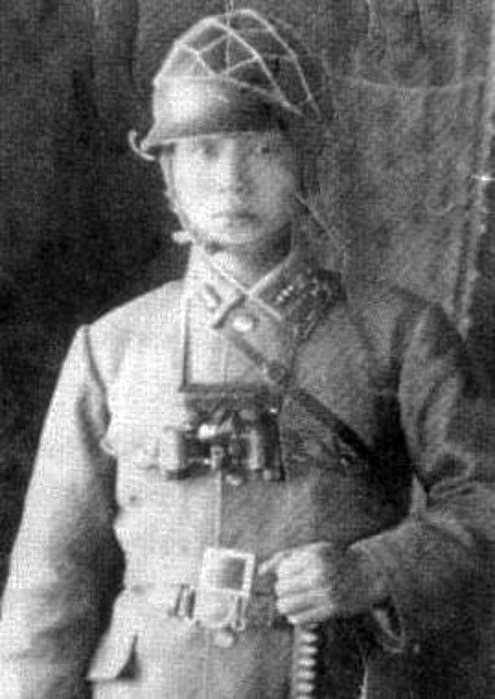
만주국육군군관학교와 일본 육군사관학교를 졸업한 직후, 헌병 조장(曹長, 원사에 해당) 시절의 박정희, 이때의 계급은 일본 헌병 조장, 보직은 수습사관이었다. 그해 8월에 만주국 육군 소위로 임관되었다.

졸업 후 5개월 정도 현장 실습을 마친 박정희는 1942년 10월 1일 일본 육군사관학교 제57기로 편입했다. 1944년 4월 박정희는 300명 가운데 3등 성적으로 일본 육군사관학교 57기를 졸업했다. 그리고 수습사관 과정을 거쳐 1944년 7월 열하성(熱河省) 주둔 만주국군 보병 제8단에 배속되었다. 12월 23일 정식 만주국 육군 소위로 임관하였다. 이때 함께 근무했던 신현준, 이주일, 방원철은 훗날 5·16 군사 정변의 동지가 되었다.
박정희는 문경으로 돌아와 교사 시절 자신을 핍박하였던 일본인 군수, 서장, 교장을 불러 사과를 요구했다고 전해지는데 아래는 제자인 이순희의 증언이다.
“박 선생님이 만주로 떠난 지 3∼4년이 지난 어느 여름방학 때 긴 칼 차고 문경에 오셔서 십자거리(문경보통학교 아래에 있는 네거리)에 계신다는 얘기를 듣고 달려갔지요. (중략) 하숙집으로 자리를 옮긴 뒤 박 선생님은 방에 들어가자마자 문턱에 그 긴 칼을 꽂고는 무릎을 꿇고 앉아 ‘군수, 서장, 교장을 불러오라’고 하시더군요. 그때 세 사람 모두 박 선생님 앞에 와서 ‘용서해 달라’고 했습니다. 아마 교사 시절 박 선생님을 괴롭혔던 걸 사과하는 것 같았습니다.”

### 만주국군 복무 (1944~1945)
박정희가 배속되었던 부대는 보병 제8사단으로 동만주 지역 열하성이었다. 주 토벌 부대는 중국 공산당의 팔로군이었다. 이와 관련하여 좌파계열 독립군들이 팔로군에 가담하였고 박정희가 팔로군 토벌에 참여하였으므로, 독립군 토벌에도 참여한 셈이라고 주장한다. 언론인 겸 작가 문명자는 1972년 일본 도쿄에서 박정희의 만주국육군군관학교 동창생 두 명으로부터 만주국육군군관학교 동창생들이 박정희에 관해 "박정희는 온종일 같이 있어도 말 한마디 없는 과묵한 성격이었다. 그런데 내일 조센징 토벌에 나간다 하는 명령만 떨어지면 그렇게 말이 없던 자가 갑자기 요오시(좋다)! 토벌이다! 하고 벽력같이 고함을 치곤 했다. 그래서 우리 일본 생도들은 '저거 돈 놈 아닌가' 하고 쑥덕거렸던 기억이 난다"라고 증언했다.
허나 이것은 당시 나라를 잃은 조선인 독립운동가들이 사상적으로 갈라져 중국 국민혁명군, 중국 홍군, 중국 팔로군, 한국독립당, 조선민족혁명당 등등 여러 단체들로 흡수되어 각기 다른 방식으로 독립활동을 추진하던 시대적 배경을 배제하는 편무적 해석이다. 일단 국민공통 교육과정 국사 교과서에는 1940년 이후 한국의 독립군 대부분이 광복군을 중심으로 결집하여 근거지를 중국 대륙에 있는 충칭(重慶)으로 옮겼다고 서술하고 있다. 또한 1930년대 이후 만주지역 조선인 사회주의 독립운동가들은 일제의 공작인 ‘민생단 사건’으로 말미암아 최소 500여 명 조선인 독립운동가들이 중국 공산당에 숙청당하거나 학살당하였고 만주 지역 내에서 조선인 영향력 확대를 우려한 중국 공산당이 이를 방관함으로써 민생단 사건 이후 만주 지역에서 조선인 영향력은 위축되었고 조선인과 중국 공산당 사이 연대도 약화하였다. 이진영 경희대학교 교수는 2000년, 자신의 논문인 《중국 공산당의 조선족 정책의 기원에 대하여》에서 민생단 사건으로 인해 1940년대에 들어서는 사실상 만주에서 공산주의 운동은 종언을 고하였다고 주장하였다. 하지만 좌익 계열 독립군 단체들은 이런 공산군의 만행에도 불구하고 사상적으로 달랐던 대한민국을 거부하고 계속해서 중국 공산당과 팔로군에 협력하였다. 김무정 같은 조선인 독립운동가 출신이자 중공 팔로군 포병장교가 대한민국 임시정부를 버리고 북한 조선인민군 수립에 동참했던 것과 같은 맥락이다.
조선인민군의 전신인 조선의용군은 박정희가 갓 복무한 1944년대에 화베이 지역의 도시와 농촌, 그리고 만주 일대의 일본군 점령 지역에서 조직 결성 활동을 활발히 전개하였고, 그 결과 여러 도시에 독립 동맹의 거점이 마련되었다. 이리하여 의용군과 독립 동맹의 존재가 널리 알려졌으며, 많은 조선인 청년들이 의용군에 입대했다. 이에 대해 2004년 동아일보가 제안한 가상토론에서는 언론인 조갑제는 박정희가 팔로군을 토벌하였으나 이는 중국 공산당의 군대이므로 독립군과는 상관이 없다고 주장하였다. 조갑제가 팔로군과 독립군이 무관하다고 주장했지만, 진중권은 팔로군에 독립운동 세력이 참여하고 있었다고 주장하였다.

성신여대 김명호 교수 또한 독립군이 "팔로군과 신사군의 지도 아래 항일무장투쟁을 전개했다", "조선의용군은 팔로군, 신사군과 긴밀한 관계를 수립했다"고 주장하였다.
인터넷 일간지 오마이뉴스의 취재에서 박정희와 같이 만주국군 제8단에서 복무한 중국인 동기생 고경인에 따르면 당시 제8단 지역은 중국 인민해방군의 전신인 팔로군 토벌을 위해 주둔하고 있었으며, 초임 소위 시절 팔로군 토벌 작전에 참가한건 사실이라고 증언한다. 하지만 2-3개월후 단장 부관으로 승진했기 때문에 일선부대에서 빠지게 된다. 부관이 된 이후 박정희와 같이 복무하게 된 신현준, 방원철 등은 “박정희는 단장 부관으로 직접 전투보다는 놀고 술 먹을 기회가 많았다”고 증언하였다.

박정희 임시 육군 군인(군속) 계

#### 창씨개명 논란
군관학교 시절 박정희는 ‘다카기 마사오’(일본어: 高木正雄, たかぎ まさお 타카기 마사오[*])로 창씨개명을 하였고, 만주국육군군관학교 2기생 졸업앨범과 일본 육사 졸업앨범에서도 같은 이름을 사용하였음이 확인되었다.
1940년 여름 조선일보와 동아일보를 폐간시킨 일제는 창씨 개명을 강요하기 시작했고, 만주군관학교에서도 같은해 가을에 조선인학생들 24명(1기생 13명, 2기생 11명)을 호출, 1주일간의 휴가를 주며 고향에 가서 창씨개명을 해오라 하였다. 박정희는 고향 구미에 내려와 항일활동가이던 형 박상희와 함께 의논하여 고령박씨에서 '고목'이란 성을 작명하였다. 박상희는 '다카키 소기(고목상희)', 박정희는 '다카키 마사오(고목정웅)', 박정희의 조카 박재석은 '다카키 이사무(고목용)'가 되었다.
1945년 3월 병적사항을 알리기 위해 일제 치하의 경상북도 선산군 구미면 면사무소에 제출한 병적기록부를 바탕으로 작성된 《임시육군군인군속계》에서도 박정희(朴正熙)의 일본식 이름이 高木正雄로 사용되었음을 확인할 수 있다. 병적기록부의 제출자인 박정희의 첫째 형 박동희(朴東熙) 또한 다카키 도히로(高木東熙)로 표기되어 있다.
정치계에서는 창씨개명 존재를 두고 특정 인물들의 '친일성'의 근거라고 주장하지만, 창씨개명은 진보, 보수 출신 정치인들의 친일 성향과는 상관없이 일제강점기 시대를 살아왔던 조선인들 전체가 강제로 겪은 일이다. 창씨 여부를 갖고 조상을 친일파로 낙인 찍는 것은 악의적인 정치 이분법에 지나지 않는다.
의병출신 설진영(薛鎭永)은 창씨에 불응하면 자녀를 퇴학시키겠다는 학교측의 통보를 받고 결국 자녀를 창씨시킨 다음 자신은 조상 볼 낯이 없다며 돌을 안고 우물로 뛰어들었다. 독립운동가이자 시인이었던 윤동주에게는 히라누마 도오주(平沼東柱), 대한민국 10대 대통령 최규하에게는 우메하라 게이이치(梅原圭一), 심지어 박정희의 정치적 라이벌이었던 김대중에게도 도요다 다이쥬(豊田大中)라는 창씨개명된 이름이 있었다.
오히려 세간에 알려진 극렬 친일파 가운데는 창씨개명을 하지 않은 사람도 더러 있었다. 해방후 반민특위에 '검거 제1호'로 붙잡혀온 화신백화점 사장 박흥식(朴興植)을 비롯해 중추원고문 한상룡(韓相龍), 일본 대의사(代議士, 국회의원)를 지낸 재일친일파의 거두 박춘금(朴春琴), 경북도지사를 지낸 김대우(金大羽), 귀족원 의원을 지낸 윤덕영(尹德榮) 등이 이에 속한다. 일제는 창씨개명을 강제하지 않았다는 변명거리로 삼기 위해 소위 내로라는 친일파들에게 일부러 창씨개명을 시키지 않는 잔꾀를 부렸다.
한때 박정희가 자신의 친일 충성심을 증명하려고 ‘오카모토 미노루’(일본어: 岡本 實, おかもと みのる)라는 이름으로 다시 한 번 개명을 했다는 주장도 있었으나 북한에서 시작된 가짜 정보인 것으로 밝혀졌다. 박정희에 대해 상당히 비판적인 입장을 유지하는 두 언론매체 《오마이뉴스》와 《한겨레》에서 조차 박정희 2번 창씨개명 썰에 대해서는 "자료로 입증된 사실이 없거나 공식 기록으로 확인된 바 없으며 다카키 마사오로 한 차례 개명한 사실만 확인되었으며 자료로 입증된 사실은 아니다"라고 밝힌다.
이 논란이 퍼뜨려진 경위는 1973년 8월 11일자 북한 <로동신문>이 '김대중 납치 사건' 직후부터 박정희 비판글을 쏟아내면서부터 시작되었다. 1973년 이전에 박정희를 '오카모토 미노루'라고 주장한 자료는 아직 발견되지 않고 있다.
재미 언론가 문명자의 1999년 저서 《내가 본 박정희와 김대중》에서는 “만주국육군군관학교 시절 박정희의 창씨명은 다카키 마사오. 그곳을 졸업하고 일본 육군사관학교에 편입했을 때 박정희는 창씨명을 완전히 일본사람 이름처럼 보이는 오카모토 미노루로 바꾼다.”라고 서술하며 2005년 도쿄대학교에서 출판한 《일본 육·해군 종합사전》 2판에서 박정희가 '오카모토 미노루'로 소개되는 것을 근거로 제시한다. 조희연 교수도 자신의 저서에서 이러한 내용을 주장하였다. 이에 대해 김병태 건국대학교 명예교수는 "박정희가 일본 육사를 졸업하고 관동군 23사단 72연대에 배속됐는데 거기 연대장의 이름이 오카모토였다"고 설명하였다.
인터넷 일간지 오마이뉴스의 정운현 기자는 "박정희가 배속된 23사단 72연대 연대장 이름이 오카모토였다는 김병태 교수의 주장은 허구성이 있다. 박정희가 일본 육사를 졸업하고 견습사관을 거쳐 배속된 곳은 열하성 흥륭현 소재 만주국군 보병 8단이었다. 단장은 중국인 당제영이었으며, 그의 계급은 상교, 우리로 치면 대령이었다. 당시 보병 8단에는 박정희를 포함해 이주일, 방원철, 신현준 등 한국인 장교가 4명 있었다."고 반박한다. 또한 "군관학교 예과를 수석으로 졸업해 일본 육사 유학 특전까지 얻은 박정희가 다시 창씨개명을 해야 할 필요성을 찾기가 쉽지 않다"고 주장한다.
2012년 12월 5일 인터넷 매체 '빅뉴스'의 기사에서(미디어워치로 옮겨졌다) 이시완 자유기고가는 "한국 사회에 퍼진 '박정희=오카모토 미노루'라는 설은" '안티박정희' 진영이 "북한의 주장을 확인도 없이 그대로 받아들여 정적 비판을 위해 퍼뜨렸다"고 주장한다. 문명자가 증거로 제시했던 "사전은 일본 정부의 공식적인 기록이 아니라, 도쿄대학 출판부에서 출판한 개인출판물"이며 "이 사전 초판(1991)에는 오카모토 미노루라는 이름이 없었는데, 2005년 발간된 2판에 갑자기 이 이름이 추가되었다" 고 지적했다. 또 "도쿄대학 출판부를 통해 이 사전의 저자에게 ‘오카모토 미노루’라는 이름의 근거를 확인해 본 결과, '근거 확인이 안되니 3판을 출판할 때는 오카모토 미노루라는 이름을 삭제하겠다’는 답변을 받았다" 고 했다. 그는 "한국의 '안티 박정희' 세력이 금과옥조처럼 받들어 오던 '일본측 자료'의 설득력도 이것으로 없어진 셈"이라고 주장했다.

### 광복 직후

#### 광복과 귀국 (1945~1946)
박정희는 만주 보병 제8단에서 일본이 제2차 세계대전에서 패망할 때까지 근무하였다. 1945년 8월 15일 광복이 되자 소속 부대가 없어진 박정희는 9월 21일 동료들과 함께 베이징 쪽으로 건너가, 장교 경험자를 찾고 있던 한국광복군에 편입되어, 북경의 김학규가 지휘하는 한국광복군 제3지대 제1대대 제2중대장에 임명되어 광복군 장교로 활동하다가 1946년 5월 8일 미군 수송선을 타고 부산항으로 귀국하였다. 빈털터리 상태로 돌아온 그를 고향의 가족도 반기는 눈치가 아니었다고 한다. 셋째 형 박상희(朴相熙)는 “그냥 선생질이나 하면 좋았을 걸 괜히 고집대로 했다가 거지가 되어 돌아오지 않았느냐?”고 면박을 주었다고 한다.
만주국군 출신이었던 박정희가 한국광복군 광복군에 바로 입대할 수 있었던 이유에 대해서는 당시 광복군이 만주에 있던 조선인들에게 선전했던 투쟁지침과 관련짓는 주장도 있다. 비밀리에 일본군 내 조선인 장교들에게 살포된 이 선전문을 보면 일본군에 위장 침투한 한국인에게 고하는 것으로서 본문에는 “아직 전민족적으로 총궐기할 때는 아니다. 때를 기다려라. 제군들은 일군 내에서 작전을 방해하고 손상하는 게 임무다. 자신이나 동포에게 위험이 없는 범위에서 활동하라. 겉으로는 친일(활동)을 하라”는 등의 내용이 실려 있다.
1945년 8월 이전에 박정희가 독립군에 참여했다는 증거는 없다. 비밀 선전문은 전 광복회장 김우전으로 확인되고 있으나, 박정희가 비밀광복군에 연관된 듯 알려진 ‘원전(原典)’은 1967년 박영만이 쓴 소설 ‘광복군’이었다. '실록 군인 박정희'에 따르면 1967년 박영만은 자신의 책을 박정희에게 전달했으나 환대는커녕 호통을 들었다는 설도 있다. 당시 정황을 비교적 잘 아는 김승곤 전 광복회장은 “박영만은 청와대에서 돈을 받을 줄 알고 ‘광복군’을 썼는데, 내용을 훑어본 박 대통령은 ‘내가 어디 광복군이냐. 누가 이따위 책을 쓰라고 했냐’라며 화를 냈고, 결국 박영만은 돈 한 푼 못 받고 거창하게 준비한 출판기념회도 치르지 못했다”고 증언했다. 5·16 이후 반혁명 옥살이를 마치고 나온 박창암 전 혁명검찰부장 앞에 박정희를 지하독립운동 리더로 묘사한 책을 쓰자고 제안하였으나, 거절당했다.

#### 광복 직후(1946~1948)
1946년 5월 8일 귀국한 그는 고향에서 넉 달간 휴식을 취하다가 그해 9월 조선경비사관학교 2기생으로 입학하여 단기 과정을 마치고 1946년 12월 조선경비사관학교를 졸업, 광복을 맞은 한국의 군대에서 다시 육군 소위로 임관해 군인 생활을 시작한다. 박정희와 2기생도들은 1946년 12월 14일에 졸업하였다. 교육 중 동기 군번 69명이 탈락하고 194명이 졸업하였고, 군번은 성적순으로 받았다. 1등은 신재식 (육군소장, 군수기지사령관 역임)이었고, 박정희는 3등이었다.
1946년 10월 5일 독립운동가이자 언론가였던 박정희의 친형 박상희가 대구 항쟁 사건 때 구미 경찰서에서 시위대와 진압대 사이를 중재하다 경찰이 발포한 총알에 맞고 사살되었다. 육사에서 훈련 중이던 박정희는 형의 피살 소식을 접했으나 장례식에는 참석하지 못했고, 그 며칠 뒤 조용히 다녀갔다고 한다. 박정희는 대통령 시절 한 측근에게 "형이 피살된 사정을 알아보려고 장교 복장으로 고향에 내려간 적이 있었는데, 숙군 때 김창룡으로부터 그 점을 추궁당했다"고 말했다고 한다. 평소 가장 따르고 존경했던 형 박상희의 죽음은 박정희에게 적잖은 충격을 주었다. 박상희의 친구이자 당시 남로당 군사부 총책이었던 이재복이 박정희에게 접근해 남로당 가입을 권유한 것도 바로 그 무렵이었다.
박정희의 삶을 다방면으로 취재했던 조갑제(조갑제닷컴 대표)씨는 박정희의 전반부를 다룬 <박정희-불만과 불운의 세월>에서 "박정희가 남로당에 들어가게 된 데는 그의 성격에서도 찾을 수 있다"며 그 배경을 다음과 같이 설명했다.
| “ | 가난했던 어린 시절, 대구사범 재학 시절, 문경보통학교 교사 시절, 만군 장교 시절, 그리고 해방 뒤인 청년장교 시절에 걸쳐 일관되게 발견되는 박정희의 성격은 현실에의 불만, 기성질서에의 반항, 외세에 대한 거부감 그리고 사회에 대한 개혁의지 등으로 요약할 수 있다. 그러한 박정희에게 남로당은 하나의 유혹이었다. 진보적 성향, 독립운동의 전통, 그리고 반외세를 상징하고 있던 남로당에 들어간 것은 박정희의 사상적 표현이라기 보다는 그의 기질에 맞는 선택이었던 것 같다. | ” |

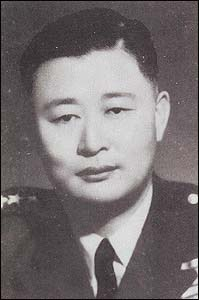
백선엽, 여순사건 재판 이후 파면된 박정희의 현역 복귀를 도왔다

소위로 임관한 박정희는 본부가 춘천에 있던 8연대로 발령받았다. 8연대는 1947년 2월, 미군이 38선 경비업무를 일부 이관하면서 다섯 곳에 경비초소를 설치하게 되었다. 당시 경비중대장은 경비사관학교 1기인 김점곤 중위가 중대장으로 있었다. 원용덕 연대장이 장교들을 소집하고 경비초소(CP)의 위치와 소대장의 배치장소를 의논하였는데 미군 고문관 브라운이 소대장의 서열에 따라 배치하면 되겠다고 말했다. 그런데 박정희는 보는 앞에서 미국놈이 왜 간섭을 하느냐며 불만을 터뜨렸다. '미국놈'이란 표현을 알아들은 브라운은 고소하였고 원용덕 연대장이 미국놈은 애칭이며 욕이 아니라고 변명해도 주장을 굽히지 않았다. 브라운은 타자원한테 들어서 안다며 미국놈은 욕이라 하며 박정희의 징계를 요구하였으나 원만한 원용덕이 적당히 달랬다. 이 시절 국군 초의 연대단위 기동훈련을 기안한 공로로 중위를 거치지 않고 바로 대위로 진급한다.
1947년 12월 경리장교였던 박경원의 결혼식에 참석하다 만난 이화여대 1학년 이현란(당시 24세)과 1948년부터 1950년 초까지 약 3년가량 사실혼 관계에 있었다.

#### 강제예편 이후 숙군작업과 한국전쟁(1949~1950)
이현란과 약혼한 후 곧 용산 관사로 데리고 와서 동거를 시작했고, 그 뒤 육군 소령으로 진급, 1948년 육군본부 작전정보국에 근무하던 중 여수·순천 사건 연루 혐의를 받고 감옥생활을 하면서 두 사람 사이에 금이 갔다. 여수·순천 사건 후에 시작된 대한민국 정부의 군대 내 공산주의자를 색출하는 숙군작업에서 박정희는 남조선로동당(남로당) 군부 하부조직책으로 의심받아 그해 11월 11일 체포되었다. 고문 취조 이후 1심에서 “파면, 급료몰수, 무기징역”을 선고받았으나 2심에서 “징역 10년으로 감형하며, 감형한 징역을 집행정지함” 조치를 받았다. 다음 해 1월 강제 예편되었으며 육군 정보국 문관으로 근무하게 되었다.
한편 백선엽 육군본부 정보국장의 장녀 백남희씨의 증언에 의하면 본래 남로당 가담 혐의자 4000여 명 가운데 12명이 최종 사형판결을 받았는데 그중 한 사람이 박정희였고, 12명 모두 1949년 총살당할 운명이었으나 자신의 아버지가 육군 최고 지도부에 박정희의 감형을 요청하여 박 전 대통령만 극적으로 살아남았다고 주장한다. 박정희가 이때 최종 사형판결을 받았다는 백남희씨의 주장을 뒷받쳐줄 공식적 기록은 현재 발견되지 않고 있다. 1949년 당시 용산 육군본부 군사법정 문건들에 따르면 이때 <국방경비법 16조 위반>(반란기도죄) 재판을 받았던 69명 가운데 4명은 무죄판정, 나머지는 유죄 판정을 받은 뒤 대다수 감형조치를 받았다고 한다. 이들 가운데 박정희의 죄과는 구 경비법 32조 위반, 범죄사실은 '군 병력 제공죄'였고, 유일하게 1심에서 무기징역 판결을 받은 사람이었다고 1949년 4월 18일자 <고등군법회의 명령 제18호>에 적시되어 있다.
박정희가 좌익전력으로 구속되기 서너 달 전에 이현란이 사생아 아들을 출산했고 태어나자마자 사망했다는 설이 존재허나 거짓으로 밝혀졌다. 박정희가 군내의 남로당 수사에 걸려 구석된 것이 1948년 11월, 이때 박정희의 용산관사와 가까운 집에 살던 이효 대위가 구속된 박정희를 대신해 이현란을 방문해 자금을 챙겨주었으나 임신에 대한 증언은 존재하지 않는다. 며칠 뒤 숙군수사 실무장교로 박정희의 조사를 맏았던 김창룡 또한 이현란을 직접 찾아가 경위를 설명해주며 박정희의 메모를 건네 주었음에도 약혼녀 이현란의 임신에 대한 조사 기록은 남기지 않았다. 결정적으로 이현란 스스로가 박정희와의 사이에서는 소생이 없었다고 밝힌다.
1950년 6월 한국 전쟁 중 파면된 민간인 신분에서 소령으로 현역에 복귀하였고 이후 육군본부 작전정보국 제1과장을 거쳐 1950년 9월 15일 인천상륙작전이 감행될 때 중령으로 진급하고 대구로 올라가는 육군본부의 수송지휘관을 맡았다. 10월 육영수를 소개받았고 육군본부의 전방지휘소가 서울특별시로 이동하게 되자, 그는 서둘러 약혼식을 올렸다. 10월 25일 장도영의 추천으로 제9사단 참모장으로 임명되었다.

### 한국전쟁이후(1950~1959)
1950년 11월에 김호남과 이혼하였다. 육종관은 딸 육영수가 박정희와 결혼하는 것을 반대하였으나 육영수와 그의 모친 이경령은 집을 나와 대구 시내에 있는 박정희의 거처 주변에 머물러 있게 되었다. 1950년 12월 12일 박정희는 대구시의 한 성당에서 육영수와 결혼식을 올렸다. 주례는 대구시장 허억(許億)이 보았고 신부의 손을 잡은 이는 육종관 대신 박정희의 대구 사범 스승 김영기였다. 이때 주례를 맡은 허억은 박정희와 육영수의 이름을 바꿔 부르는 실수를 하였다.

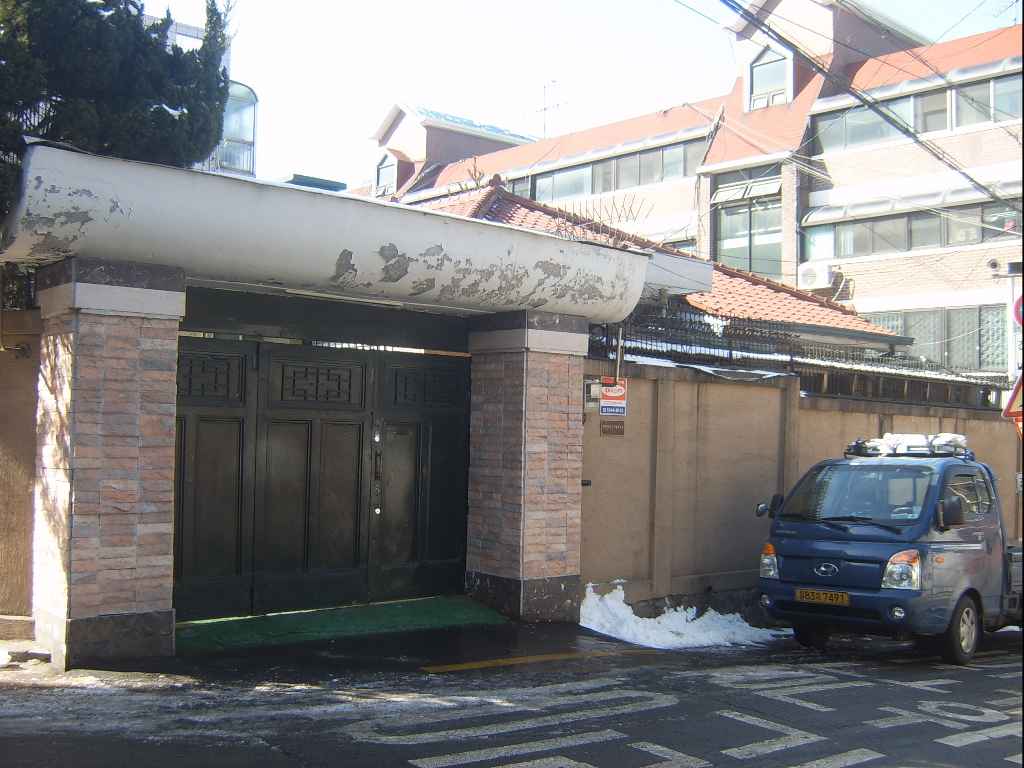
박정희의 신당동 사가(私家). 5·16 쿠데타 당시 여기에서 거주하였다.

1950년 육군 정보국 제1과장이 됐다. 1952년 피난처인 부산에서 이용문 준장의 사무실에 찾아갔다가 그로부터 시인 구상을 소개받게 된다. 그는 이후 이용문과 이승만 대통령이 계엄령을 선포하고 헌병들을 동원하여 공포 분위기를 조성한 뒤에, 국회에서 개헌을 통과시키고 직선제 대통령으로 출마하려는 데 반발하여 정변을 계획하였다. 1952년 5월 군부 내에서는 이승만 축출 시도가 있었다. 이용문 등 군부의 일부는 이승만을 축출하고 장면을 추대하려는 시도를 계획, 이용문은 장면의 비서로 있다가 1952년 4월 사퇴한 선우종원을 포섭하려 하였으나 선우종원이 협조를 거부하여 무산되었다. 박정희는 이때 주동적 역할은 아니었지만, 이용문을 보좌하는 위치에 있었다. 정변 계획은 미수로 끝났고 이용문은 그 1년 뒤 의문의 비행기 추락사고로 사망했다. 1953년 11월 25일 육군 준장으로 승진하여 장군이 되었으며 1955년 7월 14일 제5사단 사단장이 되었다. 1955년 겨울 예기치 않은 폭설이 발생, 작업 중이던 여러 사단 소속 장병들이 사고를 당한 사건이 발생한 후 박정희는 문책성 인사 조처로 대기 발령되었다가 1956년 육군대학에 입교하였다.
자유당 시절 말기 군내 부패가 극에 달했다. 미제 군용트럭으로 동해에서 명태를 실어다 팔거나, 산의 나무를 베어다 팔아먹던 시절이다. 부식비나 유류비 등을 횡령하는 장성도 비일비재했다. (사령관이) 전출할 때 보면 보통 트럭 2대에 군용물품을 잔뜩 실어서 떠난다.

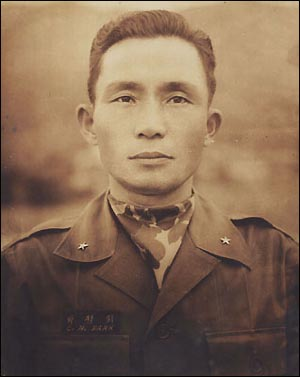
6군단 부군단장 시절

그런데 박 대통령은 사령관 시절 ‘제닉스 라디오’로 음악을 즐겨 들었는데, 군수기지사령부를 떠날 때 라디오를 놓고 가더라. 그래서 내가 ‘왜 안 가져가나’라고 했더니 ‘그게 내 건가. 부대 것이지’ 하고는 안 갖고 가더라. 박 사령관이 취임하고 나선 군수비리가 없었다.

당시 박 사령관 주변 사람들도 쟁쟁했다. 이후 수도경비사령관이 된 윤필용이 비서실장, 포철 회장과 국무총리를 한 박태준이 인사참모, 상공부 장관을 한 이낙선이 공보참모를 했다.
 — 김종신 전 청와대 비서관, 2017년 11월 21일 주간동아 인터뷰
1957년 3월 20일 육군대학을 졸업한 뒤 육군 소장 진급심의대상이 되었다. 이때 박정희의 육군 소장 진급심사위원회가 열려 22명의 심사위원이 참가하여 찬성 18표, 기권 2표, 반대 2표로 박정희의 소장 진급은 무난히 통과되는 듯하였다. 이때 경무대 행정관 곽영주(郭永周)가 나타나 박정희의 사상 문제, 결혼 문제 등을 이유로 그의 진급을 반대하고 나섰다. 당시 무소불위의 힘을 휘두르고 있던 곽영주의 반대에 부딪혀 박정희의 소장 진급 문제가 계류 중에 있을 때 김정렬이 나타나 심사위원들을 설득함으로써 박정희의 소장 진급은 무난히 통과하게 되었다. (곽영주는 5·16 군사정변 후 혁명재판에서 경무대로 몰려온 데모대를 살상한 죄로 사형되었다.) 이어 박정희는 제6군단 부군단장으로 부임하였다. 1957년 제7사단 사단장으로 부임하였다. 1959년 7월 1일 육군 제6관구사령관이 되었다. 1960년 1월 21일 부산군수기지사령부 사령관으로 발령받았다.
1960년 4월 26일 이승만이 하야하였다. 그 뒤 허정 대통령 권한대행 겸 내각 수반의 과도내각을 거쳐 1960년 7월 민주당 정권이 집권하게 되었다. 이때 박정희는 육군본부 작전참모부 부장으로 부임하였다. 민주당 정권이 집권하자 이종찬 장군은 국무총리 장면을 찾아 박정희의 중용을 건의하였다. 그러나 장면 총리는 이 문제를 바로 답변하지 않고 주한미군 사령관 카터 매그루더 사령관을 찾아 논의하였다. 며칠 뒤 매그루더는 한국 육군본부로 박정희의 신원조회를 요청하였고 김형일 육군본부 참모차장은 '박정희는 좌익이다'고 답변하였다. 매그루더는 다시 장면을 찾아 '그런 사람을 어떻게 그런 요직에 앉혀뒀냐'라며 항의하였다. 육군본부 작전참모부 부장이었다가 이 일이 있었던 후 12월 15일 제2군사령부 부사령관으로 전보되었다.
미국의 감시도 감시였지만 당시 박정희에 대한 사상문제는 한국군 내부에서도 완전히 정리되지는 않았던 모양이었다. 매그루더에게 박정희를 좌익으로 지목하였던 김형일은 이 일로 박정희와 등을 지게 되었는데, 김형일은 5·16 군사쿠데타 이후 군정에 반대하다가 참모차장에서 예편하였다.
박정희는 1961년 4월 19일 4·19 혁명 1주년 기념식을 거사일로 잡았다. 그러나 그날 아무런 시위도 집회도 없었고 박정희는 당황한다. 이때 장면 정부의 정보기관인 시국정화단에서 미리 첩보를 입수하고 1961년 4월 19일로 계획된 학생들의 데모를 매수했다는 의혹이 있다. 박정희 등을 비롯한 군인들은 4·19 혁명 1주년 기념식 때 일부 학생들이 정부에 대한 데모를 준비할 때, 이를 진압한다는 명분으로 정변을 준비하였다.
당일 학생들이 데모하지 않고 조용히 넘어가자 박정희 등은 당황한다. 군부 쿠데타 모임인 혁명 요원들은 4·19 1주년 되는 날로 거사일을 정했지만, 소문에 의하면 시국 정화 운동 본부에서 학생들을 돈으로 매수하여 데모를 못 하도록 막았다는 이야기가 들렸다. 박정희의 계획대로라면 그날 학생들의 대대적인 시위가 발생해야 했고, 군중 폭동에 자연스럽게 군부가 침투해야 거사에 성공할 수 있었다. 4·19 1주년은 아무 일이 없었고, 쿠데타를 기도하려던 군부는 일시적인 공황상태에 빠졌다. 한편 당시 시국정화단에서 학생운동권들을 돈으로 매수했다는 의혹, 금액과 내용 등은 공개되지 않았다.

## 대통령직 재임 시절

### 5·16 군사정변

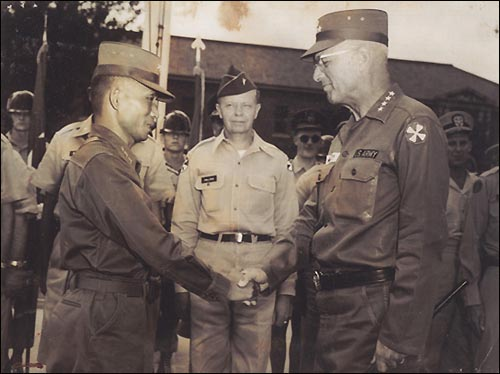
주한 미군 총사령부를 방문, 멜로이 사령관과 악수하고 있다.(1961년 8월 21일)

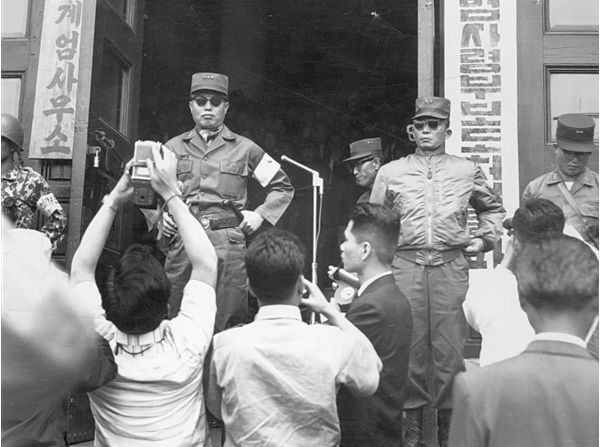
5월 20일, 장도영과 함께 중앙청 광장에서

5·16 군사정변은 1961년 5월 16일 새벽, 당시 제2군 사령부(사령관 최경록 중장)부사령관이었던 박정희 등의 주도하에 육군사관학교 5기생과 8기생 출신의 전투보병사단 중령급 대대장(오학진 등) 그리고 6군단 포병단(단장 5기생 문재준 대령과 예하8기생 중령급 대대장-신윤창 구자춘 등) 제 1공수특전단(단장 5기생 박치옥 대령 등 예하 장교 등)기타 박정희의 만군 인맥인 해병대 사령부(사령관 김성은 중장) 예하 여단(여단장 김윤근 준장과 예하 대대장 오정근 중령 등)이 일으킨 군사정변으로 뒤에는 참모총장으로 있던 장도영을 끌어들였다. 정변의 주도 세력은 5월 18일에 군사혁명위원회를 설치하고 초대 위원장에 장도영, 부위원장에 박정희가 취임하였으며 5월 20일 국가재건최고회의로 이름을 바꾸면서 의장에 장도영, 부의장에 박정희가 취임, 입법·사법·행정의 3권을 행사하게 하였다. 정변이 발생하자 장면 총리는 카르멜 수도원에 피신하여 숨어 있다가 5월 18일 나와 하야를 선언하였다. 5월 16일 군사혁명위원회가 설치되면서 장도영이 의장에 선임되고 박정희는 부의장에 취임하였다. 5월 20일 장도영이 내각 수반이 되면서 박정희는 군사혁명위원회 의장에 취임하여 혁명위원회를 국가 재건 최고 회의로 개편한다.
첫 번째 군사내각은 5월 20일에 발표되었으며, 7월 3일 장도영이 퇴진하고 박정희가 국가재건최고회의 의장에 취임하였다. 1962년 3월 22일 대통령 윤보선의 사퇴로 박정희가 대통령 권한대행을 맡기도 하였다. 제5대 대통령 선거에서 민주공화당 박정희 후보가 민주당 윤보선 후보를 물리치고 당선되어 1963년 12월 17일, 제3공화국이 수립되면서 해체되었다.

#### 5·16 군사 정변 초기
박정희가 군사정변을 결심했던 데에는 그가 부산 군수기지 사령관을 역임하던 시절 4·19 혁명이 계기가 되었다고 알려졌다. 박정희는 부산 군수기지 사령관을 역임하면서 정변을 염두에 두고 있었던 듯하다. 그리하여 그는 1960년 5월 8일을 거사일로 정했지만, 4·19 혁명으로 실행에 옮기지 못했다. 1960년 부산 군수기지 사령관 역임 후 제2군사령부 부사령관을 역임하면서 김종필 중령을 비롯한 지지 세력을 규합하였고, 이듬해인 1961년 5월 16일 새벽, 반공·친미·구악 일소·경제 재건 등을 명분으로 5·16 군사 정변에 참여하여 제2공화국 장면 내각을 붕괴시켰다.

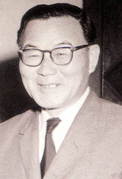
대통령 윤보선
민주당 신파에 대한 적개심을 드러냈던 그는 군사 정변을 지지하지는 않았으나, 묵인한다.

정변이 발생하자 장면 총리는 카르멜 수도원에 피신하여 숨어 있다가 5월 18일에 나오며 하야를 선언하였다. 대통령인 윤보선은 군사 정변을 추인하였고 5월 16일 군사혁명위원회를 설치되면서 장도영이 의장에 선임되고 박정희는 부의장에 취임하였다. 5월 20일 장도영이 내각 수반이 되면서 박정희는 군사혁명위원회 의장에 취임하여 혁명위원회를 국가재건최고회의로 개편한다.
정변 당시 박정희는 유원식을 데리고 청와대로 찾아갔다. 그러나 윤보선은 혁명군을 진압하지 않고 올 것이 왔다고 하여 정변을 방관하는 태도를 보였다. 매그루더 유엔군 사령관은 정변을 주도한 군부를 인정하지 않았고 윤보선 대통령을 찾아가 진압 명령서를 들고 '사인만 하시면 쿠데타군을 진압하겠다'고 하였으나 윤보선은 “우리 한국에선 며느리가 물에 빠져도 시아버지가 들어가서 안고 나오지 못한다”며 사실상 정변을 방관하였다. 그러나 매그루더 사령관은 미 합참의장에게 보내는 5월 17일 자 전문에서 “미군 방첩대(CIC)가 거리의 행인들을 상대로 여론조사를 해본 결과 10명 중 4명은 혁명을 지지했고, 2명은 지지는 하지만 시기가 빨랐다고 했으며, 나머지는 반대했다”고 보고했다.

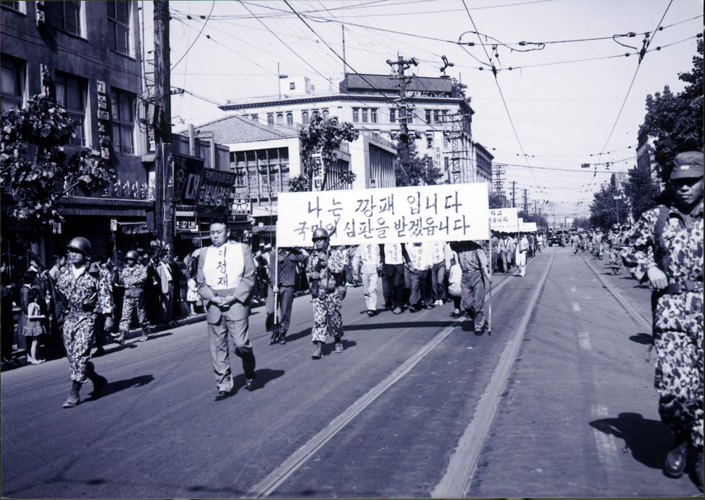
5·16 군사정변 이후 구악 일소라는 명분으로 조리돌림 되는 이정재 외 폭력배들

또한, 정변이 발생하자마자 박정희는 이승만 정권의 비호를 받은 범죄자들을 색출해서 전원 군사재판에 회부하였다. 이 과정에서 정치깡패로 유명한 이정재, 영화와 관련된 일에 종사하면서 최무룡, 김지미 등 연예인들에게 갖은 행패를 부려왔던 폭력배 임화수, 꿀돼지라는 이름으로 폭력배들의 세계에서 유명한 신정식, 이승만 정권 당시 내무부장관 임에도 불구하고 정치깡패들을 두둔한 책임을 지게 된 최인규, 그리고 경찰관임에도 불구하고 이들 중 가장 죄질이 무거운 데다가 이승만의 비호를 받으며 못된 짓을 저지르며 특히 4·19 혁명 때 민간인에게 발포 명령을 해서 무고한 사람들을 사살한 곽영주 등을 사형에 처했는데 박정희는 이들을 사형에 처하기에 앞서 구악 일소, 즉 과거의 잘못된 점을 모두 없앤다는 명분으로 조리돌림을 실시한 후 이들의 사형을 집행했다.
정변 초기에는 일부 인사들의 지지 성명이 있었는데 장준하는 사상계 6월호에서 “과거의 방종, 무질서, 타성, 편의주의의 낡은 껍질에서 탈피하여, 일체의 구악을 뿌리 뽑고 새로운 민족적 활로를 개척할 계기를 마련한 것이다”라며 정변을 지지하였고 언론인 송건호도 제3공화국 초기까지 민족적이라고 평가하여 박정희에 대한 지지를 표명하기도 하였다. 또한 정변 한 달 뒤, 일제강점기 당시 제암리 학살사건을 폭로한 프랭크 스코필드 박사는 1961년 6월 14일 ‘코리언 리퍼블릭’지에 ‘5·16 쿠데타에 대한 나의 견해’라는 글을 발표하였는데 그는 투고의 첫머리에서 ‘5·16 쿠데타는 필요하고도 불가피한 것’을 알게 될 것이라고 지적하면서 민주당 정권의 부정과 무능을 폭로하며 ‘한국에는 아직 진정한 민주주의가 시험된 적이 없다’고 주장하였다.
박정희는 군사정변 직후 이승만 정권에 항거하다 투옥된 독립운동가 김학규를 사면, 복권했다. 김학규가 중풍으로 쓰러져 운신을 못 할 때, 박정희는 한학자인 최서면(崔書勉)에게 김학규를 입원시키고 돌봐주도록 부탁하여 국군 병원에 입원할 수 있도록 하였다. 그는 병석에서 입버릇처럼 항상 박정희는 '내 생명의 은인'이라고 하였다. 이후 박정희는 1962년, 김학규 장군에게 ‘건국훈장 독립장’을 수여하였다. 5월 23일 외신기자들과 회견을 하였다. 6월 3일 오후 4시 대구매일신문 기자와 단독 회견을 가졌다.
정변 초기 기자들 사이에서 박곰보, 박코프라는 별명이 돌기도 했다.

#### 국가재건최고회의 의장 시절 (1961~1962)

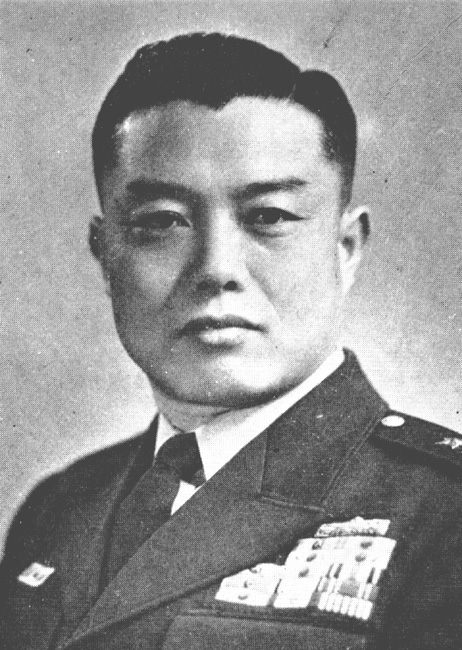
계엄사령관이자 초대 최고회의 의장 장도영

박정희가 초창기부터 군사정변의 최고 지도자는 아니었다. 당일로 ‘군사 혁명 위원회’를 설치하고, 장도영을 의장으로 자신은 부의장으로 취임하였다. 거사 3일째인 5월 18일 군사 혁명 위원회를 ‘국가재건최고회의’로 개칭하고 부의장에 취임하였다. 6월 10일에는 비밀 첩보 기관이자 동시에 국민 감시 기관이었던 중앙정보부를 발족시켰다. 이후 '군 일부 반혁명사건'(알래스카 토벌작전)을 일으켜 군부 내의 반대 세력을 숙청하였고 7월 3일에는 장도영마저 이에 관련지어 의장직에서 추방하고 다시 국가재건최고회의 의장에 추대되었다. 9월 9일 수출조합법을 공포하였고 9월 30일 공업표준화법을 제정하여 수출과 공업화에 대해 준비를 한다. 보리와 밀 품종개발을 시도하여 1963년 1월에 성공을 거두었다.
1961년 10월 17일에는 장면 정권 때 날림으로 만들어진 ‘구황실재산법 제4조 시행에 관한 건’의 대상을 개정·확대하여 대한제국 황족의 범위를 축소하였고 일본 마쓰사와 정신병원에 갇혀 있던 덕혜옹주를 귀국시킨 뒤 1962년 4월 10일 재개정을 통해 그 범위에 덕혜옹주를 포함시켰다. 대한제국 황실에 동정심을 품었던 박정희는 옛 황족들에게 꾸준히 생활비와 치료비를 지급하였으며 매달 순종의 계후인 순정효황후 윤 씨에게는 50만 환, 의친왕비(妃) 김 씨에게는 30만 환, 고종의 후비인 광화당 귀인 이 씨와 삼축당 귀인 김 씨에게는 각각 10만 환 등 모두 100만 환을 지급하였다. 1962년 9월 26일에는 이승만 정권의 방해로 해방 이후 귀국하지 못하다가 뇌출혈로 쓰러져 식물인간이 된 의민태자(영친왕)와 비 이방자에게 1,945달러의 치료비를 지원하였고 1963년에는 의민태자의 환국을 추진하여 그해 11월, 의민태자는 56년 만에 고국으로 돌아왔다.
미국은 군사정부가 들어선 뒤에도 박정희를 승인하지 않고 정권교체 의지를 분명히 표현하였으나 박정희가 제5대 대통령 선거에서 윤보선을 누르고 대통령에 당선된 뒤, 1964년 베트남 전쟁의 지원을 약속하자 미국은 일단 박정권을 향후 10년 이상 지지하겠다고 하여 정권교체 의사를 보류하기도 하였다. 한편 미국 문서에는 워싱턴의 인사들이 박정희를 파악하기 위해 정일권을 미국으로 불러들여 하버드대학교에서 만났던 내용이 수록되어 있다.

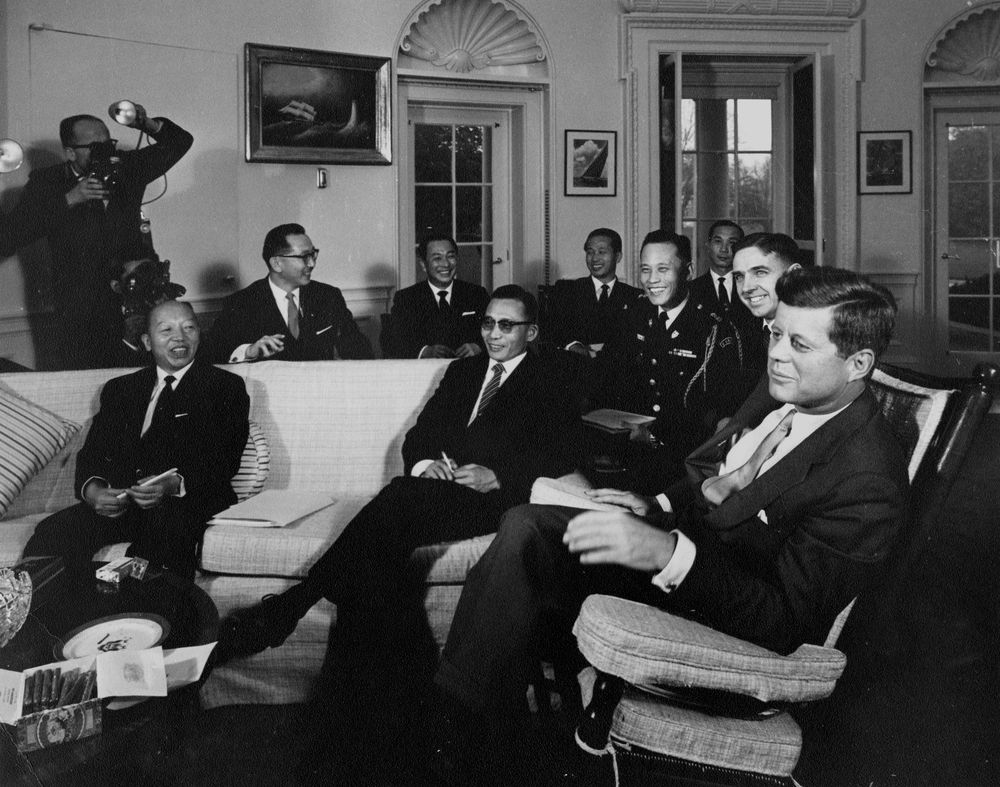
1961년 박정희 의장과 케네디 대통령

1961년 미 존 F. 케네디 대통령은 박정희를 만나주는 조건으로 일본 이케다 총리와 만나라는 지령을 내렸다. 10월 10일 당시 일본 도쿄에서 6차 한일회담을 준비하고 있던 배의환 회담 수석대표와 정일영 당시 서울대 교수에게는 '급거 귀국'하라는 명령이 내려졌고, 곧바로 서울에서 박 의장을 만나게 된다. 거기서 박정희 의장과 김종필 정보부장과 만나 예상 회담의제와 일본의 반응에 대해 준비했다. 정 교수는 박 의장에게 일본이 현찰로 달러를 주지는 않으려고 할 것이며 대신 물자나 산업 노하우를 가져올 것이며, "그 경우 우리 산업 및 경제가 일본화할 우려가 있다"는 점을 미리 설명해줬다.
1961년 11월 12일 회담에서 이케다 총리는 예상대로 현금이 아닌 산업 건설을 해주겠다는 이야기를 꺼냈고 그 명목도 배상이 아닌 경제협력이라는 점을 강조했다. 이에 대해 박 의장은 "우리는 구걸하려는 것이 아니라 받을 것을 받는 것"이라고 반박했다. 박 의장은 청구권 문제에 대해 "충분한 법적 근거가 있는 청구권"이라면서 "상당한 액수의 청구권을 한국이 갖고 있는데 일본이 5천만달러를 운운하는 것은 부당하다"고 지적했다.
1961년 11월 박정희 의장은 독도 영유권과 국토 관리를 확고히 하기 위하여 “독도를 정확히 측량하여 토지대장에 등록하고 그 결과를 보고하라”고 특별 지시하였으며 그에 따라 국토건설청 측량팀이 약 2개월에 걸쳐 독도의 지형을 측량하고 지형도를 작성하였다.
한편 12월 학사 고시 제도를 도입하여 12월 22일 학사 자격 국가고시를 실시하였고, 1961년 12월부터 이듬해 4월까지 문맹퇴치운동을 전개하기도 하였다.

#### 대통령 권한대행 시절(1962~1963)

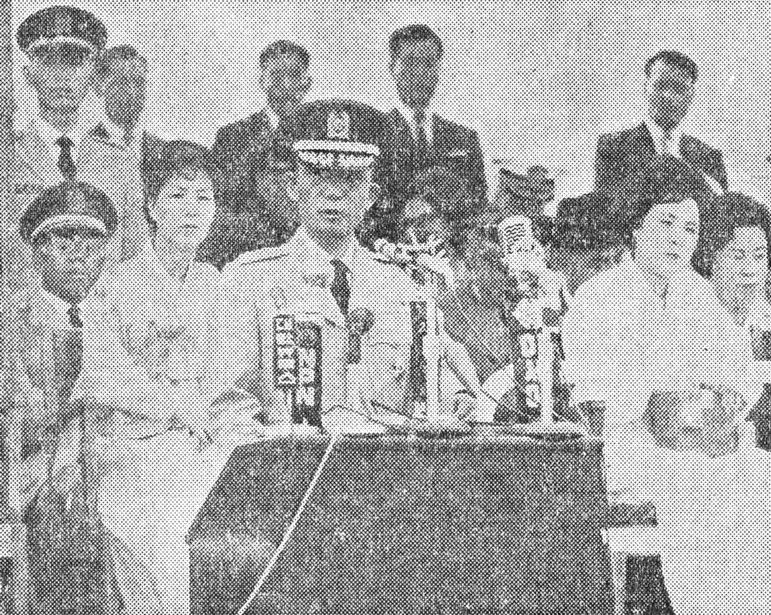
1963년 대장 예편한 박정희

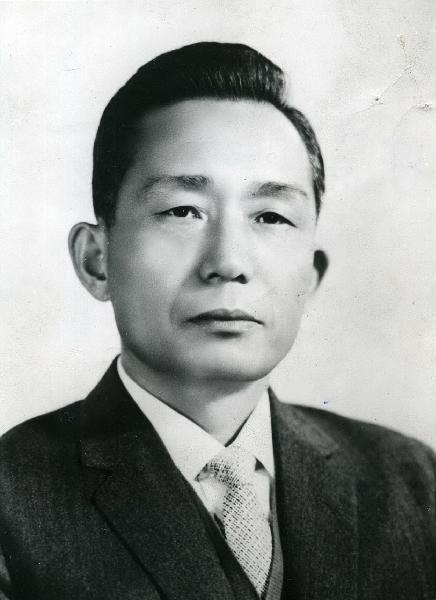
박정희

1962년 3월 17일 수출진흥법 등 16개 법령을 공포하여 수출진흥정책을 수립하였고, 제2공화국 정부가 기획 중이었던 제1차 경제개발 5개년 계획을 시행하고 울산 공업 단지를 건설하기 시작하며 경제 발전을 모색했다. 그해 3월에는 국가재건최고회의에서 구(舊)정치인을 정죄하는 ‘구 정치인 정화법’을 발표하기도 했는데, 이에 대해 대통령 윤보선이 반발하면서 대통령직에서 물러났다. 이후 박정희는 대통령 권한대행으로 활동하였고, 같은 해 7월부터 8월 김현철을 후임으로 임명하기 전까지는 공석인 국무총리급의 지위인 내각 수반으로도 활동했다.
그 해, 3월에는 이승만 정권에 의해 훈장 추서가 미뤄지던 김구, 안중근, 이승훈, 안창호, 김좌진, 한용운, 최익현, 조만식, 윤봉길, 신익희, 이시영, 강우규, 민영환 등 독립운동가 285명에게 건국훈장을 비롯한 독립공로훈장을 추서하였다.
그리고 1962년 7월 14일, 개인재산을 기부하여 장학재단인 5·16 장학회를 설립 하였다고 ‘박정희 기념사업회’는 밝히고 있으나 ‘국가정보원 과거사건 진실규명을 통한 발전위원회’가 밝힌 바에 의하면, 당시 국가재건최고회의 의장이었던 박정희가 중앙정보부에 지시하여 '부정축재처리요강'에 의해 이병철 등 기업인 15명과 함께 구속되어 있던 부산 지역의 재력가 김지태(金智泰)를 석방하는 조건으로 부산일보, 한국문화방송, 부산문화방송의 주식과 부일장학회 기본재산 명목의 토지 100,147평을 헌납토록 하였고, 이 재산 중 토지는 국방부에 무상으로 양도하였으며 이후 "기부받은 재산이 자꾸 유실된다"는 보고를 받고 법무부 장관 고원증에게 장학회의 설립을 지시하여 5·16 장학회를 설립했다. 이 사건은 당시 최고권력자였던 박정희 의장의 언론장악 의도에 의해 발생한 것으로 언론 자유와 사유 재산권이 최고 권력자의 자의와 중앙정보부에 의해 중대하게 침해당한 사건이라는 주장이 있다.
이에 대해 김지태의 차남인 김영우는 “박정희 전 대통령이 아버지의 재산 등을 빼앗았지만, 개인적으로 착복하지 않고 장학회를 45년 동안 관리한 점은 높이 평가한다”며 “박(근혜) 전 대표만 (정수장학회 반환과 관련한)결단을 내린다면 ‘자명(김지태의 호)·정수장학회’로 이름을 바꿔 함께 운영하고 싶다”고 발언하기도 하였다.
1962년 10월에는 동해안 화진포에서 해병대 상륙작전 훈련을 참관한 후 주문진으로 이동하여 역대 지도자 중 유일하게 울릉도를 방문하였고 이후 독도 의용수비대 출신 용사들에게 훈장을 수여하기도 하였다.
1962년 12월 말에 박정희는 대통령 권한대행이 된 이후 인재등용의 하나로 전두환과 차지철 등의 부하 장교들을 정치권에 끌어들이려 시도했다. 차지철 대위는 이에 응해 국회의원이 되었지만, 전두환 대위는 군대에 남겠다며 거부했다. 이에 박정희는 몇 번이고 계속 권유했으나 전두환은 "각하, 군대에도 충성스러운 부하가 남아있어야 하지 않겠습니까?"라며 일축했다. 이에 박정희는 전두환의 용도가 이미 정해져 있음을 깨닫고 국회의원으로 출마하라는 권유를 중단하는 대신 전두환을 군 내부에서 특별히 총애하게 되었다.

##### 통화개혁
1962년 6월 10일 통화개혁을 단행하여 구 환율을 10대 1로 축소시켰다. 통화개혁 단행의 이유로는 거액의 자금을 숨겨둔 부정 축재자들의 자금 세탁 방지와 당시 아시아 경제를 장악하고 있던 화교 세력의 한국 내에서의 영향력을 약화시키고 연이은 연계 조치를 통해 국민들의 돈을 일정 비율에 따라 증권으로 강제 전환함에 따라 중공업 육성에 사용하기 위함이었다.
실제로 화폐개혁 이후 화교들의 자본력은 상당한 타격을 입었으며 상당수의 화교들은 한국을 떠났고 자연히 외식업에 진출하는 화교가 늘어났으나 대통령 취임 뒤인 1976년에는 화교에 대한 교육권과 재산권을 박탈하여 한국 내에서의 외국인과 외국 자본의 경제 장악력을 억제하기도 하였다. 인천광역시 중구에 위치한 1만 8000평의 차이나타운에는 한때 화교 5,000여 명이 거주했으나 박정희 정권 이후 화교의 재산권 행사를 제한하는 정책에 불만을 품고 미국, 동남아 등으로 떠나 현재는 500여 명만이 남아있다. 그러나, 당시 한국의 금융 상업적 경제 구조를 미처 파악하지 못한, 통화 개혁 정책은 예금 동결 조치를 불러왔고, 전체 공장의 45%는 가동을 중지하는 등, 사태가 악화되었다.
그러나, 예상보다 검은 돈의 규모는 크지 않았고, 궁극적 목적이었던 것은 미국에 알리지 않고 은밀히 준비해왔기 때문에 미국으로부터 철회를 강요받았으며, 자금 융통이 제약을 받아 중소기업 가동률이 50%로 떨어지는 등 경제난까지 야기하여 거두어 들이고 실패하게 된다.

### 제3공화국

#### 5대 대통령 후보자
1963년 3월 16일 군정연장과 함께 구정치인들의 정치활동 금지를 해제하는 3.16 성명을 발표했다.
1963년 3월 16일 오후 2시 55분, 전 대통령 윤보선, 전 국무총리 장택상, 신민당 위원장 김도연, 초대 국무총리 이범석 등과 면담하였다. 김희덕(金熙德) 최고재건회의 외무 겸 국방위원장, 유양수(柳陽洙) 재경위원장, 홍종철(洪鍾哲) 문사위원장 등이 3.16 성명을 발표하게 된 동기를 번갈아가며 설명하였다.
같은 해 4월 8일에는 국민투표를 보류한다는 4·8 선언을 했다.
4월 17일, 근로자의 날 제정에 관한 법률 공표를 지시했다. 1963년 중반, 군에 복귀한다는 이른바 혁명 공약과는 달리 강원도 철원 군탄리에 위치한 비행장에서 전역식을 갖고 예비역 육군 대장으로 예편하였다. 예편 후, 정계에 참여 1963년 민주공화당에 입당하여 제5대 대통령 선거에 출마하였다.
구 정치인 정치정화법이 일부 해제되면서 정치활동을 재개한 구 정치인들은 군정연장이라며 박정희를 비판하였다. 이후 박정희의 정치참여를 비롯한 군정연장과 군정반대를 놓고 야당들과 갈등하게 되었다. 이 무렵 야당통합의 명분을 걸고 국민의당이 창당되었으나 윤보선과 허정, 이범석 등의 갈등으로 야당 내 대립은 격화되었다.

##### 사상 검증 의혹

1963년 10월 13일 윤보선이 박정희가 과거에 남로당에 가입해 무기징역을 받았다고 폭로한 것이 호외에 실렸다.

이후 박정희는 여순사건과 관련해 공산주의자라는 의혹과 함께 일본 여자와 동거한다는 소문이 있었고, 민주당의 윤보선으로부터 좌익 활동한 과거전력에 대한 사상 공세를 당하였고, 이후 6대 대선에서도 사상 공세를 당한 바 있다.
선거 유세 당시 전 동아일보 기자 이만섭(李萬燮)을 비롯하여 민관식(閔寬植), 백남억 등이 참여하였다. 대구 지역 유세에서 박정희는 '모씨가 나를 빨갱이라고 모는가 하면, 일본 여자를 데리고 산다는 허무맹랑한 모략을 퍼뜨리고 있으나 저는 여러분들이 저만큼은 알고 있으리라 믿고 구태여 해명을 않겠다'고 하였다.
1963년 여름 김준연은 박정희가 공산주의자가 아니냐며 공개적으로 의혹을 제기하여 파문을 던졌다. 윤치영 등이 박정희의 전향은 확실하며 내가 내무장관 때 사상을 보증했다고 했지만 그가 다시 박정희의 사상 의혹을 제기하면서 논란은 확산되었다. 그는 박정희에게 사상 검증을 한 바 있었다.
1963년 9월 윤보선은 공화당과 박정희 후보 측으로부터 피소당하였다. 공화당 측으로부터 고발당하자 윤보선 후보는 "그렇다고 해서 박 의장이 공산주의자라고 말한 것은 아니다" 라고 해명하곤 "하지만 그의 민주주의 신봉 여부가 의심스럽다."고 덧붙이기도 했다. 이어 윤보선은 박정희의 민주주의관을 의심했다. 그는 "박 의장의 저서 '국가와 혁명과 나'라는 것을 보면 '구민주주의는 대한민국에 맞지 않는다.'라는 말이 있는데 이것은 무엇을 말하는가. 또 러셀을 찬양하고 히틀러도 쓸 만한 사람이라고 했는데 이 사람이 과연 민주주의를 신봉하는 사람인가 의심하지 않을 수 없다." 고 했다.
9월 28일 윤보선의 지지 유세를 하던 김사만(金思萬)은 '박정희는 여순반란사건에 관련되어 사형 선고까지 받았던 공산주의자였다'는 발언을 인용하면서 "일제에 항거하다가 사형선고를 받았다면 몰라도, 우리의 주적인 공산당 혐의를 받았던 사람에게 어떻게 믿고 투표할 것이냐"라며 박정희를 공격했다. 이에 대하여 박정희는 9월 28일 "구석구석에 박혀 있는 용공주의 세력을 혁명으로 일소하여 대한민국의 공산화를 막은 나를 공산주의자라고 하는 것은 당치도 않은 일"이라고 반박했다.
10월 자유민주당의 김준연은 송요찬의 녹음 연설회를 열기 위해 경남 마산으로 내려갔다. 마산에 온 그는 10월 2일 오전 10시 기자회견을 발표한다. 이 기자회견에서 그는 박정희와 김종필의 사상 의혹을 제기한다.
간첩 황태성은 박정희씨의 친형인 박상희씨와 친면이 있는 사이이고, 고 박상희씨는 대구폭동 당시 군위 인민보안서장으로 활약했다가 토벌경찰에 의해 사살되었고, 여순 반란 사건 때 박정희씨가 남로당 책임자였다는 것, 또한 박씨의 조카사위인 김종필씨는 서구식 민주주의를 부인하고 공산세계와 일맥이 통하는 소위 교도민주주의를 제창하였다는 것 등으로 미루어 그의 사상이 의심되지 않을 수 없고, 국민들은 그러한 사실들을 알아야 할 것이다.

윤보선, 김준연 등의 사상 공세에 수세로 밀린 그는 한민당은 부패한 부자들과 변화를 거부하는 구태의연한 집단이라며 맹비난을 가한다. 그는 두 사람이 한민당 출신임을 강조하고 한민당의 후신인 민주당 장면 정권의 부패와 무능론으로 대응했다.
강원룡은 박정희의 군사 혁명을 이데올로기로서 좌익이라고 본 사람은 거의 없었고 군인들이 일으킨 혁명인 데다, 6개 혁명공약의 제1항에 ‘반공을 국시의 제일로 삼고 반공태세를 재정비 강화할 것’이라고 못박았으니 아무도 의심하지 않았는데, 차츰 그의 과거가 드러나기 시작하면서 언론에 보도됐고 윤보선이 선거에서 이 점을 본격적으로 부각시킨 것이라고 주장했다. 당시 5·16 정변이 일어날 무렵 조선민주주의인민공화국은 군사·경제적으로 상당한 역량을 갖추고 있었다. 소련, 중공과 군사동맹도 맺고 있었고, 4·19 혁명 이후 조선민주주의인민공화국에서는 ‘남조선 인민들이 봉기했으니 우리가 도와야 한다’는 말까지 나왔기에 공산주의라고 하면 다들 무척 예민해질 수밖에 없었던 배경을 들어 박정희의 좌익 전력이 커다란 파문을 일으켰다고 보았다.
광복 후에는 공산주의자로 활동하기도 했다. 그의 형 박상희의 죽음으로 이에 따랐다는 견해와 박상희의 죽음 이전에 자발적으로 공산주의자가 되었다는 견해로 나뉘어 있다. 실제로 박정희는 공산주의자들이 지금까지 남한 내에서 감행했던 것 중에 가장 큰 규모였으며 가장 성공에 가까웠던 정부전복 기도사건(1947～48년 대한민국 국방경비대 침투사건)을 지도했으며, 광복 직후 남조선로동당에서 활동하면서 여수-순천 반란을 꾸미다가 적발되어 일시적으로 직급박탈을 당하였다가 복귀하기도 하였고 그 뒤 사상 전향을 하였다고 하나 정부로부터 진실된 전향인지 의심받았다. 1961년 5·16 군사정변 직후 미국은 박정희의 남로당 행적에 관하여 그의 사상을 의심하기도 하였으며 제5대와 제6대 대통령 선거에서는 당시 민주당 대통령 후보였던 윤보선이 박정희에게 사상공세를 하기도 했다.

###### 원용덕의 반론
1963년 대한민국 제5대 대통령 선거 당시 원용덕은 윤보선, 송요찬, 자민당계의 박정희에 대한 사상공격은 사실무근이라고 말했다. 그는 송요찬의 주장에 대해서는 "송장군은 제주도 지방공비토벌을 맡고 있을 당시 박정희에 대해서는 나보다 아는바가 적을 것"이라고 전제하고 "박정희가 여순사건 관련자로 몬 장본인은 김창룡이었으며 그가 자기에게 순복하지 않은 장교들을 용공분자로 몰아 숙청한 사실이 있음"을 상기시켰다. 또 원용덕은 "박정희가 여순사건 당시 지리산 밑 문주리 토벌작전에서 김지회의 반란군을 격멸하는데 큰 공을 세웠다."고 밝혔다. 이어 "송요찬 씨도 한때 김창룡 일파에 의해 빨갱이로 몰린 사실이 있다."고 말하며 "박정희의 과거 군역은 백선엽 장군이나 김점곤 장군 등이 환하게 알고 있을 것이라고 말했다.

#### 제3공화국 초기(1963~1964)

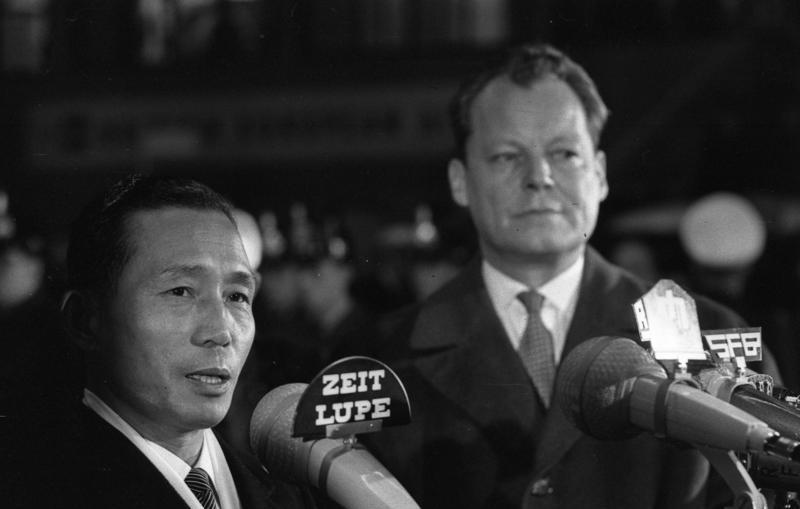
1964년 빌리 브란트 서베를린 시장과 함께한 박정희 대통령 (왼쪽)

한편, 1963년 9월 25일 직업훈련기관인 직업재활원을 개원하였고 12월 6일 비행기편으로 서독에 도착하였다. 당시 서독에는 세계 최초의 고속도로인 아우토반이 있었는데 박정희는 이 때 아우토반을 보고 한국의 고속도로 건설을 계획하게 된다.
1963년 12월 독일로부터 국빈방문 초청을 받게 되었다. 에르하르트 수상을 면담할 때, 그는 박정희의 손을 잡고 한국에 지원을 약속했다. 또한 에르하르트는 ‘라인강의 기적’을 예로 들며 고속도로와 제철산업, 자동차산업, 정유산업, 조선산업 등을 할 것과 ‘한·일협정’을 맺을 것도 자문하였다.
1963년 10월 15일 제5대 대통령 선거에서 84.99％의 투표율에 470만 2700여 표(유효투표의 약 46.7％)를 얻어 윤보선을 15만 표차로 꺾고 당선되었으며, 12월 제5대 대통령에 취임하였다. 박정희에 대한 지지율은 빈농이미지로 도시보다 농촌에서 월등한 것(여촌야도)으로 드러났다. 이후에는 지역감정으로 인해 호남의 지지율이 떨어졌다.
박정희는 대통령 취임 직후 여운형의 동생인 여운홍을 면담하였는데 5·16 군사정변 직후 맏형 여운형의 묘소 주변 토지가 채윤혁에게 매각되자 여운홍은 변호사를 찾아 구제의 길을 찾았으나 법적으로 구제의 길이 없자 박정희를 찾아와 호소하였다. 여운홍의 참소를 들은 박정희는 여운형 묘소주변 토지의 불하를 차단해주었다. 1963년 11월 존 F. 케네디 미국 대통령 장례식에 참석하여 조문하였다.

#### 베트남 전쟁 파병

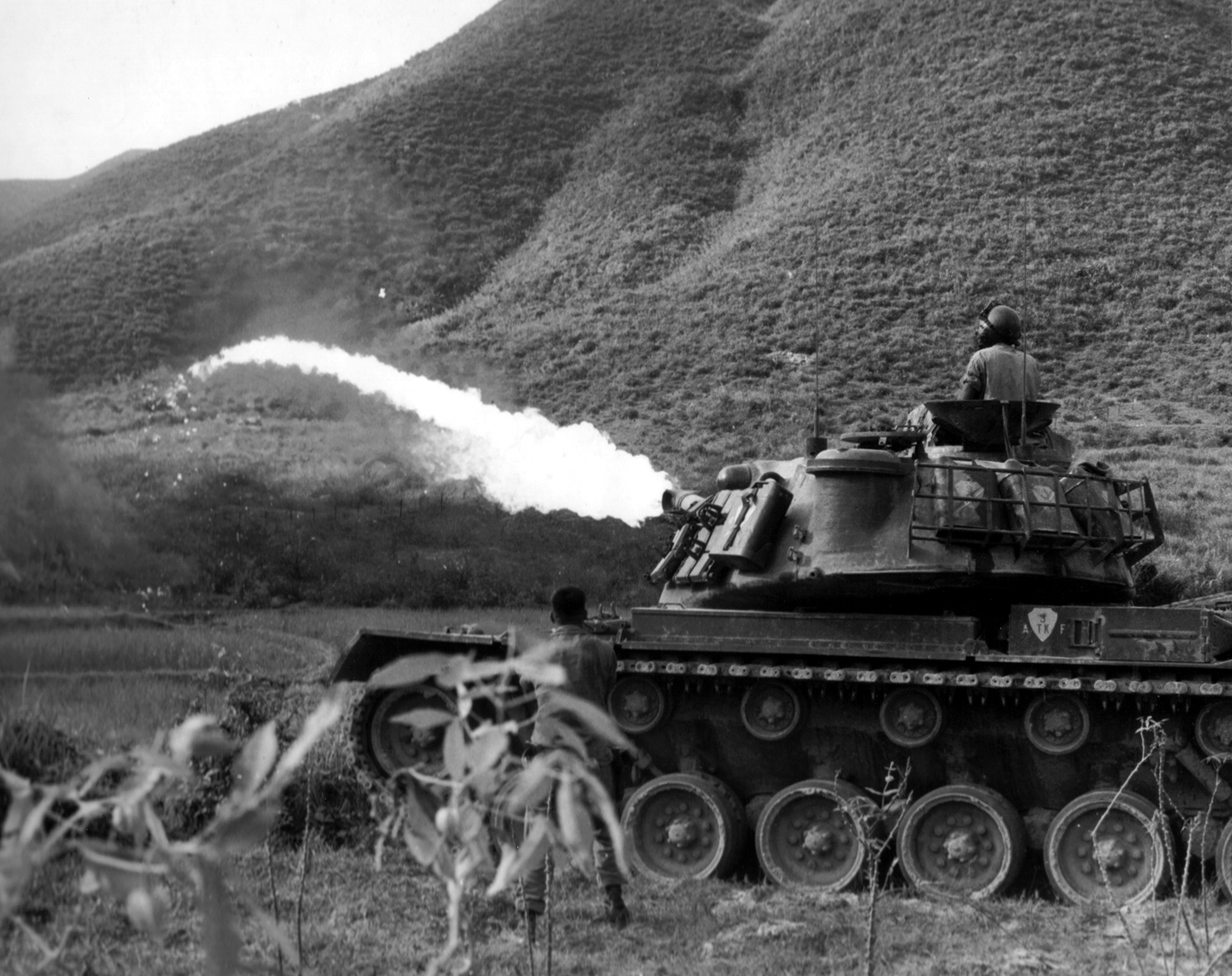
베트남 전쟁 참전 군인

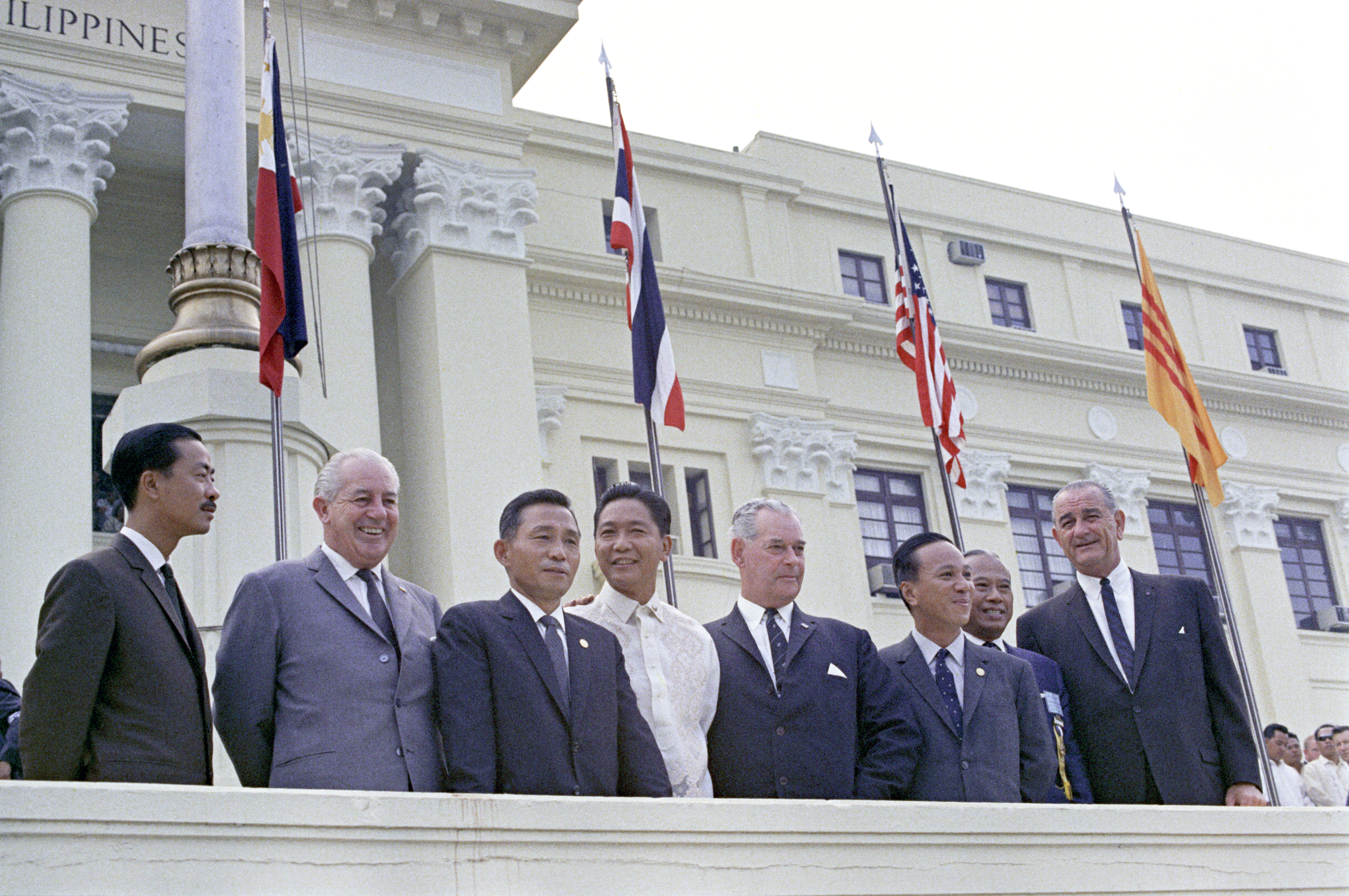
1966년 필리핀 마닐라에서 열린 동남아시아 조약 기구 회의에 옵서버로 참석한 박정희 대통령(왼쪽에서 3번째)

1964년 미국으로부터 베트남 파병 지원 요청이 왔다. 베트남 전쟁 당시 일부 야당의 반대를 무릅쓰고 한국군의 베트남 파병을 단행하였으며, 1964년 8월 제1이동외과병원(130명)과 태권도 교관단(10명) 파월을 시작으로 주월한국군사원조단(비둘기부대), 방공포병대대(호크유도탄부대)를 창설하고 맹호부대, 백마부대, 해병 청룡부대 등 한국군을 파견한다. (→한월 관계)
그해 8월 식량증산 7개년계획을 발표하여 65년부터 시행하였다. 이후 국토 종합 개발 계획 등을 실시하고 식량 증산 계획과 벼품종 개량 등을 시도하여 경제 부양을 시도한다.
1966년에는 미국이 원조한 1000만 달러로 한국과학기술연구원(KIST)을 설립하였고 한달에 한두 번씩 연구소를 찾아 연구원들과 대화를 나누고 연구동 신축현장 인부들에게 금일봉을 지급하기도 하였으며 해외에서 뽑아온 박사들에겐 집과 대통령 자신의 몇 배의 봉급을 제공하고 당시 국내에 없던 의료보험을 미국 회사와 계약하여 가입할 수 있도록 하였다.

#### 한일협정 전후(1965~1966)
한일협정을 통해 국가 기틀을 다질 자금을 마련하려 했으나 학생과 야당의 반대에 봉착한다. 특히 1964년의 6.3항쟁은 그 정점에 달한다. 6.3항쟁의 학생시위가 수그러들지 않자 박정희는 8월 25일 저녁 중앙청 제 1회의실에서 전국 방송을 통해 특별담화를 발표하였다. 담화에서 그는 학생들이 국회해산과 조약무효를 주장하는 것과 데모 만능 풍조를 비판하였고, 시위를 독려하며 데모학생을 영웅시하는 교육자 등을 비판하였으며 구 정치인을 학생데모에 의존하여 정부를 전복하려던 반동분자라고 강경한 어조로 비판하였다.
다음날인 1965년 8월 26일 아침. 이때에도 한일협정 반대 분위기가 심했다. 박정희는 경찰력만으로는 치안유지가 불가능하다는 서울시장 윤치영의 건의를 받아들여 서울시 일원에 위수령을 선포하여 학생시위를 진압하였다. 8월 27일 시위 사태에 대한 문책성 인사로 문교부 장관 윤천주와 서울대학교 총장 신태환을 경질하고 후임에 법무부 차관 권오병과 교수 유기천을 각각 임명했다.
1965년 5월 16일 오후 수행원들을 대동하고 린든 존슨 미국 대통령이 보내준 대통령 전용기를 타고 미국을 방문하였다. 출발전 김포공항에서의 인사에서 자주, 자립을 강조하였다. 1965년 5월 17일 한미정상회담을 한 뒤 5월 18일 미국 순방을 하였다. 1965년 5월 22일 아침 피츠버그의 존스 앤드 로린 철강회사를 방문하여 군정 시절에 종합제철공장 건설을 시도하다가 좌절한 그는 공장 내부를 돌아보았다. 22일 오전 10시 20분에 피츠버그 공항에서 플로리다 주의 우주기지인 케이프 케네디에 도착하여 로켓발사 시험을 참관하고 돌아왔다.
최근 기밀해제된 미국 국무부 문서 《‘1964-68 미국의 외교관계 29편’363호에》 따르면 박 대통령의 미국 방문 기간동안 딘 러스크 당시 미국 국무장관은 독도 문제의 해결을 위해 한국과 일본이 독도에 등대를 설치해 공동 소유하는 방안을 제의했으나 박 대통령은“있을 수 없는 일”이라고 일축했던 것으로 전해졌다. 그러나 미국은 같은 해 6월 15일에도 한국과 일본 간의 외무장관 회담을 열어 독도 문제의 조속한 처리를 요구하였고 박 대통령은 “일본이 우리 입장을 받아들인다면 별도 회담 없이도 문제가 해결될 것이고 받아들이지 않는다면 회담이 무의미하다”며 역시 거절하였다.
2005년 한일협정문서가 공개됐다. 이에 대해 박정희 정권이 대일청구권 포기말고도, 협상과정에서 일본 정부는 아예 '독도를 폭파하자'고 협박까지 하며 '독도'를 협상안건으로 넣으려 했다. 또한 한일어업협상을 대선에 활용하고 대일본 배상관련 개인청구권을 무시한 점도 드러났다. 당시 정부는 기존의 40마일 전관수역입장에서 후퇴, 일본 정부가 주장한 12마일 전관수역 방안을 서둘러 수용했으나 여론악화를 우려해 공개시기를 늦춘 것으로 나타났다. 임헌영 민족문제연구소 소장은 박 정권이 61년부터 한일협정을 체결한 65년 사이 5년간에 걸쳐 6개의 일본기업들로부터 민주공화당 총예산 2/3에 해당하는 6,600만 달러를 제공 받았다고 주장하였다. 일본측 외교라인은 만주인맥이었다. 한호석 통일학연구소 소장은 "독도영유권문제를 불법적으로 처리해버린 자기들의 죄상이 세상에 알려지는 것을 꺼린 한일 양국정부의 고위관리들은 밀약문서를 영원한 비밀로 묻어두기로 약속하였고, 밀약이 있었다는 사실조차 말하지 않았다. ‘한일협력’을 외쳐온 역대정권들의 은폐술에 세상이 감쪽같이 속았던 것이다. 이 때의 밀약 파기만이 유일한 해결책이다"고 평했다.
2007 월간중앙은 “한일협정 체결 5개월 전인 1965년 1월 11일 당시 일본의 건설장관 고노 이치로의 특명을 받아 서울을 방문한 우노 소스케 자민당 의원이 성북동 소재 박건석 범양상선 회장 자택에서 정일권 국무총리를 만나 ‘미해결의 해결’ 대원칙 아래 모두 4개항으로 된 독도 부속조항에 합의했다”고 주장했다. 내용에 의하면 일본이 독도를 자국 영토라는 주장과 상대에 대한 반론을 제기하고 있는 게 독도밀약 때문이라고 평했다. 독도밀약은 주장만 있을 뿐 증거나 사실이 밝혀진 바는 없다. 이것을 추적 조사한 노대니얼 박사는 이것이 사실이었음을 전제로 “박정희 대통령이 암살된 이후 전두환 씨가 정국을 주도하기 시작하면서 시끄러운 문제가 될 것 같아 사본 하나 없는 독도밀약 문건을 태워 버렸다”면서 ”거기에는 서울과 도쿄를 오가는 비행기 안에서 쉬지 않고 정서한 기록들도 포함돼 있어 안타깝다”고 말했다. 이 밀약때문에 이후로 맺어진 한일어업협정에 영향을 끼쳤다는 주장이 있다.
월간중앙이 주장한 독도밀약의 내용은 다음과 같다
- 독도는 앞으로 대한민국과 일본 모두 자국의 영토라고 주장한다. 이에 반론하는 것에 이의를 제기하지 않는다.
- 장래에 어업구역을 설정할 경우 양국이 독도를 자국 영토로 하는 선을 획정하고, 두 선이 중복되는 부분은 공동 수역으로 한다.
- 현재 대한민국이 '점거'한 현상을 유지한다. 그러나 경비원을 증강하거나 새로운 시설의 건축이나 증축은 하지 않는다.
- 양국은 이 합의를 계속 지켜 나간다.

1965년 7월 19일 미국 하와이 호놀룰루에서 이승만이 사망하였다. 7월 23일 오후 3시 미 공군 수송기가 ‘고향생각’이 연주되는 가운데 이승만의 유해를 운구하여 김포공항에 도착하자 박정희는 국회의장 이효상, 대법원장 조진만, 국무총리 정일권 등 3부 요인들을 대동하고 공항으로 나가 시신을 영접하였다.
1965년 7월 20일 박정희는 이승만의 장례를 국민장으로 결정하였으나 이승만의 문중 사람들과 이승만 측근들은 정부의 국민장 결정은 이승만에 대한 홀대라고 생각했고, 4월 혁명동지회 등은 국민장은 너무 과분한 조치라며 3일간 농성을 하였다. 한편 이승만의 양자 이인수는 국민장을 거부하고 가족장을 하겠다고 응답하였고, 구 자유당측 인사들은 국민장을 거부하고 국장을 요구하였다. 1967년 9월 20일 김학규가 자택에서 별세하자, 박정희와 정부는 사회장으로 장례를 치르고 그를 국립묘지에 안장하였다

#### 포항제철 건설
군사정부는 경제개발계획을 시행하기 위해서 막대한 개발자금을 필요로 하였으나 국내자본 축적이 미흡하고 외자도입도 쉽지 않은 상황에서 일본으로부터 유무상차관도입을 전제로 하는 대일청구권자금 협상과 연계된 한일국교정상화 협상을 적극적으로 추진하였다. 장기간 이끌어온 협상을 마무리하고 1964년 12월 18일에 양국간에「대한민국과 일본국간의 재산 및 청구권에 관한 문제의 해결과 경제협력에 관한 협정」에 관한 비준서를 교환하고 1965년 6월 22일에 한일기본조약 등 25개 협정을 정식으로 조인하였다. 일본 측과 협의하여 청구권 사용방안중 제1차년도 실시계획을 1966년 4월 20일 결정짓고 그것이 국회의 동의를 거쳐 4월 27일 공고됨에 따라 5월부터 청구권자금이 사용되기 시작하였다.
1969년 1월 31일, 박태준 포항제철 사장은 통역담당 최주선 부장과 함께 피츠버그로 건너가 KISA 대표인 포이(F.Foy) 회장을 만났으며, KISA 회원사들을 따로따로 만나 한국의 경제상황과 제철소의 필요성을 역설했다. 그러나 그들은 IBRD 보고서 내용을 인용하면서 한국의 제철소는 경제적 타당성이 없다고 하였다. KISA와의 기본협정에 따르면 1972년까지는 제철소가 완공돼야 했고, 그러기 위해서는 늦어도 1969년 초부터는 건설공사를 시작해야 했다. 그러나 건설자금의 대부분을 차지하는 국제차관 도입문제가 해결될 기미가 보이질 않았다.
박태준 사장은 귀국하던 길에 하와이에 잠시 들러 낙담한 채 하와이 해변을 걷다가 '대일청구권자금'을 활용해 제철소를 지어야겠다는 이른바 '하와이 구상'을 했다. 그는 국제전화로 박정희에게 자기 생각을 알리고 곧바로 일본 도쿄로 날아가 일본의 정·재계 인사들을 만나 자금 지원 협상을 벌였다.
| “ | 우리 선조들의 피의 대가인 대일청구권 자금으로 짓는 제철소요. 실패하면 역사와 국민 앞에 씻을 수 없는 죄를 짓는 것입니다. 그때는 우리 모두 저 영일만에 몸을 던져야 할 것이오. | ” |
|   | — 청암 박태준 |   |

대일청구권자금 3억 달러는 1966년부터 1975년까지 10년 동안 균등분할로 무상지급하게 돼 있었다. 일제 식민통치에 대한 일종의 배상금으로, 선열들의 고귀한 희생의 대가이자 말하자면 ‘민족의 피맺힌 돈’이었다. 이 돈은 농림수산부문에 투자하기로 양국 정부간에 합의가 끝나 이미 국회 비준까지 얻은 상태였다. 그러나 제철소 건설에 전용할 수 있다면 ‘피맺힌 돈’의 가치를 가장 알차게 쓸 수 있을 것이었다. 그리고 유일한 대안이었다.
1969년 5월 7일, 박충훈 부총리가 '종합제철 프로젝트 재검토' 발언을 했다. 대한국제제철차관단(KISA)과의 협상을 위해 외국까지 나갔지만 빚도 얻지 못하고 홀대를 당한 데 대한 하소연이나 다름없었다. 이튿날 신문에는 "차라리 제철소를 짓지 말고 철을 수입하라"는 사설이 실리기도 했다. 박 대통령은 진노했고, 결국 6월 2일 박 부총리를 경질했다. 정부는 박충훈 해임 뒤 김학렬 경제수석비서관을 부총리 겸 경제기획원장관으로 임명하는 한편, 경제기획원 내에 ‘종합제철건설전담반’을 설치했다. 또한 1969년 8월 하순에 열리는 제3차 한일각료회담에서 청구권 자금 전용 문제를 매듭짓기로 했다.
1969년 여름 박태준 사장은 도쿄에서 많은 정.재계 거물들을 만났다. 우선 일본철강연맹의 기술지원 약속, 특히 3대 철강회사(야와타제철, 후지제철, 일본강관)의 적극적인 참여의사를 이끌어내기로 했다. 이를 바탕으로 일본 정부의 동의를 얻어낼 생각이었다. 외무상 아이치, 대장상 후쿠다, 통산상 오히라 등도 포함됐다. 야스오카의 적극적인 도움으로 많은 우군을 만들 수 있었다. 결국 1969년 8월 28일 양국 정부는 각서에 서명했다. 그리고 다음날 일본 정부는 포항제철 프로젝트를 지원할 것이며, 서울에 대표단을 파견해 최종합의서를 마무리짓기로 했다는 내용의 공동성명서를 발표했다.

#### 3선 개헌과 유신전야 (1967~1971)

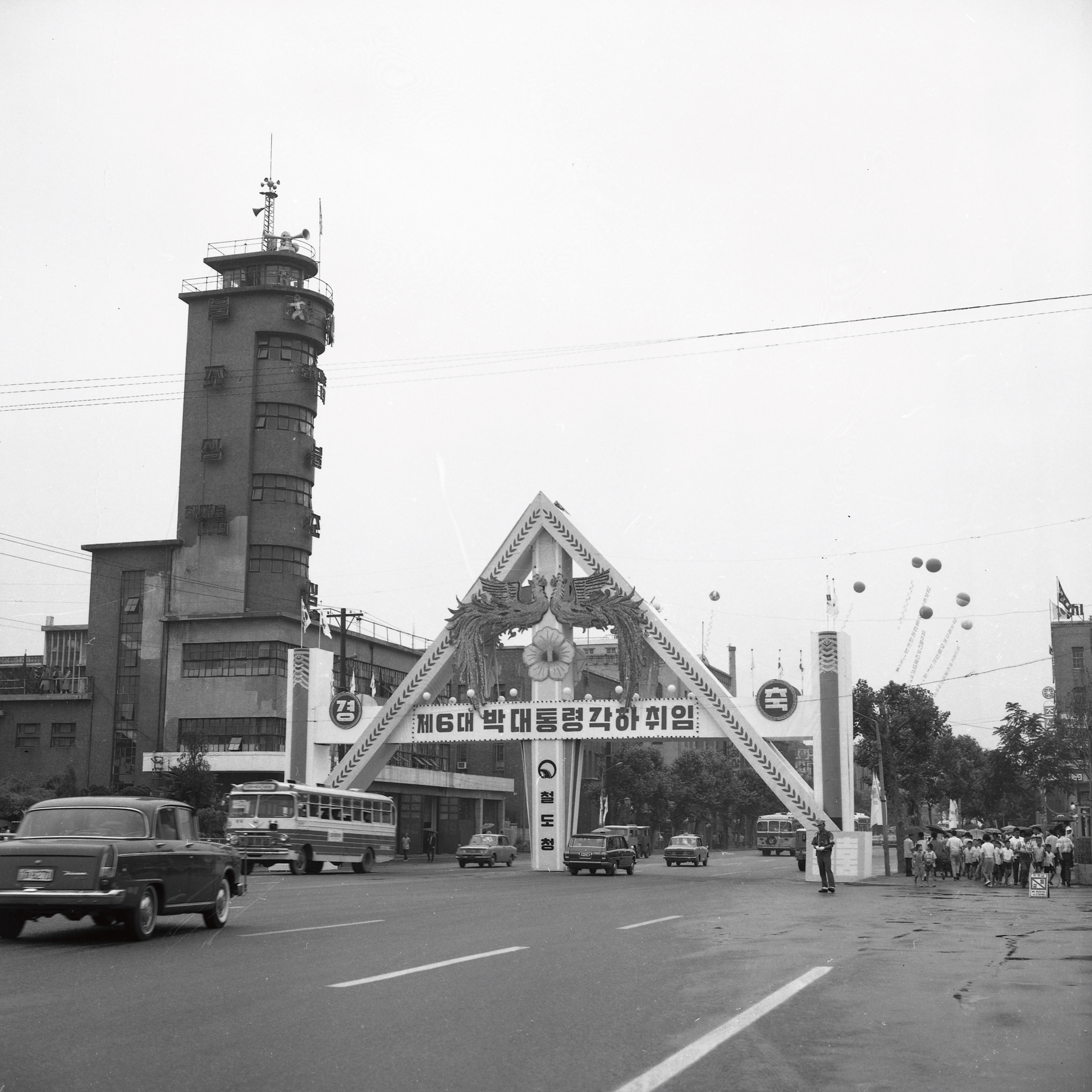
1967년 1월 제6대 박정희 대통령 취임식의 거리 풍경

1967년, 다시 대통령 선거에 출마하였다. 5·3 대통령 선거에서 민주공화당의 박정희는 경제개발의 성과와 비전을 내세우면서, 이를 지속하기 위한 정치적 지지를 호소했다. 반면에 신민당의 윤보선은 쿠데타 이후에 추진된 경제개발의 폭력성과 독재성을 규탄했다. 그러나 이때에도 공산주의자 경력과 남로당 경력이 문제시되었다. 6대 대선에서는 신라 천년의 고도에서 신라 왕손을 임금으로 받들어 천년의 영광을 재현하자는 찬조연설이 지역감정으로 문제가 되기도 했다. 5·3 대통령 선거에서 윤보선은 선거 유세 중에 월남전 파병을 미국의 '청부 전쟁'이라고 비판했고, 이어 윤보선을 지지하던 장준하는 "일본 천황에게 충성을 맹세하고 일본군 장교가 되어 우리 광복군의 총부리를 겨누었다"라면서 박정희의 친일 경력 의혹을 쟁점으로 꺼냈다. 또 장준하는 "우리나라 청년들을 남베트남에 팔아먹고 피를 판 돈으로 정권을 유지하고 있다."라며 베트남 파병을 비판했다.
그러나 박정희는 다시 대선에 출마한 윤보선을 116여만 표의 근소한 차로 꺾고 재선에 성공하여 12월 제6대 대통령에 취임하였다. 박정희는 농촌지역의 지지를 얻은 한편 윤보선은 도시와 지식인층의 지지를 받았다. 1967년 12월 농어촌개발공사를 창립하였고 1968년 국민교육헌장을 제정한다. 1969년 2월 농업기계화 8개년 계획을 확정하고 그해 11월 1일 농어촌근대화촉진법을 승인한다.
1969년에는 3선 개헌을 골자로 한 개헌안을 국민투표를 통해 통과시켰는데 투표율 77.1%에 찬성율 65.1%로 통과되었다.
같은 해 9월에는 구미에 외국인의 투자 100%를 허용하고 5년 동안 100% 외국인 투자에 대해 법인세, 소득세, 취득세를 면제해주는 사항을 포함한 전자공업단지 조성 계획을 발표하였는데 구미 전자공업단지는 최종적으로 1973년 10월에 1,874천 평 규모로 완공되었다.
이후 8월 22일 미국 순방 때는 미국을 방문해 리처드 닉슨 당시 대통령과 만났으나 닉슨 독트린에 의거한 주한 미군 철수 문제로 갈등을 빚었다.
1970년 3월 장기종합교육계획시안을 마련 발표하였다. 이 안에 의하면 86년까지 의무교육 확대를 단계적으로 실시하고, 의무교육을 9년으로 연장하는 것과, 교육세를 신설하는 조항이 포함되었다. 1970년 4월에는 새마을 운동을 제창, 시작하였으며 그해 수출 10억 달러를 달성하였다. 같은해 8월 21일 관세청을 개청하였으며 1971년 10월 25일 내수용 생산업체에서도 수출을 의무화할 것을 지시하였다.

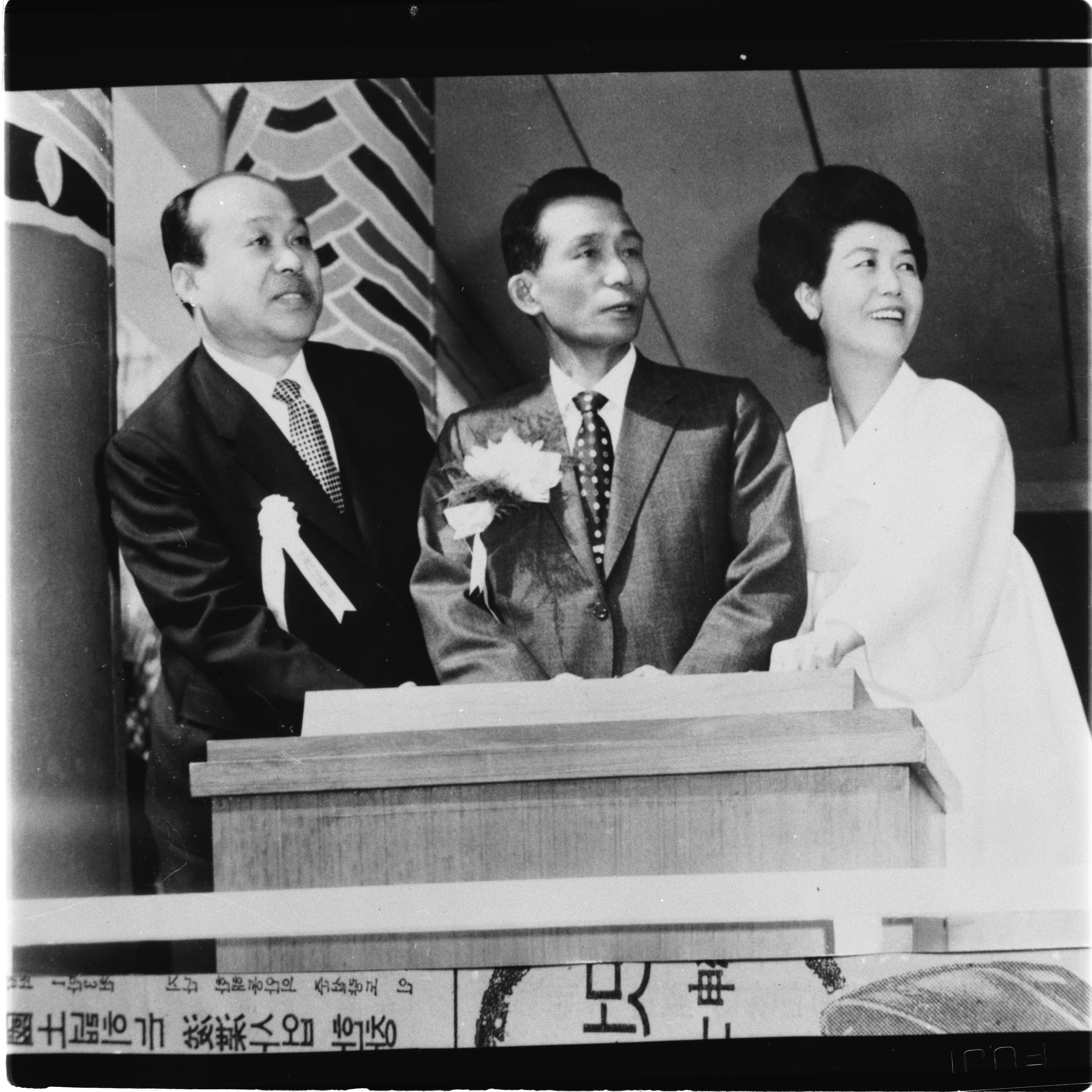
1971년 4월 서울 지하철 건설 착공식의 박정희 대통령

1971년 박정희는 대한민국의 농업을 보다 큰 규모로 확대하기 위해 아르헨티나 정부로부터 여의도의 70배나 되는 규모의 땅을 구매하였는데 이 땅에 신원 조사 등 갖가지 심사를 거쳐 엄선한 농민들을 파견하였다. 그러나 대한민국에서의 여름이 아르헨티나에서는 겨울인 것부터 시작해서 대한민국과 아르헨티나의 기후는 전혀 맞지 않는 데다가 박정희가 구매한 땅 중에는 소금기가 많은 땅이 있는가 하면 여러 종류의 황무지가 많았다. 결국 박정희의 이 프로젝트는 사실상 실패로 돌아갔으며 박정희가 구입한 땅은 아직도 대한민국 정부가 소유하지만 해마다 관리비 명목으로 대한민국 정부가 아르헨티나 정부에 세금을 내는 형국이 되거나 아르헨티나 정부에 반환하거나 현지 농민들에게 소유권을 이전했다. 1972년 제3차 경제개발 5개년계획을 실시하였고 1월 27일 제3차 인력개발 5개년 계획을 확정하였다. 2월 9일에는 녹색혁명을 추진, 통일벼를 개발하였으며 쌀의 한국 자체생산 및 완전 자급자족은 1976년에 달성한다. 1972년 7월 4일 분단 이후로 최초로 7·4 남북 공동 성명을 발표하였다. 8월 3일 기업사채 동결 등 긴급 명령을 발표하였다.
1971년 대한민국 제7대 대통령 선거에서는 김대중을 약 95만 표차로 이기고 3선에 성공했다. 1971년 대선을 앞두고 김종필은 1971년 선거에서 박정희 당선을 위해 무려 600억원이나 썼다고 밝혔다. 강창성 당시 보안사령관은 1971년 대선자금이 모두 '700억 원'이었다고 밝혔다. 1971년 국가예산이 5242억여 원과 비교할 때, 예산의 1할을 넘는 액수에 해당되는 금액이었다.

#### 김신조사건 1.21 사태 (1968)
1968년 1월 13일 조선민주주의인민공화국의 특수부대 민족보위성 정찰국 소속인 124부대 소속 31명이 조선인민군 정찰국장 김정태로부터 청와대 습격과 정부요인 암살지령을 받고, 한국군의 복장과 수류탄 및 기관단총으로 무장하고 1월 18일 자정을 기해 휴전선 군사분계선을 넘어 야간을 이용하여 수도권까지 잠입하는 데 성공하였다.
그러나 이들은 청운동 세검정고개의 창의문을 통과하려다 비상근무 중이던 경찰의 불심검문으로 정체가 드러나자, 검문경찰들에게 수류탄을 던지고, 기관단총을 무차별 난사하였으며, 그곳을 지나던 시내버스에도 수류탄을 던져 귀가하던 많은 시민들이 사상당했다.
군·경은 즉시 비상경계태세를 확립하고 현장으로 출동, 김신조를 발견하여 생포하고 이들에 대한 소탕전에서 5명을 사살하고 경기도 일원에 걸쳐 군경합동수색전을 전개해서 1968년 1월 31일까지 28명을 사살하였다. 나머지 2명은 도주한 것으로 간주되어 작전은 종료되었다. 이 김신조 무장공비 사건으로 현장에서 비상근무를 지휘하던 종로경찰서장 최규식 총경이 총탄에 순직하였고 시민들도 상당한 인명피해를 입었음은 물론, 조선민주주의인민공화국에 대한 부정적 여론과 반공의식이 급속하게 높아지는 계기가 되었다.

#### 교육, 문화 정책
1963년 8월 8일 국사교육 통일방안을 선포하였다. 1968년 학자들을 초빙하여 국민교육헌장을 제정 반포하게 하여 새로운 시대를 여는 바람직한 한국인상, 국적 있는 교육의 전개를 강조하였고 이는 국민교육화되었으나 전두환 정권 때 폐지되었다. 박정희는 정치의 최우선 과제를 교육에 두었으며, 과학기술교육의 진흥을 목적으로 실업계학교 장려와 [[1973년부터 대덕연구단지 조성사업을 추진하였다. 1978년에는 한국정신문화연구원을 설립하여 한국학 및 한국문화 연구의 기반을 마련하였다.
국민교육의 양적 향상을 위해 제1차 의무교육시설확충 5개년 계획(1962년-1967년), 제2차 의무교육시설확충 5개년 계획(1967～1971년) 등을 수립 및 추진하였다. 1963년 6월 26일 사립학교법을 공포하여 사립학교 운영의 기준을 확립하였다.
그런가 하면 64년 1월 4일 시도 단위 교육자치제를 실시하여 시도 교육청에 교육행정권을 위임하기도 했다. 1968년 7월 15일 71년까지 중학입시시험을 폐지하는 등 입시개혁안을 발표한 반면 10월 14일 대학교 입시 예비고사제를 69년부터 실시하게 하였다. 또한 국공립중학교증설 7개년 계획과 고등학교기관확충계획을 추진하였고 1969년 11월에는 공장 근로자들을 위한 금성사 등 7개 대기업체에 회사 내에 이공계 실업학교 부설을 지시하였다.
1976년 5월 20일에는 국비 장학생을 선발하여 유학보내는 제도를 신설하였고, 1976년 7월에는 노동자에 대한 교육의 권리를 보장하기 위해 야간중학 개설을 지시하였다.

### 제4공화국

#### 10월 유신 직후 (1972 ~ 1973)
1972년 박정희 정권은 10월 유신을 단행해 제3공화국 헌법을 폐기하고, 긴급 조치권, 국회의원 정수 1/3에 관한 실질적 임명권, 간선제 등 막강한 권한을 대통령에게 부여하는 6년 연임제의 제4공화국 헌법을 제정 통과시킨다. 긴급 조치 1호에서 9호를 발동하여 개헌 논의 일체를 금지하고, 정치 활동, 언론이나 표현의 자유에 제한을 가하였다.

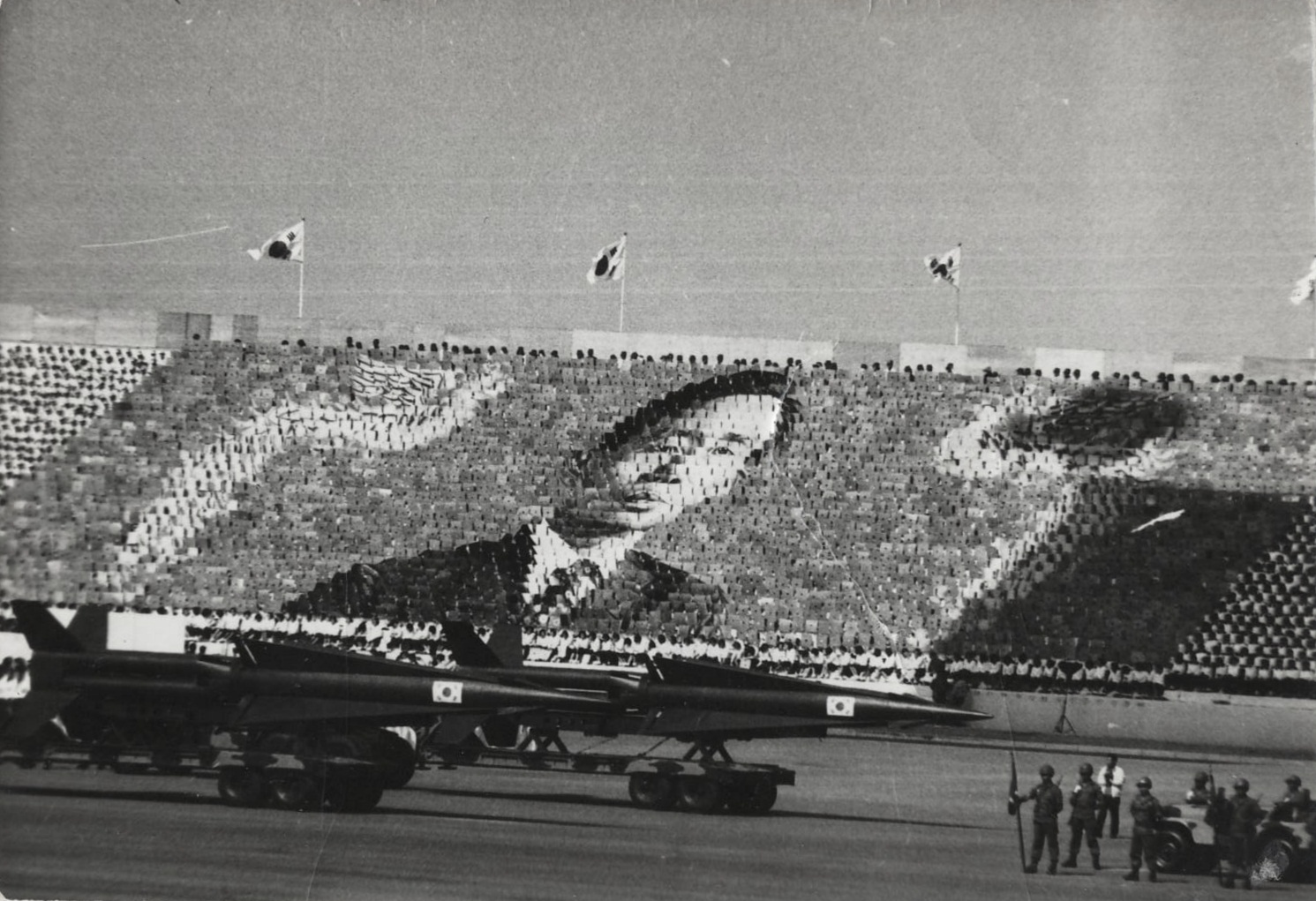
국군의 날 행사 때 박정희 초상을 나타낸 카드섹션.

1972년 10월 17일, 박정희는 유신 체제를 선포하기 직전에 조선민주주의인민공화국에 이를 두 차례 예고하고 배경을 설명했다. 당시 남측 대표는 북측 대표를 만나 이후락 중앙정보부장이 김일성의 동생인 김영주 남북조절위원회 북측위원장에게 메시지를 전달했다. 이후락 부장은 메시지에서 "박정희 대통령과 김일성 내각 수상이 권력을 갖고 있는 동안 어떤 대가를 치르더라도 통일을 이룰 것"이라며 "하지만 남측 다수가 통일을 반대하고 있다. 따라서 질서가 먼저 구축돼야 한다. 박 대통령은 17일 조선민주주의인민공화국이 주의해서 들어야 할 중요한 선언을 발표할 것"이라고 전했다.
1973년 1월 중화학공업정책 육성을 선언하였고 공업진흥청을 신설하였으며 3월 중화학공업의 기반을 확충하기 위해 온산, 창원, 여수~광양, 군산~비인, 구미 등 5개 대단위공업단지 조성 계획을 수립하였다. 1973년 중반 기능공 양성정책을 수립하고 1973년 10월~1974년 12월에는 이리 수출자유지역을 착공하였다.
1972년 제3차 경제개발 5개년계획을 실시하였고 1월 27일 제3차 인력개발 5개년 계획을 확정하였다. 2월 9일에는 녹색혁명을 추진, 통일벼를 개발하였으며 쌀의 한국 자체생산 및 완전 자급자족은 1976년에 달성한다. 1972년 7월 4일 분단 이후로 최초로 7·4 남북 공동 성명을 발표하였다. 1972년 8월 3일 기업사채 동결 등 긴급 명령을 발표하였다.

#### 육영수 여사 피격 사건
1974년 8월 15일, 국립중앙극장에서 박정희가 광복절 29주년 기념사를 하던중에, 청중석에 있던 문세광이 연단을 향해 권총을 발사하기 시작했다. 박정희는 연설대 아래로 피해 무사했으나 귀빈석에 앉아있던 영부인 육영수가 머리에 총을 맞았다. 육영수는 사건 발생 9분 만에 서울대병원으로 옮겨진후 뇌수술을 받았다. 하지만 이날 오후 7시 경 향년 49세로 사망했다. 범인 재일교포 문세광은 현장에서 체포된후 중앙정보부로 압송되어 조사를 받았다. 문세광은 일본의 한 파출소에서 탈취한 권총을 사용했고, 위조 여권을 소지하고 밀입국했으며 일본인 공범이 있었다는 것이 밝혀졌다. 한국은 일본정부에 강력히 항의 했으며 양국관계는 냉각되었다. 9월에 집권당인 자유민주당 부총재 시나 에쓰사부로가 수상 다나카의 친서를 휴대하고 사과방한 한후 양국관계는 정상으로 회복되었다.

#### 새마을 운동
1967년 12월 1일에 박정희는 농어촌개발공사를 설치했다. 1973년부터 새마을운동을 전국민적 운동으로 확산시켰다. 유신 선포후인 1973년 1월 16일 박정희는 대통령령 6458호로 내무부에 새마을 담당관실을 설치하고 그 산하에 4개의 과를 두었으며 3월 7일 대통령 비서실에 새마을 담당관실을 설치했다. 이후 새마을 운동과 관련된 교육을 강화했다.
72년 3월에는 서울시와 경기도 일대의 마을을 순방하며 새마을운동을 시찰하였고 이후 현장을 직접 시찰하며 새마을운동을 관리 감독하였다.
1973년 5월 31일 경기도 수원에 새마을지도자 연수원을 신설 건립하여, 이전까지 농협 대학에서 개설하여 운영하는 독농가연구원에서 실시해 오던 새마을 운동을 위한 농촌 지도자 교육과 양성 등을 맡게 하였다. 1972년 1490명, 1973년 4354명으로 피교육자 수가 증가하였으며 그 이후로 매년 6천 명 이상이 교육을 받았다고 한다.
1973년부터 지원금을 대폭 늘려 71년 41억 원, 72년 33억 원에서 격증하여 1973년 215억 원, 1974년 308억 원, 1979년에는 4252억 원까지 정부 예산 지원을 늘렸다. 또한 민간단체의 지원과 성금도 꾸준히 들어와 1972년 17억 원에서 1979년 2032억 원의 지원금이 들어왔다. 박정희가 만든 '새마을노래'는 방송매체를 통해 아침, 저녁에 방영되었고 국민운동화된 새마을 운동의 성공 사례는 일간신문에 소개되기도 하였다. 비슷한 것으로 잘 살아 보세라는 노래도 있다. 1973년 9월 21일 경제 4단체는 새마을운동을 생산직 노동자들을 대상으로 공장에 도입하는 방안을 토의하였으며 11월 21일 제1차 새마을 지도자 대회가 열려, 운동을 범국민적으로 확산시킬 것을 결의하는 등의 노력이 지속되었다.
반면 새마을 운동에 대한 부정적인 평가도 존재한다. 새마을 운동이 일제의 농촌진흥운동을 모방한 것으로 파시즘 체제 유지를 위한 도구였다는 비판이 있다. 또한 새마을 운동은 미신타파를 명분으로 우리 전통문화에 대한 탄압도 자행하였던 것으로 알려져 이에 대한 비판도 존재한다. 1급 발암물질인 석면을 이용해 농촌 가옥을 개량한 것에 대해서도 비판받는다.

#### 긴급조치 시대와 집권 말기 (1975~1978)
만년의 박정희는 탈모현상으로 아침 샤워할 때마다 머리카락이 빠졌고, 좌골신경통을 앓고 있어 통증이 심할 때는 의자에 앉지도 못하고 서서 서류결재하였으며, 또한 9대 대통령 임기를 다 채우지 않고 임기 1년전에 사퇴할 뜻을 가지고 있었다는 주장이 있다. 이와 관련해 유신헌법 개정안 초안 작업을 전 중앙정보부장 신직수에게 지시했다는 주장도 있다. 남덕우 전 총리에게는 “내가 봐도 유신헌법의 대통령 선출 방법은 엉터리야. 그러고서야 어떻게 국민의 지지를 얻을 수 있어? 헌법을 개정하고 나는 물러날 거야.” 라는 말을 남기기도 했다. 후계자로서는 김종필을 염두에 두고 있었다.
1974년, 육영수 여사가 문세광에 의해 암살당한 지 1년 뒤인 1975년 8월 6일에는 경상남도 거제시 장목면 저도에 위치한 청해대에서 ‘일수’(一首)라는 시(詩)를 썼는데 아내인 육영수 여사와 함께 거닐던 곳에 혼자 와 보니 아내에 대한 그리움이 더욱 간절해진다는 내용을 담고 있다. 그가 쓴 이 시는 2004년, 가수 남상규가 ‘임과 함께 놀던 곳에’라는 제목의 음반으로 출시되기도 했다.
아래는 박정희가 쓴 시인 일수(一首)의 전문이다.
| “ | 님과함께 놀던 곳에 나 홀로 찾아오니 / 우거진 숲속에서 매미만이 반겨하네 앉은자리 밟던자국 모래마다 밟던자국 / 저도섬 백사장에 체온마저 따스해라 파도소리 예와같네 짝을 잃은 저기러기 / 나와함께 놀다가렴 | ” |

박정희는 이외에도 '한 송이 흰 목련이 바람에 지듯이'와 '추억의 흰 목련', '제야(除夜)'등 많은 시를 지었는데 대부분 육영수 여사에 대한 그리움과 인생의 회한을 나타낸 시들이며 이외에도 많은 그림들과 휘호를 남겼다.
또한 독도와 간도의 영유권 확보에도 관심을 기울였는데, 1975년 9월에는 국회에서 발간한 《간도 영유권 관계 발췌문서》에 특별예산을 지원하였으며 1978년에는 독도를 종합 연구하는 데 거액의 예산을 지원하였다. 이후 10여명의 학자들이 7년 동안 연구하여 박정희 사후인 1984년, 독도 영유권에 관한 자료들을 수록한 《독도 연구》를 발간하였다.
그러나 1975년 10월 8일 신민당의 김옥선 의원은 국회 대정부 질의장에서 그가 안보 논리로 공안정국을 조성했다고 비난하였고 이는 여야간의 싸움으로 비화되려다가, 공화당과 유정회에 의해 김옥선이 의원직에서 제명당하는 사태로까지 치닫게 된다.

##### 국방력 증강 정책 추진

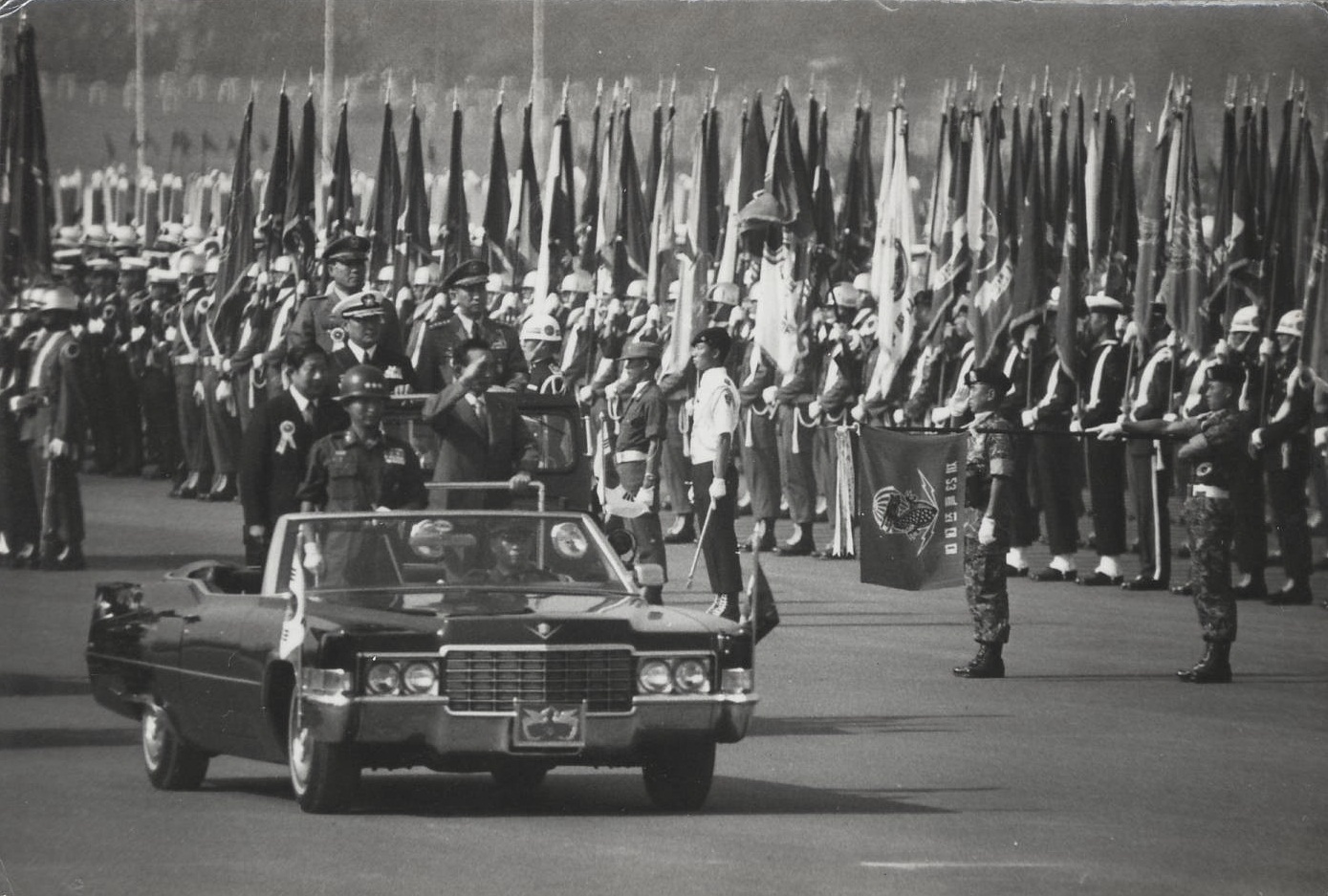
1973년 제 25주년 국군의 날 행사에서 행진에 참가한 박정희

박정희는 집권 초기부터 자주국방 정책을 추진하였다. 박정희는 미군이 우리의 국방을 맡아주고 있다는 생각을 국민들이 가지고 있는 한 시위에 따른 안보상의 불안에 대해서는 책임있게 판단하지 않고 함부로 행동하게 될 것이라고 생각하였다. 그는 "자주국방을 하지 못하면 진정한 독립국가도, 책임 있는 국민도 될 수 없다"고 말하곤 했었다.
1962년 5월 5일 해양경찰을 발족하고 1968년 1월에는 기동타격대를 창설 1968년 4월 향토 예비군, 1975년 전투상비군부대를 창설하였다. 1965년 4월 3일 초음속 전투기를 도입하였으며, 동해안 등에 기지를 설치하였다. 1969년 1월 7개 시군의 고교생과 대학생에 군사훈련 실시를 시범적으로 정하였고, 71년 12월 전국에서 첫 민방공훈련을 실시하였다. 병기 개발에도 노력을 들였으며 1975년 11월 함대함미사일 시험 발사에 성공하였다. 1977년 1월 핵무기와 전투기를 제외한 모든 무기를 국산화하고 있음을 천명하였고 1978년 9월 26일 세계 7번째로 국산장거리 유도탄 등과 다연발로켓 시험 발사에 성공하였다. 박정희는 1970년대에 핵개발 추진을 시도하였다. 일부의 의견으로는 박정희 정부가 핵개발을 추진하는 과정에서 이를 반대하던 강대국에 의해 피살되었다는 의견이 제기되고 있다. 박정희는 핵개발 시도는 내외부적인 상황 때문에 좌절한 것으로 추정되나 이해당사자들이 생존해 있으므로 지금 현재로서는 파악이 어렵다.

##### 부가가치세제 시행 논란

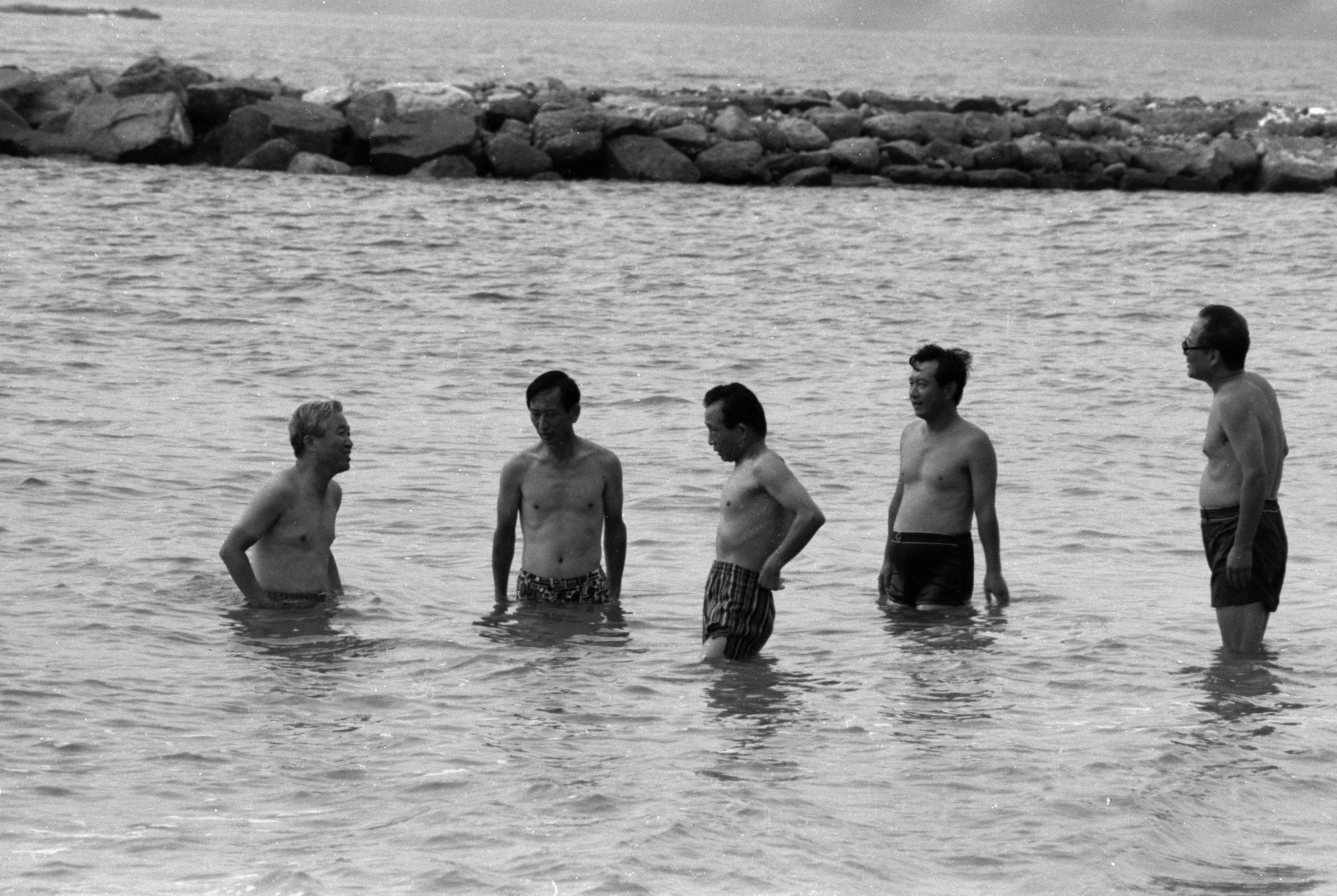
저도 앞바다에서 휴양 중인 박정희(1976년 7월)

박정희 정권은 안정적인 세원확보와 거래의 투명화를 통한 소비세의 증가를 위해 부가가치세법을 추진하였는데 이 법은 1971년, 세제 심의회에서 장기세제 방향으로 종합소득세 도입과 부가가치세 도입을 결정하면서 준비가 진행되었고 1976년 12월, 국회에서 통과되어 다음 해 7월에 시행되었다. 그러나 부가가치세법의 시행으로 인해 비자금 마련이 어려워진 대기업들과 박정희 정권의 지지기반인 서민 자영업자들이 등을 돌리게 되었고 결국 이로 인해 1978년 12월 시행된 제10대 국회의원 선거에서 민주공화당이 신민당과 통일당을 비롯한 야당에게 참패하면서 박정희 정권의 기반이 흔들리게 되었다. 일각에서는 박정희 정권의 붕괴원인을 부가가치세에서 찾기도 한다.
이러한 박정희 정권의 부가가치세 도입에 대해 일부 학자들은 박정희 정부의 결단이 있었기에 한국 정부는 안정적인 세입확보를 할 수 있어 결국 1997년 외환위기 때도 대응할 수 있는 재정여력을 확보할 수 있었다고 평가하기도 한다.

##### 코리아 게이트 사건
인권문제는 박정희 유신정권의 존립을 뒤흔드는 문제였고, 박정희는 권력을 강화하고자 미국에 대한 로비를 진행했다. 박정희는 기업인 박동선을 시켜 미국 상·하원 의원들에게 로비를 했다.
1977년 10월 15일 워싱턴포스트는 한국 정부가 박동선을 내세워 의원들에게 거액의 자금을 제공한 기사를 보도했다. 박동선은 도주했고, 미국 의회와 국무부는 박정희에게 박동선 송환을 요구하였으나 박정희는 1977년 청와대에 도청장치가 발견된 것을 들어, 미국 측이 청와대를 도청한 사실을 문제로 삼아 송환을 거절했다. 그 후 여러 차례의 회담과 조율을 거쳐 12월 31일 한, 미 양국은 박동선이 미국 정부로부터 전면사면권을 받는 조건으로 증언에 응할 것이라는 합의를 보고, 공동성명을 냈다.
1978년 2월 23일 박동선은 미국으로 건너가 2월 23일과 4월에 미 국무부와 상하원에서 증언을 하기도 했다. 이후 몇명의 미국 민주당의원 몇 명만 징계를 받고 사건은 종결되었다.
박정희가 미국 정치인을 상대로 로비를 하게 된 배경은 지미 카터와의 갈등이었다. 박정희의 인권탄압이 카터의 주한미군 철수와 관련된 한미갈등의 원인이었다. 미국 의회와 행정부 사이에서 한국의 인권문제 때문에 군사원조를 중단해야 하는 사안에 대한 논의가 진행 중일 때도 한국 정부는 인권문제 때문이라는 단서만 빼준다면 더 많은 군사원조 삭감도 받아들일 수 있다고 제시했다.

#### YH 사건과 김영삼 제명파동
육영수를 피격으로 잃은 직후 박정희는 인의 장막을 쳐놓고 소수의 인사들과만 접촉하였고, 간혹 유흥을 즐겼다. 한편으로는 관제 반미 시위를 암암리에 조장했다는 시각도 있다.
1978년에는 통일주체국민회의를 통한 간접선거로 제9대 대통령 선거에 당선되어 5선에 성공했다. 취임선서를 한 때는 12월 27일이었다. 박정희는 그날을 임시공휴일로 하고 통행금지를 하루 해제하며 고궁을 무료로 개방함과 아울러 1302명의 수감자를 가석방하는 등 선심조치를 취했으며 전임 일본 수상 기시 노부스케가 이끄는 일본인 12인이 방한하였고 글라이스틴 미 대사 등 국내외 3000여 명의 인사가 참석하였다.
1979년 8월 9일 YH 무역회사의 여공들이 신민당사를 점거, 농성하는 사건이 발생하였다. 8월 10일 김재규 중앙정보부장 등이 참석한 대책회의에서 강제진압 결정이 났고 박정희가 이를 재가했다. 8월 11일 경찰은 강제로 신민당사에 들어가 여공들을 진압했고 이 과정에서 노동자 김경숙이 추락해 사망하고, 이에 항의하던 신민당 당수 김영삼은 가택연금, 고은 시인, 인명진 목사 등 7명은 구속되었다. 김영삼은 이 사건과 박정희 정권의 탄압을 강도높게 비판했고, 박정희는 이를 계기로 김영삼을 제거하기로 하여 김영삼 의원 제명 파동이 발생, 이는 부마 항쟁의 원인이 되었다.
한편 박정희는 김영삼을 위선자로 보고 경멸하였고 독재정권을 혼내준다며 미국의 세계전략에도 불리한 주한미군 철수 정책을 들고 나온 미국 대통령 지미 카터와도 갈등을 빚었다. 임기 말에는 핵개발 등의 문제와 인권 문제 등으로 미국과 마찰을 빚었으며 인권 외교를 내세운 미국 카터 행정부와의 갈등 등으로 정권의 기반은 더욱 흔들렸다. 박정희는 1979년에 들어와서는 카터와 김영삼에 대한 이런 경멸감을 정책으로 표현하면서 갈등은 심화되었고, 카터의 방한을 앞두고는 통역을 담당할 의전수석 최광수에게 '인권 좋아하시네'를 영어로 어떻게 통역할지에 대해서 미리 생각을 해두라는 지시를 사전에 내리기도 했다.

#### 미국과의 관계 악화

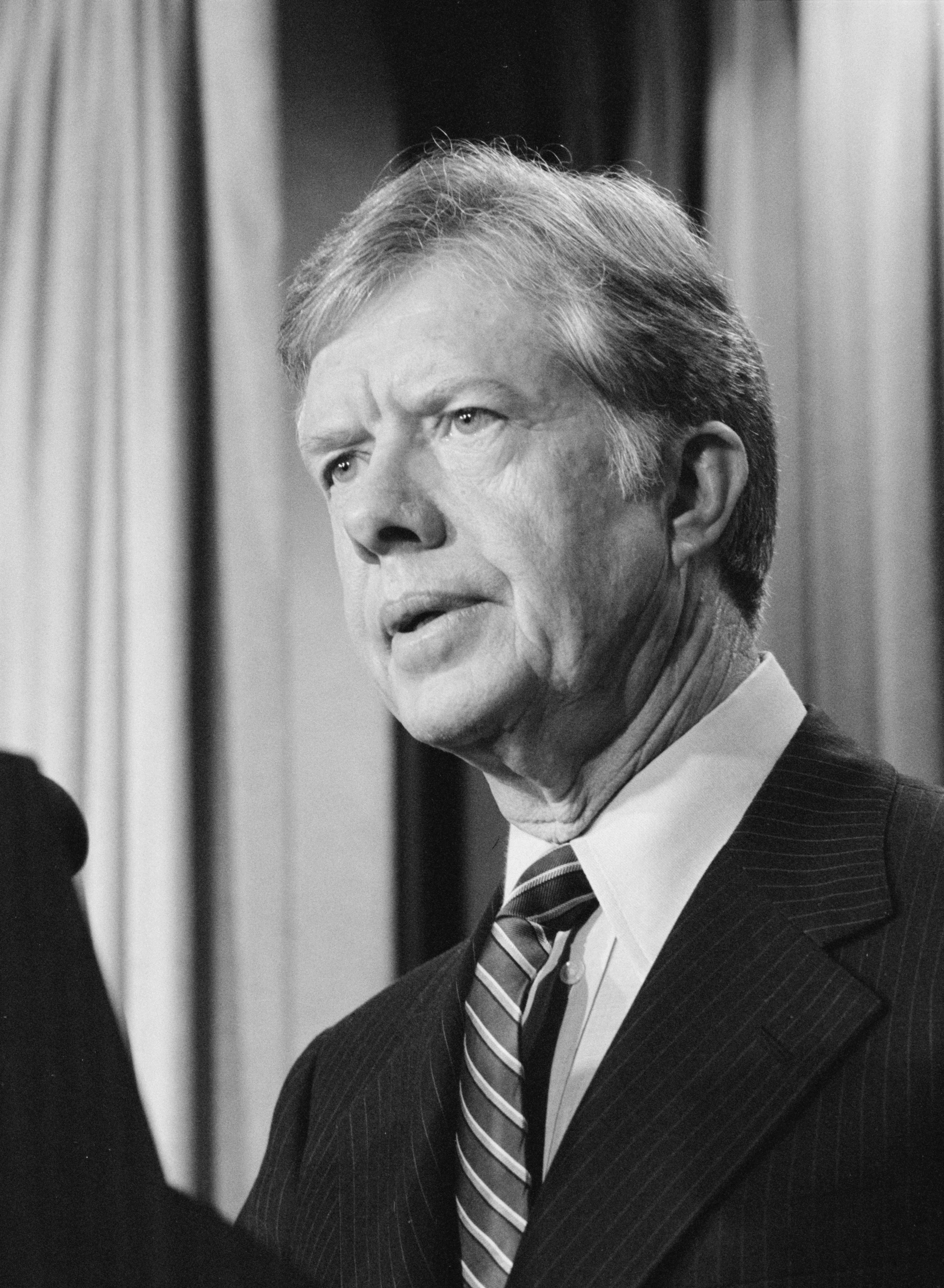
지미 카터 당시 미국 대통령

이러한 두 사람의 관계는 1979년 6월 29일에 성사된 한미 정상회담을 계기로 더욱 악화되었는데, 도쿄에서 선진 7개국 경제정상회담을 마치고 방한한 카터 대통령은 방한 이후 영빈관에 머물러 달라는 박 대통령의 성의를 무시하고 주한 미군 내에 숙소를 정하는 등 노골적으로 박 대통령과 대립각을 세웠다. 이에 박 대통령은 정상회담에서 45분간 주한미군이 한국의 방위뿐 아니라 동아시아와 자유세계의 방어를 위해서 얼마나 중요한 것인가 하는 점을 카터 대통령에게 일방적으로 ‘강의’했다. 결국 이로 인해 카터 행정부는 주한 미군의 감축 규모를 3000명가량 감축하는 선에서 마무리지었다. 박동진 전 외무부 장관은 박 대통령이 카터 대통령의 방한 기간 동안 심한 스트레스를 받았다고 회고했다. 박정희가 김영삼을 국회의원에서 제명하고 의원직을 박탈하자 지미 카터는 한국 내에 있던 CIA 요원과 주한미국 대사관 직원 일부를 소환하였다.
박상범 전 청와대 경호실장의 증언에 의하면 박 대통령은 유신 말기에 이르러 개헌을 통한 하야를 고려했다고 한다. 박 전 실장은 "남덕우 전 국무총리가 회고록에서 1978년 경제특보 재임 당시 '유신 헌법의 대통령 선출방식은 내가 봐도 엉터리야. 그러고서야 어떻게 국민의 지지를 받을 수 있겠어.'라며, 개헌 후에 물러나겠다는 박 전 대통령의 육성을 기록한 것을 들어본 적이 있느냐 라는 질문에 '1~2년 뒤에는 내가 하야를 해야 하지 않겠나'하는 말을 사석에서 했던 걸로 기억한다"라고 말했다.
또한 "박 전 대통령의 지시로 유신헌법 개정안 초안 작업을 하던 신직수 법률특보가 '10·26' 이후 관련 자료를 폐기했다는 증언에 대해서는 어떻게 생각하느냐"는 질문에는 "박 전 대통령은 1~2년 뒤에 하야하려는 생각을 확실하게 갖고 있었다"라고 주장하였다. 이시기 박 전대통령은 활동성 간염 진단을 받아 치료를 시작하였다.
미국 하원 청문회 증인이었던 김형욱 전 안기부장의 암살 사건에 실무자였다고 증언하는 비선 공작팀장에게 1979년 초에 술을 직접 따라주었다는 언론 보도도 존재한다. 이 사건 관련 기록도 중앙정보부에는 없으며 이 요원의 상급자도 파리 침투 사실을 몰랐다고 증언한다.
한편 말년까지도 미국의 의구심은 여전했던 듯하다. 남로당 출신 박갑동의 증언에 의하면 국민에게는 독재자 소리를 듣고, 미국한테는 공산주의자로 의심받고, 북조선에게는 친일파로 매도되어 완전히 사면초가에 몰렸다고 하며 조갑제의 주장에 의하면 박정희는 '나라를 위해 심혈을 기울여 일해도 국민이 알아주질 않아 일종의 배신감을 느끼기도 하였다'고 한다.

## 사망
10월 16일부터 부산에서 시작된 부산마산 민주항쟁은 마산, 창원 등으로 확산되었다. 10월 16일 오전 한강을 가로지르는 성수대교의 개통식에 참석하였고, 싱가포르의 리콴유 수상이 내한하여 정상회담을 갖기도 하였다. 10월 18일 새벽 0시 박정희는 부산직할시 일원에 계엄령을 선포했다. 사태가 악화되자 1979년 10월 20일, 계엄령을 선포하여 부마 사태를 무력으로 진압하게 하였다.
1979년 10월 26일 오전에는 충청남도 당진군의 삽교방조제 준공식에 이어 KBS 당진 송신소 개소식에 참석한 후 귀경하였다. 10월 26일 오후 7시경, 궁정동 안가에서 경호실장 차지철, 비서실장 김계원, 중앙정보부장 김재규와 함께 가수 심수봉, 한양대생 신재순을 불러 연회를 하던 도중 김재규의 총에 저격당하여 김계원 비서실장에 의해 국군서울지구병원으로 후송되었으나 61세로 사망하였다.
최초 정부의 공식 발표 내용에서는 부상당한 박정희를 국군서울지구병원으로 곧바로 옮겼다고 알려져 왔었으나, 2016년 재미언론인 안치용의 기고에서 공개된 미국무부 해제 비밀문서들에 의하면 처음 김재규가 권총을 발포 한 7시 41분 이후 부상당한 박정희는 9분 뒤 7시 55분 미국의사가 운영하는 병원에 먼저 도착했다고 밝혀졌다. 국군서울지구병원에 근무하던 청와대 의무실장 김병수가 박정희의 총상 입은 사체를 보게 된 것은 사건이 일어나고 2시간이 지나서였다.
사건 이후 미국의 개입 의혹이 꾸준히 제기되었다. 미국이 박정희의 죽음에 개입했다는 주장은 김재규가 10·26 사건 며칠 전에 로버트 브루스터 미국 CIA 한국지부장을 만난 것이 확인되면서 제기되기 시작했다. 또한 2016년에 김재규가 사건 당일날 글라이스틴 주한미국대사를 오후 2시경에 만났었다는 사실이 발견되며 의혹은 더욱 증폭되었다.
김재규는 재판 과정에서 "유신 개헌으로 민주주의가 무너졌다. 유신 체제는 민주주의를 위한 것이 아니라 박정희 개인의 영달을 위한 것이다. 나는 자유민주주의를 회복하고 국민의 희생을 막기 위해 박정희를 저격했다"고 진술하며, 사상 최악에 이른 한미관계의 개선을 자신의 거사의 한 이유로 들었지만 미국의 개입은 부정했다. 그러나 김재규의 증언을 입수한 글라이스틴 주한미국대사는 '쓰레기 같은 소리'라고 신경질적인 반응을 보였다.
김재규의 진술에도 불구하고 당시에 이 사건을 두고 많은 설이 있었으나, 부마 항쟁을 두고 박정권의 내부에서 김재규가 강경파 차지철과 정치적 갈등으로 빚어졌다는 설이 유력하다. 그 외에는 박정권의 핵개발과 관련된 것, 그리고 박동선의 코리아게이트 사건 등으로 한미 관계가 악화된 점 때문에 미국정부가 박정희의 암살을 은밀히 조장했다는 설도 있으나, 근거는 확실하게 밝혀지지 않고 있다. 박정희는 인권 문제로 미국과 갈등했다. 그러나 겉으로 드러난 인권 문제보다 박정희의 핵개발이 미국을 더 자극했다는 주장도 있다. 소설가 김진명은 이 설을 전체 스토리의 뼈대로 잡고 《한반도》라는 장편소설을 쓰기도 했다.
1979년 6월, 지미 카터의 방한 때 같이 왔던 미국 중앙정보국(CIA) 요원 250명은 박정희가 죽을 때까지 한국에 남아 있었다. 김영삼의 제명에 미국은 주한미대사 글라이스틴을 본국으로 소환하는 강력한 조치를 취했다. 미국은 늦어도 1976년부터 한국 권력층과 사회저명인사들을 대상으로 박정희가 없는 한국에 대한 각계의 의견을 듣는 작업을 시작했다. 이는 질문을 받은 사람들이 '미국은 박정희의 통치를 더 이상 원치 않는다'라고 느끼기에 충분한 것이었다. 박정희가 죽었을 때, 한국에서 근무한 적이 있던 한 일본인 외교관이 자신의 저서에서 대일본제국 최후의 군인이 죽었다고 평하였다.

##### 최규하 추도사
최규하는 박정희 대통령 국장 당시 추도사를 작성하였다.

##### 암살 배후 의혹
박정희의 암살 배경에 관해서는 미국과 CIA가 사주했다는 의혹이 제기되어 있다. 그러나 지금 현재 미국 등의 개입에 대해 확실하게 입증된 것은 없다.
1979년 10월 10.26 사태가 있기 며칠 전 김재규는 로버트 브루스터 미국 CIA 한국지부장을 면담하였다. 이 일로 미국이 박정희의 죽음에 개입했다는 의혹이 제기되었다. 김재규는 군사재판에서 사상 최악에 이른 한미관계의 개선을 자신의 거사의 한 이유로 들었지만 미국의 직접적인 개입은 부정하였다. 당시 주한미국대사 글라이스틴은 김재규의 한미관계 발언을 '쓰레기 같은 소리'라고 신경질적인 반응을 보였다. 그러나 의혹이 풀리지는 않고 있다.
1979년 10월 26일 사건 당일날 오후 2시경 김재규가 대통령을 시해하기 앞서 글라이스틴 주한미국대사를 먼저 만났었다는 사실이 뒤늦게 드러났다. 김재규와의 마지막 대화가 1979년 9월 26일이라고 공식적으로 밝혀왔던 글라이스틴 대사의 주장이 거짓으로 밝혀진 것이다. 글라이스틴 대사가 왜 박대통령 암살 당일날 김재규를 만났던 사실을 평생동안 비밀로 해왔는지는 알 수 없다. 또한 사건 당시 박정희를 청와대 의무실장이 아닌 미국의사가 운영하는 병원에서 검진했다는 사실을 정부에서 왜 비밀시 했는지도 불확실하다.
김재규는 재판 도중 '내 뒤에는 미국이 있다'는 발언을 했었다. 또한 조사 과정에서 '혹시 미국 측에서 무슨 연락이 없느냐'고 수사관에게 거듭 물었다고 한다.
핵개발에 참여한 과학자들은 박정희의 죽음이 미국과 어떤 관계가 있다고 믿고 있다. 지금도 그 때의 일에 대해 입을 열면 미국에게서 무슨 일을 당하지 않을까 전전긍긍하고 있다는 견해도 있다. 박정희는 미국의 경고에도 1978년 이후로도 계속 핵무기 개발을 시도했고, 미국에 의한 암살 의혹은 계속 증폭되었고, 이는 소설과 희곡 등의 작품의 소재가 되기도 했다.

#### 장례식
10월 27일 새벽 국무총리 최규하는 긴급히 국무회의를 소집하여 대통령 유고 문제를 물었고 27일 아침에야 박정희가 서거하였다는 사실이 공식 보도되었다. 이후 박정희의 장례식은 9일장으로 결정되었고 국장으로 치러졌다.
국장 장례식은 대통령 권한대행 국무총리 최규하에 의해 진행되고 11월 3일까지 장례식이 진행되었다. 시신은 석관에 안치되어 운구차로 서울 동작동 국립묘지의 육영수 묘소 옆에 안장되었다.

## 주요 정책

### 경제 정책
식량자급자족을 위한 식량증산 정책을 추진했고, 벼의 품종을 개량하여 바람에 불면 날아가는 점과 수확량이 낮은 것을 개선케 하여 통일벼 품종을 선보이기도 했다.
장기불황으로 대학 졸업후 미취직자들의 구제를 위한 국토 건설 개발을 추진하였다. 또한 저소득층 미취직자의 취업과 근로여건 개선을 위한 직업훈련원 개설을 추진, 지원하였고, 후처 육영수가 정수직업훈련원을 설립한 것을 필두로 확산 장려시켰다.
1972년부터는 각 회사의 회장, 사장단에게 회사 내에 야간학교를 설치할 것을 권고하였다. 경제불황이 지속되면서 1972년 8월 3일에는 8.3 조치를 발표하여 각 기업체를 재정지원하고 채무를 탕감해주기도 했다.
1974년 초 한일합섬 회장 김한수(金翰壽)가 회사 내에 한일여자고등실업학교를 설립했고, 이는 76년 9월 7일 경제 각단체장의 월간경제동향 보고에서 공장새마을운동의 성공한 사례로 보고되었다. 여기에 고무받은 박정희는 국무회의에서 저소득층으로 미취학, 미진학 청소년들을 위한 야학 결성을 지시하여, 야학 설립을 추진하고, 각 기업체 회장 등을 면담 설득하여 공장단지 내에 야간학교 설립, 국공립 학교 내 야간반 설립 등을 실시하게 했다.
1977년 7월 22일 정부·여당 연석회의에서 공단에서 일하는 근로자 중 배움에 뜻이 있는 근로자들이 중등학교 졸업장을 취득할 수 있도록 야간학교 개설 방안을 강구하고, 기능직·기술직 근로자를 우대하는 정책을 수립할 것을 지시했다.

### 부동산 정책
박정희 정부는 저곡가 정책을 통해 도시화를 진행시키고, 산업 용지를 적극적으로 개발 및 공급하였다. 1960년대의 강남 개발은 이러한 모습을 단적으로 보여준다. 1963년 지금의 강남 지역이 서울에 편입됐다. 1966년 김현옥 당시 서울시장은 서울 기본도시계획을 통해 강남권 개발을 추진했다. 1967년 11월에는 경부고속도로 건설 계획이 완료됐고 강남 일대 900만 평이 토지계획지구(영동지구)로 지정됐다.
그러나 당시 북한보다 1인당 국민생산이 뒤쳐진 상태여서 개발자금이 부족했고, 정부는 체비지(개발 비용 충당을 위한 판매용 토지) 사업을 통해 자금을 충당했다. 강병기 전 국토계획학회 회장에 따르면, 당시 강남의 사유지 소유자들은 부가가치를 위해 당시 허허벌판이었던 강남 땅에 학교, 공원 등의 시설을 짓고, 그 대금으로 토지를 공공용지로 바쳤다. 이들 중 일부는 체비지로 설정되어 재산가들에게 팔렸고, 이렇게 모인 자금으로 경부고속도로 등 도시기반시설 사업이 진행됐다.
체비지가 매각되지 않으면 개발자금이 모이지 않고 개발이 진행되지 않기에, 정부는 적극적으로 체비지 매각에 힘썼다. 그 결과 경부고속도로로 수용된 토지를 중심으로 집값이 가파르게 상승했다. 말을 먹이고 쉬어가던 거리라는 뜻의 말죽거리가 그 대명사다. 1966년 초 평당 200원에 불과했던 말죽거리의 가격은 순식간에 2~3천원으로 수직상승했고, 68년 말에는 평당 6천 원에 이르렀다. 체비지를 구입한 재산가들과 원래 사유지 소유자들의 재산은 순식간에 불어났다. 이것이 제 1차 부동산 투기 붐이다.
이렇게 부동산 붐이 조성되자 정부는 1967년 11월 29일 <부동산투기억제에 관한 특별조치법>을 제정했다. 이를 통해 서울, 부산 및 그 인접 지역의 토지에 한하여 토지양도 및 보유로 인해 발생하는 소득의 50%를 과세하며, 공지로서 2년 이상 방치하면 과세 대상이 되도록 했다. 건물이 정착된 토지 면적이 건축물 면적의 10배를 넘는 경우에도 과세 대상이 됐다. 그러나 이런 높은 과세에도 불구하고 땅값이 몇 배로 오르는 부동산 붐을 막을 수는 없었다.
박정희 정부는 강남 개발을 촉진하기 위해 1973년 영동지구를 개발촉진지구로 지정했다. 이 과정인 72년에 제정된 <특별지구 개발에 관한 임시조치법>에 따르면, 개발촉진지구에 땅을 구입해 주택 등을 지으면 이후 부동산 판매시 1967년에 제정한 투기억제세를 면제해 주었으며, 기타 재산세, 면허세, 도시계획세 등을 면제해 줬다. 강북 지역의 신규 유흥 시설 등의 설립을 금지하는 반면, 영동지구에는 허용했다. 당시 인구 희소지역이었던 강남을 관통하는 지하철 2호선을 개통하였고, 경기고, 경기여고, 휘문고, 서울고 등 전통의 명문 고등학교를 강남 지역으로 옮겼다. 1976년에는 고속버스터미널을 강남으로 이전했다. 또한 1974년에는 330만 평 부지에 25만 인구를 수용한다는 잠실 뉴타운 계획을 수립했다.
이러한 정책에 따라 1973년 5만 명에 불과했던 영동지구의 인구는 1978년 21만 명으로 급성장할 수 있었다. 강남구 학동(현 논현동)의 경우, 1970년 평당 2천 원에 불과했던 지가가 1~2년 사이에 10배가 뛰었다. 1974년에는 8만원까지 뛰었고, 이는 3년 만에 다시 두 배가 됐다. 79년에는 평당 40만원에 이르게 된다. 1963~1979년 동안 압구정동의 지가는 875배, 신사동의 지가는 1000배 상승했다. 부동산 규제책이 있었지만 시장의 움직임을 막을 수 없는 상황이었다.
박정희 정부는 이러한 경향을 막기 위해 <8.8 부동산 투기억제와 지가 안정을 위한 종합대책>을 발표했다. 한국은행에 따르면 이 대책은 “부동산투기를 효율적으로 규제하고 장기적으로 지가의 안정을 도모하여 토지이용의 적정화를 기하는데 목적”이 있었다. 이는 토지거래에 대한 허가 및 신고제의 도입, 기준지가 고사, 부동산소개업 허가제, 양도 소득세 강화, 토지개발공사 설립을 주요 내용으로 한다. 이러한 강력한 규제 정책 덕분에 78년 135%에 달하던 서울의 지가변동률은 1979~1982년 동안 3~13%로 진정됐다. 70년대 말의 오일쇼크로 인한 경기침체 역시 지가 하락에 기여했다.

### 외교관계

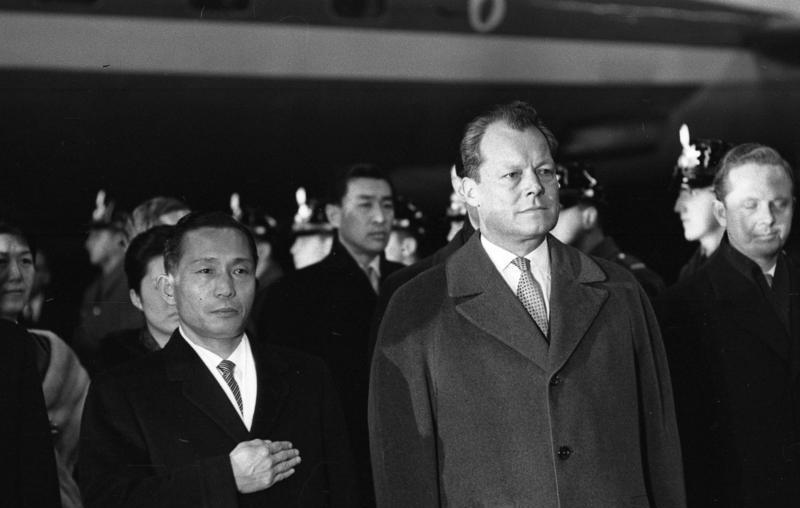
박정희 대통령과 브란트 서베를린 시장

#### 통일관
박정희의 통일관은 선(先) 개발 후(後) 통일이었다. 경제개발을 통해 국력을 신장시켜 북한과의 체제 경쟁에서 우위를 선점한 뒤 통일하자는 것이었다. 조갑제에 의하면 '박정희는 집권 3년째인 1963년에 쓴 저서『국가와 혁명과 나』에서 피력한 조국 근대화란 목표와 자조→자립→자주→통일의 단계적 방법론을 죽을 때까지 견지하였다.'고 평가하기도 했다.
미국 리처드 닉슨 대통령의 닉슨 독트린 정책으로 베트남 전쟁의 포기와 중화인민공화국(중공)과의 관계개선, 주한 미군의 부분적 철수및 동아시아에서 냉전기류의 해체경향의 영향을 받아 남북간의 관계를 모색하고 경제적 현실을 고려하여 '선건설 후통일' 정책에서 평화통일 3원칙을 통해 북한의 실체를 인정하고, 남북간 경직된 관계를 개선하기 위해 '선평화 후통일' 정책으로 바꾸어 현재까지 통일정책의 기본원칙이 되고 있다. 7·4 남북 공동 성명 남북 간 합의문서를 발표하였다. 이를 계기로 국내외적인 평화 분위기가 조성되었지만, 곧 박정희 정부는 10월 유신을 선포하여 장기 집권을 꾀하였고, 조선민주주의인민공화국도 주체사상 헌법을 개정하여 유일 지도 체제를 더욱 강화하였다.

### 자주국방
1970년대부터 닉슨 독트린으로 인한 주한 미군의 철수,중국의 유엔가입 등으로 국제정세가 한국에게 불리하게 조성되었고,북한의 군사적 위협은 한층 강화되었다. 이 시기 박정희 대통령의 자주국방 목표는 유사시 북한이 단독으로 벌인전면적 도발만큼은 미군의 도움없이 독자적 방위능력을 갖추는 것으로 확대되었다. 이를 위한 실천노력으로, 첫째 독자적인 무기체계 개발에 따른 방위산업육성, 둘째 독자적인 전략과 전술개발에 따른 한반도 작전계획 수립,셋째 군사제도의 개혁이었다. 이처럼 박정희 대통령의 자주국방사상은 변화하는 국제정세에 따른 한국의 올바른 행동이 무엇인지 제시하였다.

#### 핵개발 추진
박정희 정부가 핵무기 개발 계획을 처음으로 구상하기 시작한 것은 닉슨 미 대통령이 1969년에 괌(Guam) 독트린을 선언하고 1년 뒤인 1970년 7월 초 로저스 미 국무장관이 한국정부에 주한미군 2만 명의 철수를 통고한 직후였다. 예정대로 미국은 1971년 3월 주한미군 7사단을 철수시켰다. 박정희 대통령은 이러한 미국의 일방적인 주한미군 철수결정에 대해 심한 배신감을 느낀 것으로 알려졌다.
이때부터 그는 자주국방정책의 일환으로 극비리에 핵무기 개발을 본격적으로 추진하였다. 박정희 정부의 핵개발 계획은 1971년에 설립된 청와대 제2경제수석실이 총괄하고 국방과학연구소와 무기개발위원회에서 실제적인 개발을 담당하였다.
박정희 대통령의 마음에 핵의지를 심은 건 미군의 일방적 철수였다. 70년 미국 닉슨 대통령의 철군 예정통보(71년 3월 2만2000명 철수→75년까지 완전 철수)가 있은 뒤 대통령은 내게 “미군이 언제 떠날지 모르는데 원자폭탄을 연구해 보자. 핵무기를 개발하다 미국이 방해해 못 만들게 되면 언제든지 만들 수 있는 수준의 기술이라도 갖춰놔야 하지 않겠느냐”고 말했다.— 김종필 증언록 - 2015년 7월 10일, 중앙일보

1970년 당시의 박정희는 한국의 군수 산업 발전에 몰두했다. 1970년 무기개발위원회(WEC)를 창설했다. 박정희가 1970년에 창설한 무기개발위원회(WEC)는 70년대 초반에 만장일치로 핵무기 개발을 결정하고 박정희에게 진언했다. 박정희는 1971년 말이나 72년 초에 그 권고를 실행에 옮기는 것을 결심했다고 전해진다.
1970년초 닉슨 대통령은 데탕트를 추진, 1972년에는 중화인민공화국의 광둥성을 방문하여 냉전 화해모드를 조성했다. 동시에 아시아 문제에 대한 군사개입을 철회할 것을 주장하여 각국의 반발을 샀는데, 박정희 정부는 핵개발의 정당화를 북한의 침략 위협으로 고정하였다. 1975년 베트남 공화국이 멸망의 길을 걷자 박정희는 자신의 핵 개발의 정당성을 부여하였다.
박정희는 1973년 11월 24일 한국 최초의 원자력발전소인 월성 1호기 건설계획을 확정짓고 사흘 뒤인 11월 27일 원자로 구매의 향서를 캐나다에 발송했다. 그가 캐나다에서 도입하려는 캔두형 원자로는 플루토늄 추출이 용이한 중수로이다. 중수로에서 타고 남은 핵연료를 재처리시설에서 재처리하면 핵폭탄의 원료가 되는 플루토늄을 추출할 수 있다. 박정희가 프랑스에서는 재처리시설을, 캐나다에서는 중수형 원자로를 도입하려 한 것은 플루토늄의 군사적 이용을 염두에 두었다는 것을 뒷받침한다.

#### 비밀 플루토늄 도입 기도
박정희 정부가 캐나다로부터 중수로와 함께 순도 높은 플루토늄을 생산할 수 있는 3만kW짜리 연구용 원자로(NRX)를 도입하려고 하였으나, 플루토늄의 군사적 이용을 우려한 미국의 반대로 연구용 원자로 도입은 실패했다. 75년 3월 미국은 직접 개입하여, 한국정부에 대해서 핵개발 계획을 중지하도록 강요했다. 키신저는 박정희에게 핵무기 개발을 고집한다면 미국은 한국에 대한 안보지원을 중지한다고 하였다.
이후 박정희는 비밀리에 스웨덴, 프랑스, 캐나다로부터 플루토늄 중수로 도입을 추진했다. 닉슨독트린 이후 주한미군 제7보병사단을 한국에서 철수한다고 발표한 것에 대응한 결정이다. 한국에는 미국의 제2보병사단이 주둔하고 600에서 700개 핵무기가 배치되어 있었음에도 불구하고 핵개발 결정은 내려졌다.
뒤이어 대통령에 취임한 미국 대통령 지미 카터 역시 아시아 문제 불개입과 미군 감축, 철수 정책을 추진하였다. 그러나 박정희의 핵 개발 첩보가 CIA를 통해 미국 내에 전해지면서 미국에서는 한반도의 상공위성사진 촬영 등을 시도했고, 핵시설을 찾아내지 못한 미국은 박정희에게 핵개발을 중단할 것을 촉구하고 계속 핵개발을 시도할 경우 미군 철수를 시사하며 강경하게 맞대응했다.
카터 정권 아래서도 미국과 한국은 핵무기 문제에 관한 갈등을 빚지 않을 수 없었던 것이다. 카터가 제창한 주한미군 철수계획을 뒤집어엎기 위한 캠페인의 일환으로 만약 미국이 계획대로 철수하면 한국은 핵개발로 나아간다는 것이 한국정부의 입장이었고, 박정희는 핵개발을 추진하던 것이다.
미국은 인도가 1974년에 핵무기 실험에 성공한 것을 계기로 해서 한국의 핵무장 계획을 경계하게 되었다. 1978년 11월 4일 로스앤젤레스 타임스 보도에 따르면 "미국은 1974년 인도정부의 충격적인 핵폭발 실험을 계기로 여타 국가들의 핵무기 개발계획을 탐지해내기 위해 특별정보반을 설치했다"고 한다.
이 특별 정보반의 운영과정에서 한국이 핵무기 개발 계획을 비밀리에 추친하고 있음이 드러났다. 한국이 프랑스에서 재처리시설을 구입하려는 교섭은 1972년부터 계속되었다.

#### 미국과의 갈등
1975년 가을과 겨울에 걸쳐 주한미국대사를 지낸 필립 하비브 미국 국무부 동아시아·태평양 담당 차관보는 함병춘 주미한국대사에게 한국이 프랑스와 체결한 핵무기 관련 계약을 취소할 것을 요구했다. 이는 박정희에게 보고되었고, 박정희 정부는 물론 거절했다. 미국은 계약을 취소할 경우, 한미과학기술협정의 체결을 통한 미국의 추가 기술 제공 등 여러 가지 대가를 제공하겠다고 제의했지만, 그것 역시 소용이 없었다.
포드 행정부는 최후의 수단을 사용하기로 하고 하비브와 리처드 스나이더 주한미국대사를 통해, 박정희에게 만약 한국이 핵무기 개발을 계속 진행할 경우 전반적인 한·미 안보관계에 심각한 훼손을 초래할 것이라는 일종의 최후통첩을 보내는 것이었다.
결국 박정희는 1975년 8월 25일부터 8월 28일까지 미 국방장관 슐레진저가 한국을 방문했을 때 핵무기 포기 각서를 써주었다.
1975년 박정희는 공식적으로 핵개발 추진 포기를 선언하였으나, 비밀리에 프랑스와 스웨덴으로부터 플루토늄 구매를 시도하기도 했다. 그러나 미국의 압력으로 프랑스는 1975년 말에 재처리시설 계약 취소를 요구하였다. 1976년 6월 도널드 럼즈펠드 미국 국방장관도 한국 국방장관에게 만일 한국이 핵무기 개발을 계속 고집한다면, 미국은 안보와 경제협력관계들을 포함한 한미관계 전반에 대해 재검토할 것이라고 단도직입적으로 위협했다.
미국의 강력하고도 끈질긴 반대와 위협에 직면한 박정희는 심각하게 고민할 수밖에 없었다. 박정희는 프랑스와 체결한 플루토늄 수입과 원자로 도입계약을 취소했다. 박정희는 프랑스와 맺은 계약을 취소할 수밖에 없었고, 결국 76년 1월 23일 계약은 취소되었다.
1977년 1월 28일 박정희는 한국은 핵무기를 개발하지 않을 것이라고 공개적으로 선언하였다. 또한 핵무기개발을 통한 자주국방의 조속한 달성으로 대한민국을 진정한 의미의 주권국가로 당당하게 일어서게 만들겠다는 박정희의 웅대한 꿈과 그것의 실현을 위한 집요한 집념, 그리고 구체적인 실천방안이 현실적으로 포기될 수 밖에 없음을 의미하는 것이었다. 1978년에는 미국이 대한민국 청와대를 도청하다가 박정희 측에 의해 발각되는 사태가 발생한다. 이 와중에 대한민국 국내에 체류중이던 학자가 갑자기 실종, 공황상태가 되어 미국에서 발견되었고, 다른 물리학자인 김희규, 진영선 등이 연이어 불의의 사고로 세상을 떠나면서 핵개발에 관련된 의혹을 증폭시켰다.
박정희의 독자적 핵무기 개발은 70년대 말 한미 관계를 위기로 몰아넣었다. 이 점에서 박정희는 분명히 반미적이었다. 하지만 70년대 말 주한미군 철수와 핵무기 개발을 둘러싼 논쟁은 미국측의 철군 주장에 대한 대응으로 시작된 자주 국방이 나중에 민족 자주권으로 확장된 것으로 보는 시각이 있다.
핵무기 개발로 표현되는 박정희의 반미는 지미 카터의 인권 정책과 철군 정책에 쐐기를 박기 위한 대응 수단이었다. 박정희와 미국의 갈등에서 비롯되는 박정희의 반미주의는 박정희 정권을 지지해주지 않는 미국에 대한 반발이었을 뿐이 라는 의견도 있다. 박정희의 핵무기 개발 역시 그의 자주국방과 맥락을 같이하는 것으로써 미국의 정책 전환을 이끌어내서 자신에 대한 미국의 지원을 강화하려는 구상에서 비롯된 것이라는 주장도 있다.
미국의 압력으로 핵개발 포기 선언을 하였지만 이후에도 박정희 정부는 집요하게 핵개발을 추진하였다. 박정희 정부 당국자들이 핵개발을 위해서 비밀리에 캐나다로부터 9백 메가와트급 캔두형 중수로 4기를 신설하기로 하였다. 이 계획은 한국과 캐나다가 합작해서 9백 메가 와트급 원자로 4기를 짓는다는 뜻에서 KC-49 사업으로 불렸다. 이후에도 박정희는 비밀리에 핵개발을 추진했고, 1979년 2월 박정희는 1979년 현재 핵개발이 88% 이상 완성되었다며 1983년에는 핵 미사일의 완성이 가능할 것이라고 내다보았으나 그는 그해 10월에 암살당하였다.

### 베트남 전쟁 파병
한편 그가 베트남 전쟁에 한국군을 파병하여 벌어들인 돈이 1970년대의 경제 개발의 배경이 됐다는 견해도 있다. 그에 의하면 1961년, 5.16 군사정변으로 집권한 박정희 국가재건최고회의 의장을 케네디 대통령은 별로 달가워하지 않았으나 한국 정부가 베트남 파병을 3200명으로 확대하면서 이에 베트남에 한국군을 파병하겠다는 제안을 받아들여 베트남전 파병이 이루어졌다. 이후 1964년부터 파견된 베트남전쟁 파병으로 향후 한국경제 발전의 원동력에 가속화가 되었다. 1965년부터 1973년까지 한국군의 베트남전 참전 기간에 파병 국군장병이 해외근무 수당으로 벌어들인 수입은 총 2억 3556만 달러였다. 이 중 82.8%에 달하는 1억 9511만 달러가 국내로 송금되었고, 이 돈으로 경부고속도로 건설 등에 기여되었다. 전쟁에 조달할 군수물자 납품과 용역사업 투입 등으로 한국 기업들은 베트남전 특수(特需)를 톡톡히 누렸다. 국군의 파병 대가로 들어온 외화 송금에 힘입어 당시 내수산업과 수출이 성장하여 호황을 누리게 되었다. 전투병 파병 직전인 1964년 한국의 1인당 국민총생산(GNP)은 103달러에서 한국군 철수가 끝난 1974년엔 5배가 넘는 541달러로 국민 소득을 향상시켰다. 베트남 파병은 한국 경제의 활로를 트고 군을 현대화하는 데 기여하였다는 긍정적인 평가와 함께 베트남 파병이 국군의 목숨을 담보로 한 미국의 용병일 뿐이었다는 비판도 있다.

## 사상과 신념

### 종교적 편력
국가기록원의 박정희의 공식 종교는 불교이다. 하지만 일부에선 주장하기를, 박정희는 종교가 없으며, 외부에 불교로 알려진 것은 불교신도인 부인 육영수 여사의 영향을 받아 친불교 행보를 보여서라는 주장도 있다.
1970년대에 일부 기독교 교회가 반정부 투쟁에 앞장서자 박정희는 서구적인 가치관을 추종하는 풍조를 지적, 기독교계를 비판하며 '국적 있는 종교'로서의 신라 불교 정신을 여러 번 강조했다. 이 때문에 박정희를 불교 신도로 생각한 사람도 많았다. 1974년 12월 11일 박정희는 청와대 참모들 앞에서 천주교계에 대해서 불평을 털어놓은 뒤에 "교회에서 정치에 간섭하면 우리도 교회에 간섭할까?"라는 농담을 했다.(민청학련 사건으로 지학순 주교가 구속된 계기로 천주교 사제들이 정의구현전국사제단이 결성된 후 신부들을 연행과 구속이 되는 일이 있었다.)
1972년 지폐 도안을 놓고 기독교 등 종교계와 갈등하기도 했다. 만원권 지폐가 처음 도안됐는데 한국은행에서는 만원의 주인공으로 석굴암의 불상(앞면), 뒷면이 불국사로 정하였고, 박정희의 친필 서명까지 하였다. 새로 발행된 만원은 그의 재가를 얻어 발행공고까지 냈다. 그러나 기독교의 반대로 무산되었고, 이에 만원권의 주인공은 세종대왕으로 교체되었다.

### 남조선로동당 활동
광복 직후 남조선로동당에서 활동하면서 여수·순천 사건에 연루되어 일시적으로 직급을 박탈당하였다가 복귀하였고 그 뒤 사상 전향을 하였다고 하나 진실된 전향이었는지에 대해 정치계로부터 평생 의심을 받았다. 1946년 10.1 대구 사건때 형 박상희의 죽음을 계기로 남로당에 가입했다는 견해와 박상희의 죽음 이전에 자발적으로 사회주의자가 되었다는 견해로 나뉘어 있다.
1961년 5·16 군사정변 직후 미국은 박정희의 남로당 행적에 관하여 그의 사상을 의심하였으며 제5대, 제6대 대통령 선거에서는 당시 민주당 대통령 후보였던 윤보선에게 사상공세를 당했다.
목사 강원룡의 증언에 의하면 정변 직후 박정희의 군사 혁명을 이데올로기로서 좌익이라고 본 사람은 거의 없었고 군인들이 일으킨 혁명인 데다, 6개 혁명공약의 제1항에 ‘반공을 국시의 제일로 삼고 반공태세를 재정비 강화할 것’이라고 못박았으니 아무도 의심하지 않았는데, 차츰 그의 과거가 드러나기 시작하면서 언론에 보도됐고 윤보선이 선거에서 이 점을 본격적으로 부각시킨 것이라고 한다. 당시 5·16 정변이 일어날 무렵 조선민주주의인민공화국은 군사·경제적으로 상당한 역량을 갖추고 있었다. 소련, 중공과 군사동맹도 맺고 있었고, 4·19 혁명 이후 조선민주주의인민공화국에서는 ‘남조선 인민들이 봉기했으니 우리가 도와야 한다’는 말까지 나왔기에 공산주의라고 하면 다들 무척 예민해질 수밖에 없었던 배경을 들어 박정희의 좌익 전력이 커다란 파문을 일으켰다고 보았다.
박정희가 공산주의자들을 진두지휘하여 여수·순천 사건(1947~48년 대한민국 국방경비대 침투사건)을 감행했다는 주장이 존재하나 이것은 사실이 아니다. 이 사건은 제14여대의 홍순석, 김지회, 지창수가 제주도 진압 명령을 반대하며 남로당의 지령도 없이 우발적으로 일으켰던 반란이다. 박정희는 사건 당시 육군본부 작전정보국에서 근무를 하고 있었다.
현재 여수시에서는 1948년 사건들이 공통적으로 남북협상의 실패와 함께 동시다발적으로 일어났다는 점, 이승만과 김성수 타도라는 같은 목적을 가졌던 점, 그리고 공산당원이 아니었던 흥사단 출신의 최능진, 백범 김구, 김규식, 서세충, 오동기 같은 독립운동가 출신들이 사건의 주종자들이었다는 점 등을 감안하여 좌파정권의 수립을 목표로 하는 공산주의 반란이였다기 보다는 남한만의 단독 선거·단독 정부 추진을 반대하는 투쟁, 즉 신탁통치 반대 운동의 연장선에 더 가까웠다고 결론 짓는다.
1948년 UN한국임시위원단(UNTCOK)이 남한의 단독정부 수립을 결정하기 위하여 1월 9일 처음으로 서울에 입국한 이후 다음달인 2월 7일 2.7 사건에서부터 시작해 4월 3일 일어난 제주 4.3 사건, 4월 19일 결성되었던 남북협상 연석회의, 10월 1일 혁명의용군 사건, 그리고 10월 19일 일어난 여수·순천 사건까지 모두 1948년 한 해에 남한 전 지역에서 동시다발적으로 일어난 사건들이다.

## 사후 영향력
박정희 정권 때 산업화 노력에 주력한 세대는 대한민국의 '산업화세대'로 불리기도 한다. 박정희 정권을 '개발독재'라는 표현도 쓰이고 있다. 국가주도의 산업화 과정에서 한국 사회에 재벌 계층이 등장했으며, IMF 구제금융사건이후 재벌, 관치금융, 정경유착에 대한 비판이 등장했다. 한일회담의 과거사문제 등으로 이후에도 한일 외교관계에 악영향을 끼치고 있다.그린벨트 정비와 새마을운동 정책으로 서울을 비롯한 대도시의 인구집중을 방지하는 한편 환경보전에 긍정적인 결과를 낳았다. 이후 2008년 이명박 정부가 들어서면서 '개발제한구역 제도개선방안'이라는 명칭으로 그린벨트가 훼손되기 시작하였고, 그 이후 시민의 권익증진을 우선하는 정책이 경쟁적으로 나오면서 환경보전 정책은 더욱 후퇴되었고 무분별한 개발로 농촌에도 악영향을 끼치게 되었다.
국무총리로 재임 중이었던 최규하는 박정희 사후 1979년 12월 6일 통일주체국민회의에서 대통령으로 선출되어 민주주의에 대한 기대로 서울의 봄을 맞이하였으나, 육군 소장인 전두환이 12·12 군사 반란을 일으키고 집권 후에는 박정희와 차별을 두었다. 전두환은 차별성을 부각시키기 위해 헌법에서 소위 "5·16 혁명정신"에 관련된 사항을 삭제하였으며 통일주체국민회의를 폐지하고 하나회 계열에 부정적인 공화당 실세들을 권력형 비리 혐의와 연관하여 제거하였고, 박정희의 시대를 부정과 부패, 비리의 시대로 규정하고, 자신들은 정의사회 구현을 추구한다고 선언하였다. 1972년, 여의도에 조성한 5·16 광장의 명칭을 여의도 광장(지금의 여의도 공원)으로 바꾼 것 또한 이 때의 일이다. 백지계획은 10·26사태로 백지화되었으며, 전두환 정부는 '핵개발 포기선언', 노태우 정부는 '한반도 비핵화 선언'을 했다.
월남전 파병에 대한 논란이 있다. 한국군 현대화의 긍정적 평가도 있는 반면 미국의 패배로 끝난 베트남전 당시 한국군을 파병하여 ‘경제개발을 대가로 피를 헐값에 팔아 넘겼다’는 비판도 있다.
구 공화당과 유신정우회 출신 중 일부는 부정축재혐의로 제거되었으나, 일부 정치금지법에 제한되지 않은 구 공화당과 유정회 인사들은 1981년 1월 한국국민당을 창당하여 박정희 정권의 경제성장을 정치적 유산으로 삼아 명맥을 이어갔다.
원내 제1당을 목표로 한 국민당은 몰락했으나 1987년 전두환 정권에 반발하여 6월 항쟁이 일어난 후, 노태우 민주정의당 대표의 6·29 선언으로 대통령 직선제가 다시 실시되었고, 전두환 정권에 의해 정치활동금지법에 묶였던 일부 공화당계 인사들이 풀려나면서 김종필의 신민주공화당을 중심으로 다시 결집하였으나 1987년 대통령 선거에서 패배했다. 1990년 3당 합당을 통해 거대 여당인 민주자유당으로 탄생되었으나, 당내의 통일민주당의 김영삼계 정치인들과의 갈등으로 탈당한 인사들은, 또 다시 공화계 주축으로 독립된 자유민주연합을 창당하였다. 이후 자유민주연합은‘DJP연합’으로 국민의 정부를 탄생시켰으나, 2006년 자유민주연합은 해체되고 일부는 한나라당에 흡수되었다.
박정희의 친딸인 박근혜 한나라당 전 대표 역시 박정희 사후 육영재단과 정수장학회 등을 운영하다가 1998년 한나라당 국회의원으로 정치를 시작하여, 한나라당의 유력 대선후보로서 정치계의 주목받는 정치인으로 활동하였으며 이명박 정부가 들어선후 친이명박계와의 갈등으로 이후 친박연대를 창당한 인사들의 지지를 받았다. 이후 2012년 12월 19일 실시된 대한민국 제18대 대통령 선거에서 51.6%의 득표율로 대한민국의 제18대 대통령으로 취임하여 대한민국 최초의 부녀 대통령으로 기록되었다. 한편 박정희의 셋째 딸인 박근령 역시 1997년 한나라당에 입당했고 2008년부터 한나라당 충북선거대책위원회 위원장을 지내는 등의 행보를 보이고 있다.
새로 창립된 민주공화당의 총재 허경영은 자신이 박정희의 비밀 정책보좌관이었다고 주장하며 '제2의 박정희'를 자칭하였다. 그러나 그는 공직선거법위반, 명예훼손 혐의 등으로 구속 기소되어 1년 6개월의 형기를 마치고 지난 2009년 7월 출소했다.
2007년, 17대 대통령 선거 당시 정동영 대통합민주신당 후보는 "고 박정희 전 대통령의 과학기술입국을 과학기술강국의 시대로 이끌어내겠다"는 발언을 하였는데 이외에도 "박 전 대통령이 독재하고 억압했지만 미래 먹거리와 관련해 고민했던 것만은 인정하지 않을 수 없다", "박 전 대통령이 씨뿌리고 가꾼 것을 토대로 다음 단계로 도약해야 한다"는 발언을 통해 박정희 대통령 지지자들에게 자신에 대한 지지를 호소하였다. 노무현 정부는 지방분권정책을 추진하면서 신행정수도 이전을 강조하였는데 이와 관련해 2005년 당시 노무현 대통령은 “70년대 후반에 박 대통령이 계획하고 입안했던 것을 이제와서 실천하고 있는 것”이라며 “적어도 행정도시에 관한 한 박정희 정부의 업적을 제가 충실히 계승하고 있다고 생각하니까 느낌이 좀 묘하다”고 발언하였다.
이명박 대통령이 발표한 '세종시 수정안'을 둘러싸고 한나라당의 친이계와 친박계가 충돌했다. 친이계와 김영삼은 연일 영남지역주의와 박정희 집권기를 비판하며 친박계를 공격했고, 대구경북을 비롯한 한나라당 지역 정치권과 친박계는 반발했다. 박근혜가 세종시 원안 고수를 강력히 주창하는 데는 행정수도 이전과 지역균형 발전이라는 ‘선친의 유훈(遺訓)’의 영향이 있을 것이며, 세종시 문제는 이명박 대통령과 박정희 전 대통령의 충돌이라는 평가도 있다.

## 평가 및 논란
박정희의 대통령 직무 수행에 대한 평가는 다양하다. 경제적인 측면에서는 장면 내각이 수립한 국가 주도 핵심 공업 개발을 골자로 하는 '불균형 개발 모델-지도받는 자본주의 체제'(제2공화국과 울프 박사의 합작인 경제 개발 5개년 계획), 미국이 주문한 환율 현실화 및 노동집약형 수출 경공업 개발을 비교적 충실하게 따랐다는 평가와 무리하고 비효율적인 중공업 중복 투자 및 지나친 관치 경제로 인한 금융 시장의 부실화로 한국의 경제발전을 늦추었다는 평가가 공존하고 있다. 이외에도 새마을 운동을 통해 농촌 발전에 성공했다는 긍정적 평가와 군정 시절 이래로 중농 정책, 통일벼 보급, 새마을 운동에도 불구하고 농촌과 농가 경제를 피폐하게 만들었다는 부정적 평가가 공존하고 있으며, 그린벨트 규제에도 불구하고 수도권 과밀을 예방하지 못했다는 부정적 평가, 의료보험 제도가 오늘날 한국 의료보험의 토대가 된 전두환 정부의 의료보험만 못하다는 부정적 평가, 개발 위주의 획일화된 정책이라는 부정적 평가 등이 뒤따르고 있다. 다만, 제1공화국과 제2공화국에서 꾸준히 실시되었던 사방 사업, 조림 사업, 산림 복원 사업 등에 관하여는 호평이 더 많은 편이다. 각종 여론조사에서는 존경하는 대통령을 비롯한 대통령 선호도와 공적 부문 등에서 최상위 평가를 받아오고 있다.
정치적으로는 5.16 군사 정변, 10월 유신을 통한 헌정 파괴, 노동 운동 및 야당 탄압, 군사 독재 등 민주주의를 후퇴시켰다는 부정적인 평가도 존재한다. 한일협정을 강행한 것과 베트남 전쟁 파병에 대한 평가가 양립하고 있다. 핵무기 개발, 행정 수도 이전을 추진하기도 했다. 또한 박근혜-최순실 게이트와 박근혜 대통령 탄핵의 영향으로, 박정희 전 대통령에 대한 평가도 다소 낮아져 노무현이나 문재인이 1위를 차지하고 박정희는 2위로 하락하였다.

## 약력
- 1917년 11월 14일 - 박성빈과 백남의의 5남 2녀 중 5남으로로 출생
- 1926년 - 구미공립보통학교 입학
- 1932년 - 구미공립보통학교 졸업, 대구사범학교 입학.
- 1936년 - 3년 연하의 김호남과 결혼
- 1937년 - 대구사범학교 졸업, 문경보통학교 교사 부임

- 11월 24일 - 장녀 재옥 출생

- 1938년 - 부친 박성빈 사망
- 1940년 - 만주국 육군군관학교 제2기 입학
- 1942년 - 신징 군관학교를 졸업, 일본 육군사관학교 57기로 편입학
- 1944년 - 일본 육군사관학교 졸업, 관동군 견습사관 과정을 거쳐[출처 필요] 만주국군 보병 제8단에 소위로 임관
- 1945년 - 한국 광복군 제3지대 제1대대 제2중대장
- 1946년

- 9월 - 조선경비사관학교(현 육군 사관학교의 전신) 2기생으로 입학. 12월 졸업, 소위 임관
- 10월 6일 - 대구폭동 중 셋째 형 박상희 사망

- 1948년 - 여순 14연대 반란사건에 연루되어 체포, 현역부적합전역
- 1949년 - 군무원 신분으로 육군본부 전투정보과장[263]

- 8월 12일 - 모친 백남의 사망

- 1950년

- 6월 - 한국전쟁 발발 이후 육군소령으로 복직
- 9월 15일 - 육군중령 진급
- 10월 - 제9사단 참모장
- 11월 - 김호남과 이혼
- 12월 - 육영수와 결혼

- 1951년

- 4얼 15일 - 육군대령 진급
- 5월 25일 - 육군정보학교 교장

- 1952년 - 2월 2일 차녀 근혜 출생
- 1953년 - 11월 25일, 육군준장 진급, 제2군단 포병사령관(현재의 포병여단장)
- 1954년 - 6월 30일 3녀 근령 출생
- 1955년 - 제5사단 사단장
- 1957년 - 육군대학 졸업, 제6군단 부군단장[264], 제7사단 사단장
- 1958년 - 12월 15일 장남 지만 출생
- 1959년 - 3월 1일 육군소장 진급, 육군 제6관구 사령관을 지냄
- 1960년 - 1월에는 부산 군수기지 사령관, 12월에는 제2군사령부 부사령관 역임, 둘째 형 박무희 사망
- 1961년

- 5월 16일 - 5·16 군사 정변을 일으켜 장면 정권을 실각시킴
- 5월 18일 - 군사혁명위원회 부의장(20일 국가재건최고회의로 개명)
- 7월 3일 - 국가재건최고회의 의장
- 8월 11일 - 육군중장 진급
- 11월 6일 - 육군대장 진급 후 예편

- 1962년

- 3월 22일 - 윤보선의 사퇴로 대통령 권한대행
- 7월 - 겸임 내각 수반
- 아르헨티나와 외교 시작

- 1963년

- 10월 15일 - 제5대 대통령 선거, 윤보선을 15만 표 차로 누르고 대통령 당선, 대한민국 제5대 대통령 취임
- 제2대 민주공화당 총재, 문화재보수 5개년 계획 수립
- 서독에 광부와 간호사를 보내 임금을 담보로 1억4000만 마르크를 빌림

- 1965년 - 일본과의 외교관계를 정상화하는 한일협정 타결

- 미국 대통령 린든 B. 존슨과의 합의에 의해 배틀 머모리얼 대학과 자매기관으로 한국과학기술연구원 설립

- 1967년 - 5월 3일 제6대 대통령 선거, 윤보선을 다시 누르고 6대 대통령으로 재선, 산림청 개청
- 1968년 - 1·21사태 한국군복장을 한 북한공비 31명 국내 잠입. 수류탄을 던지고, 기관단총을 무차별 난사, 청와대 습격과 정부요인 암살시도.

- 여운형 추모회 고문.

- 1969년 - 3선 개헌을 통과시킨 후 1971년 김대중을 95만 표차로 이기고 3선에 성공, 베트남 전쟁에 한국군 파병
- 1970년 - 경부 고속도로 준공식, 수출 10억 달러 달성, 국방과학연구소 설립, 새마을 운동 제창
- 1971년

- 4월 27일 - 제7대 대통령 선거, 김대중을 95만 표 차로 누르고 대통령 당선, 대한민국 제7대 대통령 취임
- 국고로 아르헨티나의 국토 중 일부 구매 후 농민을 엄선하여 파견함
- 서울 홍릉에 한국과학기술원의 전신, 한국과학원 설립

- 1972년

- 7월 4일 - 조선민주주의인민공화국과 통일관련 공동성명 발표 (7.4 남북 공동 성명)
- 10월 17일 - 국회 해산 및 계엄령 선포, 1차 유신헌법 찬반 국민투표 실시 91.5% 찬성표를 얻었으며 그해 12월 통일주체국민회의에서 대통령으로 선출(10월 유신), 남북공동성명 발표
- 12월 23일 - 제8대 대통령 선거, 체육관 선거로 대통령 당선, 대한민국 제8대 대통령 취임

- 1973년 8월 8일 - 김대중 납치사건
- 1974년 8월 15일 - 광복절 기념식에서 재일동포 문세광의 저격 시도로 영부인 육영수 사망(육영수 저격사건)
- 1975년

- 4월 9일 - 인혁당 재건 사건으로 사법살인 자행
- 1월 22일 - 2차 유신헌법 찬반 재신임 투표에서 73.1% 찬성표를 받아 재신임을 받음

- 1976년 5월 - 신민당 각목 사건
- 1976년 8월 - 칠백의총 주변 기념관, 주차장, 관리사무소 등 기타시설 건립 지시[265]
- 1977년 - 1인당 국민소득 1,000달러 돌파, 수출 100억달러 달성, 부가가치세 시행

- 12월 - 78년부터 서울을 제외한 전국 국민학교 학생에게 교과서를 무상으로 지급하는 제도를 확정

- 1978년 - 한국정신문화연구원 개관(68년 박종홍의 건의를 받아들여 추진)

- 12월 27일 - 9대 대통령에 선출, 세계에서 7번째로 국산장거리 지대지유도탄 및 중거리유도탄, 다연발로켓 시험 발사 성공

- 1979년 10월 - 남민전(남조선민주주의민족전선) 관련자 검거, 크리스찬아카데미 관련자 검거

- 10월 16일 - 부마항쟁
- 10월 26일 오후 8시경 - 서울 궁정동 안가에서 중앙정보부장 김재규의 총격(10·26 사건)을 받고 병원에 옮겨졌으나 사망
- 11월 3일 건국훈장 대한민국장 수여

## 학력
- 1932년 구미보통학교 졸업
- 1937년 대구사범학교 졸업
- 1942년 신징 군관학교 2기 졸업
- 1944년 일본 육군사관학교 57기 졸업
- 1946년 조선국방경비사관학교 2기 졸업
- 1947년 조선경비보병학교 졸업
- 1954년 미국 육군포병학교 졸업[266]
- 1957년 육군대학 졸업

## 군 복무 경력
| 만주국 육군 소위   | 만주국 육군 중위   |                    | 조선국방경비대 소위 | 조선국방경비대 대위 | 조선국방경비대 소령 |
| ------------------ | ------------------ | ------------------ | ------------------- | ------------------- | ------------------- |
|                    |                    |                    |                     |                     |                     |
| 1944년 12월 23일   | 1945년 7월 1일     |                    | 1946년 12월 14일    | 1947년 9월 27일     | 1948년 8월 1일      |
| 대한민국 육군 중령 | 대한민국 육군 대령 | 대한민국 육군 준장 | 대한민국 육군 소장  | 대한민국 육군 중장  | 대한민국 육군 대장  |
|                    |                    |                    |                     |                     |                     |
| 1950년 9월 15일    | 1951년 4월 15일    | 1953년 11월 25일   | 1958년 3월 1일      | 1961년 8월 11일     | 1961년 11월 1일     |

## 박정희의 작품

### 음악
- 《금오산아 잘있거라》: 박정희 작사, 박시춘 작곡
- 《새마을노래》: 박정희 작사, 박정희 작곡
- 《나의 조국》 : 박정희 작사, 박정희 작곡

### 서적
박정희가 저술한 저서
- 《지도자의 길》
- 《우리 민족의 나갈 길》
- 《국가와 혁명과 나》
- 《민족의 저력》
- 《민족중흥의 길》

편집본
- 《조국 근대화의 지표》
- 《한국 국민에게 고함》
- 《연설문집》
- 《수기집-나의 어린 시절》[14]

## 기타
- 2016년에는 우정사업본부가 2017년 9월 15일에 박정희 대통령 탄생 100주년 기념 우표 60만장을 발행한다는 계획을 수립했다.[267] 그러나 박정희 전 대통령에 대한 평가에 논란이 있기 때문에 기념우표 발행은 적절치 않다는 점, 우정사업본부의 《우표류 발행업무 처리 세칙》에서는 정치적·종교적·학술적 논쟁의 소지가 있는 소재의 경우에는 기념우표를 발행할 수 없다는 점으로 인해 강력한 반대 여론에 부딪혔고 우정사업본부는 2017년 7월 12일에 서울중앙우체국에서 열린 우표발행심의위원회 회의를 통해 발행 계획을 철회했다.[268]

- 한국에서 근무한 적이 있던 한 일본인 외교관이 자신의 저서에서 대일본제국 최후의 군인이 죽었다고 평하였다.[202][203][204]
- 그는 집권 당시 드라마에 강력한 규제를 내렸으며, 대체로 검열 대상이 된 것은 왜색이 짙은 것, 퇴폐적인 것, 저속한 것이었다.
- 1960년대 이후로 자유주의의 상징으로 여겨졌던 미국의 팝 음악과 미니스커트, 장발 문화, 일본 만화에 대해 정권 차원의 대대적인 단속이 이루어졌다. 1973년 경범죄처벌법 개정으로 단속을 위한 법적 근거를 갖추었으며, 이는 1988년이 되어서야 개정되었다.[269]
- 박성빈의 후손들 중 박정희 쪽 직계후손들은 부모와 자식 간 나이 차가 매우 심하다.

- 박성빈(1871년 ~ 1938년) - 박정희(1917년 ~ 1979년): 46년
- 박정희(1917년 ~ 1979년) - 박지만(1958년 ~): 41년, 박성빈 - 박지만 87년
- 박지만(1958년 ~) - 박세현(2005년 ~): 47년, 박성빈 - 박세현 134년

## 역대 선거 결과
|  | 46.64% |

|  | 51.44% |

|  | 53.19% |

|  | 99.92% |

|  | 99.85% |

## 소속 정당
| 소속 정당 | 소속 정당    | 소속 기간 | 비고           |
| --------- | ------------ | --------- | -------------- |
|           | 남조선노동당 | 1946~1948 | 입당           |
|           | 무소속       | 1948~1963 | 탈당 정계 입문 |
|           | 민주공화당   | 1963~1979 | 입당 피살      |

## 가족 관계
| 박성빈 | 박성빈 | 박성빈 | 박성빈 | 박성빈 | 박성빈 |  |  | 박동희 | 박동희 | 박동희 | 박동희 | 박동희 | 박동희 |  |  | 박재홍 | 박재홍 | 박재홍 | 박재홍 | 박재홍 | 박재홍 |  |  |        |        |        |        |        |        |  |  |
| 박성빈 | 박성빈 | 박성빈 | 박성빈 | 박성빈 | 박성빈 |  |  | 박동희 | 박동희 | 박동희 | 박동희 | 박동희 | 박동희 |  |  | 박재홍 | 박재홍 | 박재홍 | 박재홍 | 박재홍 | 박재홍 |  |  |        |        |        |        |        |        |  |  |
|        |        |        |        |        |        |  |  |        |        |        |        |        |        |  |  |        |        |        |        |        |        |  |  |        |        |        |        |        |        |  |  |
|        |        |        |        |        |        |  |  |        |        |        |        |        |        |  |  | 박재선 |        |        |        |        |        |  |  |        |        |        |        |        |        |  |  |
|        |        |        |        |        |        |  |  |        |        |        |        |        |        |  |  |        |        |        |        |        |        |  |  |        |        |        |        |        |        |  |  |
|        |        |        |        |        |        |  |  |        |        |        |        |        |        |  |  |        |        |        |        |        |        |  |  |        |        |        |        |        |        |  |  |
| 백남의 | 백남의 | 백남의 | 백남의 | 백남의 | 백남의 |  |  | 박무희 | 박무희 | 박무희 | 박무희 | 박무희 | 박무희 |  |  | 박재석 | 박재석 | 박재석 | 박재석 | 박재석 | 박재석 |  |  | 박용철 | 박용철 | 박용철 | 박용철 | 박용철 | 박용철 |  |  |
| 백남의 | 백남의 | 백남의 | 백남의 | 백남의 | 백남의 |  |  | 박무희 | 박무희 | 박무희 | 박무희 | 박무희 | 박무희 |  |  |        | 박재석 | 박재석 | 박재석 | 박재석 | 박재석 |  |  | 박용철 | 박용철 | 박용철 | 박용철 | 박용철 | 박용철 |  |  |
|        |        |        |        |        |        |  |  |        |        |        |        |        |        |  |  |        |        |        |        |        |        |  |  |        |        |        |        |        |        |  |  |
|        |        |        |        |        |        |  |  |        |        |        |        |        |        |  |  | 박재호 | 박재호 | 박재호 | 박재호 | 박재호 | 박재호 |  |  | 박용수 | 박용수 | 박용수 | 박용수 | 박용수 | 박용수 |  |  |
|        |        |        |        |        |        |  |  |        |        |        |        |        |        |  |  | 박재호 | 박재호 | 박재호 | 박재호 | 박재호 | 박재호 |  |  | 박용수 | 박용수 | 박용수 | 박용수 | 박용수 | 박용수 |  |  |
|        |        |        |        |        |        |  |  | 박귀희 |        |        |        |        |        |  |  |        |        |        |        |        |        |  |  |        |        |        |        |        |        |  |  |
|        |        |        |        |        |        |  |  |        |        |        |        |        |        |  |  |        |        |        |        |        |        |  |  |        |        |        |        |        |        |  |  |
|        |        |        |        |        |        |  |  |        |        |        |        |        |        |  |  |        |        |        |        |        |        |  |  |        |        |        |        |        |        |  |  |
|        |        |        |        |        |        |  |  | 박상희 | 박상희 | 박상희 | 박상희 | 박상희 | 박상희 |  |  | 박준홍 | 박준홍 | 박준홍 | 박준홍 | 박준홍 | 박준홍 |  |  |        |        |        |        |        |        |  |  |
|        |        |        |        |        |        |  |  | 박상희 | 박상희 | 박상희 | 박상희 | 박상희 | 박상희 |  |  | 박준홍 | 박준홍 | 박준홍 | 박준홍 | 박준홍 | 박준홍 |  |  |        |        |        |        |        |        |  |  |
|        |        |        |        |        |        |  |  |        |        |        |        |        |        |  |  |        |        |        |        |        |        |  |  |        |        |        |        |        |        |  |  |
|        |        |        |        |        |        |  |  |        |        |        |        |        |        |  |  | 박영옥 | 박영옥 | 박영옥 | 박영옥 | 박영옥 | 박영옥 |  |  | 김종필 | 김종필 | 김종필 | 김종필 | 김종필 | 김종필 |  |  |
|        |        |        |        |        |        |  |  |        |        |        |        |        |        |  |  | 박영옥 | 박영옥 | 박영옥 | 박영옥 | 박영옥 | 박영옥 |  |  | 김종필 | 김종필 | 김종필 | 김종필 | 김종필 | 김종필 |  |  |
|        |        |        |        |        |        |  |  |        |        |        |        |        |        |  |  |        |        |        |        |        |        |  |  |        |        |        |        |        |        |  |  |
|        |        |        |        |        |        |  |  |        |        |        |        |        |        |  |  | 박계옥 | 박계옥 | 박계옥 | 박계옥 | 박계옥 | 박계옥 |  |  | 김용태 | 김용태 | 김용태 | 김용태 | 김용태 | 김용태 |  |  |
|        |        |        |        |        |        |  |  |        |        |        |        |        |        |  |  | 박계옥 | 박계옥 | 박계옥 | 박계옥 | 박계옥 | 박계옥 |  |  | 김용태 | 김용태 | 김용태 | 김용태 | 김용태 | 김용태 |  |  |
|        |        |        |        |        |        |  |  |        |        |        |        |        |        |  |  |        |        |        |        |        |        |  |  |        |        |        |        |        |        |  |  |
|        |        |        |        |        |        |  |  |        |        |        |        |        |        |  |  | 박금자 | 박금자 | 박금자 | 박금자 | 박금자 | 박금자 |  |  | 반기언 | 반기언 | 반기언 | 반기언 | 반기언 | 반기언 |  |  |
|        |        |        |        |        |        |  |  |        |        |        |        |        |        |  |  | 박금자 | 박금자 | 박금자 | 박금자 | 박금자 | 박금자 |  |  | 반기언 | 반기언 | 반기언 | 반기언 | 반기언 | 반기언 |  |  |
|        |        |        |        |        |        |  |  |        |        |        |        |        |        |  |  |        |        |        |        |        |        |  |  |        |        |        |        |        |        |  |  |
|        |        |        |        |        |        |  |  |        |        |        |        |        |        |  |  | 박설자 | 박설자 | 박설자 | 박설자 | 박설자 | 박설자 |  |  | 김희용 | 김희용 | 김희용 | 김희용 | 김희용 | 김희용 |  |  |
|        |        |        |        |        |        |  |  |        |        |        |        |        |        |  |  | 박설자 | 박설자 | 박설자 | 박설자 | 박설자 | 박설자 |  |  | 김희용 | 김희용 | 김희용 | 김희용 | 김희용 | 김희용 |  |  |
|        |        |        |        |        |        |  |  | 박한희 |        |        |        |        |        |  |  |        |        |        |        |        |        |  |  |        |        |        |        |        |        |  |  |
|        |        |        |        |        |        |  |  |        |        |        |        |        |        |  |  |        |        |        |        |        |        |  |  |        |        |        |        |        |        |  |  |
|        |        |        |        |        |        |  |  |        |        |        |        |        |        |  |  |        |        |        |        |        |        |  |  |        |        |        |        |        |        |  |  |
|        |        |        |        |        |        |  |  | 박재희 |        |        |        |        |        |  |  |        |        |        |        |        |        |  |  |        |        |        |        |        |        |  |  |
|        |        |        |        |        |        |  |  |        |        |        |        |        |        |  |  |        |        |        |        |        |        |  |  |        |        |        |        |        |        |  |  |
|        |        |        |        |        |        |  |  |        |        |        |        |        |        |  |  |        |        |        |        |        |        |  |  |        |        |        |        |        |        |  |  |
|        |        |        |        |        |        |  |  | 김호남 |        |        |        |        |        |  |  |        |        |        |        |        |        |  |  |        |        |        |        |        |        |  |  |
|        |        |        |        |        |        |  |  |        |        |        |        |        |        |  |  | 박재옥 | 박재옥 | 박재옥 | 박재옥 | 박재옥 | 박재옥 |  |  | 한병기 | 한병기 | 한병기 | 한병기 | 한병기 | 한병기 |  |  |
|        |        |        |        |        |        |  |  |        |        |        |        |        |        |  |  | 박재옥 | 박재옥 | 박재옥 | 박재옥 | 박재옥 | 박재옥 |  |  | 한병기 | 한병기 | 한병기 | 한병기 | 한병기 | 한병기 |  |  |
|        |        |        |        |        |        |  |  | 박정희 |        |        |        |        |        |  |  |        |        |        |        |        |        |  |  |        |        |        |        |        |        |  |  |
|        |        |        |        |        |        |  |  |        |        |        |        |        |        |  |  |        |        |        |        |        |        |  |  |        |        |        |        |        |        |  |  |
|        |        |        |        |        |        |  |  |        |        |        |        |        |        |  |  | 박근혜 |        |        |        |        |        |  |  |        |        |        |        |        |        |  |  |
|        |        |        |        |        |        |  |  |        |        |        |        |        |        |  |  |        |        |        |        |        |        |  |  |        |        |        |        |        |        |  |  |
|        |        |        |        |        |        |  |  | 육영수 |        |        |        |        |        |  |  |        |        |        |        |        |        |  |  |        |        |        |        |        |        |  |  |
|        |        |        |        |        |        |  |  |        |        |        |        |        |        |  |  | 박근령 | 박근령 | 박근령 | 박근령 | 박근령 | 박근령 |  |  | 신동욱 | 신동욱 | 신동욱 | 신동욱 | 신동욱 | 신동욱 |  |  |
|        |        |        |        |        |        |  |  |        |        |        |        |        |        |  |  | 박근령 | 박근령 | 박근령 | 박근령 | 박근령 | 박근령 |  |  | 신동욱 | 신동욱 | 신동욱 | 신동욱 | 신동욱 | 신동욱 |  |  |
|        |        |        |        |        |        |  |  |        |        |        |        |        |        |  |  |        |        |        |        |        |        |  |  |        |        |        |        |        |        |  |  |
|        |        |        |        |        |        |  |  |        |        |        |        |        |        |  |  | 박지만 | 박지만 | 박지만 | 박지만 | 박지만 | 박지만 |  |  | 서향희 | 서향희 | 서향희 | 서향희 | 서향희 | 서향희 |  |  |
|        |        |        |        |        |        |  |  |        |        |        |        |        |        |  |  | 박지만 | 박지만 | 박지만 | 박지만 | 박지만 | 박지만 |  |  | 서향희 | 서향희 | 서향희 | 서향희 | 서향희 | 서향희 |  |  |

- 아버지: 박성빈(朴成彬, 1871년 6월 6일 ~ 1938년 9월 4일)
- 어머니: 백남의(白南義, 1872년 9월 22일 ~ 1949년 8월 12일)
  - 배우자: 김호남(金好南, 1920년 ~ 1991년)
    - 장녀: 박재옥(朴在玉, 1937년 11월 24일 ~ 2020년 1월 8일)
    - 사위: 한병기(韓丙起, 1931년 6월 8일 ~ 2017년 4월 21일)
      - 외손자 : 한태준(韓太竣, 1959년 ~ )
      - 외손녀 : 한유진(韓由辰, 1961년 ~ )
      - 외손남 : 한태현(韓太賢, 1963년 ~ )

  - 배우자: 육영수(陸英修, 1925년 11월 29일 ~ 1974년 8월 15일)
    - 차녀: 박근혜(朴槿惠, 1952년 2월 2일 ~ ), 대한민국 제18대 대통령
    - 3녀: 박근령(朴槿令, 1954년 6월 30일 ~ )
    - 사위: 신동욱(申東旭, 1968년 1월 16일 ~ )
    - 장남: 박지만(朴志晩, 1958년 12월 15일 ~ )
    - 자부: 서향희(徐香姬, 1974년 6월 30일 ~ )
      - 손자 : 박세현(朴世現, 2005년 9월 12일 ~ )
      - 손자 : 박정현(2014년 1월 31일 ~ )
      - 손자 : 박지현(2015년 4월 28일 ~ )
      - 손자 : 박수현(2015년 4월 28일 ~ )

## 문화에 나타난 박정희

### 문학
- 조갑제, 《내 무덤에 침을 뱉어라》, 박정희 일대기 형식[270]
- 이인화, 《인간의 길》[271]
- 김진명, 《무궁화 꽃이 피었습니다》
- 백무현, 《만화 박정희》, 박정희에 대한 만화
- 허경영, 《무궁화 꽃은 지지 않았다》

### 드라마[272]
- 1987년 - 《욕망의 문》, KBS2 (이진수)
- 1989년 - 《무풍지대》, KBS2 (신종섭)
- 1989년 - 《제2공화국》, MBC (이진수)
- 1990년 - 《야망의 세월》, KBS (정욱)
- 1990년 - 《여명의 그날》, KBS(백준기)
- 1993년 - 《제3공화국》, MBC, 김상민 - 소년 박정희 역
- 1993년 - 《제3공화국》, MBC, 홍경인 - 청소년 박정희 역
- 1993년 - 《제3공화국》, MBC, 이창환 - 청년 박정희 역
- 1993년 - 《제3공화국》, MBC, 이진수 - 장년 박정희 역
- 1995년 - 《전쟁과 사랑》, MBC, 이진수
- 1995년 - 《제4공화국》, MBC (이창환)
- 1995년 - 《코리아게이트》, SBS (독고영재)
- 1998년 - 《삼김시대》, SBS (이창환)
- 1998년 - 《야망의 전설》, KBS (정욱)
- 2003년 - 《야인시대》, SBS (이창환)
- 2004년 - 《영웅시대》, MBC (독고영재)
- 2005년 - 《제5공화국》, MBC (이창환)
- 2009년 - 《김수환 추기경에 관한 마지막 보고서》, 평화방송 드라마 (이창환)
- 2013년 - 《대한민국 정치비사》, MBN (이창환)
- 2014년 - 《불꽃 속으로》, TV조선 (독고영재)

### 영화
괄호 안은 박정희를 연기한 배우이다.
- 1995년 - 무궁화 꽃이 피었습니다, (이균식[273])
- 2004년 - 효자동 이발사, (조영진[274])
- 2005년 - 그때 그 사람들, (송재호)
- 2006년 - 잘 살아보세, (이창환)
- 민족과 운명[275], (김윤홍)
- 2016년 - 덕혜옹주, (김승훈[276])
- 2020년 - 남산의 부장들, (이성민[277])
- 2022년 - 킹메이커, (김종수[278])

### 다큐멘터리
- 2013년 - 다큐극장, (이창환)

## 같이 보기
| - 국가재건최고회의 - 대한민국의 국가재건최고회의 의장 - 대한민국의 국무총리 - 제2공화국 - 제2공화국 (드라마) - 제3공화국 - 제3공화국 (드라마) - 제4공화국 - 제4공화국 (드라마) - 5·16 군사 정변 - 10월 유신 - 10·26 사건 - 경제개발 5개년 계획 - 국토종합개발계획 - 국민교육헌장 - 그린 벨트 - 독도밀약 - 새마을 운동 - 오노 반보쿠 - 오원철 - 육영수 - 허먼 칸 - 박정희 대통령의 미래학 교사 - 대한민국 제5대 대통령 선거 - 대한민국 제6대 대통령 선거 - 대한민국 제7대 대통령 선거 - 대한민국 제8대 대통령 선거 - 대한민국 제9대 대통령 선거 | - 윤보선 - 친일파 - 좌파 파시즘 - 차지철 - 최규하 - 전두환 - 민주공화당 - 정수장학회 - 여순반란 - 남로당 - 만주국 - 김영삼 의원 제명 파동 - 김옥선 파동 - 부마민중항쟁 - 김학규 - 김성진 - 육인수 - 이석제 - 유원식 - 지미 카터 | - 박종규 - 박동선 사건(코리아게이트) - 제2차 세계대전 - 김대중 - 김영삼 - 김종필 - 김정렴 - 유원식 - 윤치영 - 이한빈 - 박상희 - 한국 전쟁 - 박근혜 - 송요찬 - 장경순 - 린든 B. 존슨 - 존 F. 케네디 - 장제스 - 적화통일 | - 드와이트 D. 아이젠하워 - 윤필용 - 이승만 - 이후락 - 장도영 - 장준하 - 장면 - 조갑제 - 지만원 - 김재규 - 정구영 - 황태성 - 기시 노부스케 - 세지마 류조 - 고다마 요시오 - 마치이 히사유키 - 사사카와 료이치 - 미군 위안부 |

## 참고 자료
- 강준만, 《한국 현대사 산책: 1960년대편 1권》,《한국 현대사 산책: 1970년대편 1권》(인물과사상사, 2004)
- 김정렴, 《아, 박정희 - 김정렴 정치 회고록》(중앙M&B, 1997)
- 김성진, 《박정희 시대》(조선일보사, 1994)
- 김일영, 《건국과 부국: 이승만 박정희 시대의 재조명》(도서출판 기파랑, 2010)
- 김종신, 《박정희 대통령과 주변사람들 》(한국논단, 1997)
- 김종신, 《영시의 횃불: 박정희 대통령 수행기자 7년의 기록》(도서출판 기파랑, 2011)
- 김형아, 《박정희의 양날의 선택》(일조각, 2005)
- 박봉현, 《박정권 19년을 해부한다》(고려출판사, 1991)
- 박정희, 《한국 국민에게 고함》(동서문화사, 2005), 《국가와 혁명과 나》(향문사, 1963),《하면 된다! 떨쳐 일어나자》(동서문화사, 2005),《나라가 위급할 때 어찌 목숨을 아끼리》(동서문화사, 2005)
- 심융택 《백곰 하늘로 솟아오르다: 박정희 대통령의 핵개발 비화》(도서출판 기파랑, 2013)
- 안병훈 《사진과 함께 읽는 대통령 박정희》(도서출판 기파랑, 2012)
- 오원철, 《박정희는 어떻게 경제 강국 만들었나》(동서문화사, 2006)
- 유원식, 《5·16 비록 혁명은 어디로 갔나》(인물연구소, 1987)
- 이경준 《민둥산을 금수강산으로: 박정희가 이룬 기적》(도서출판 기파랑, 2010)
- 이근미 《역사를 바꾼 대통령 박정희》(도서출판 기파랑, 2013)
- 이상무 《만화 박정희》(도서출판 기파랑, 2011)
- 이석제, 《각하,우리 혁명합시다》(1995, 서적포)
- 이한빈, 《일하며 생각하며:이한빈회고록》(조선일보사, 1996)
- 전재호, 《반동적 근대주의자 박정희》(책세상, 2000)
- 정재경, 《한민족의 중흥사상-박정희 대통령의 정치철학》(신라출판사, 1979), 《박정희 사상 서설:휘호를 중심으로》(집문당, 1991), 《박정희 실기-행적초록》(집문당, 1994)
- 조갑제, 《내 무덤에 침을 뱉어라1: 초인의 노래》(조선일보사, 1998),《박정희의 마지막 하루》 (월간조선, 2006)
- 조갑제 《박정희의 결정적 순간들: 62년 생애의 62개 장면 》(도서출판 기파랑, 2009)
- 홍하상, 《주식회사 대한민국 CEO 박정희》(2005, 국일미디어)
- 조희연, 《박정희와 개발독재시대》(역사비평사, 2007)
- 진중권, 《네 무덤에 침을 뱉으마 1, 2》(개마고원, 1998)
- 최상천, 《알몸 박정희》(사람나라, 2001)
- 허경영, 《무궁화 꽃은 지지 않았다》(한강사, 2000)
- 전인권, 《박정희 평전:박정희의 정치사상과 행동에 관한 전기적 연구》 (이학사, 2006)
- 이만섭, 《5·16과 10.26: 박정희 김재규 그리고 나》 (나남, 2009)